# Elektroauto

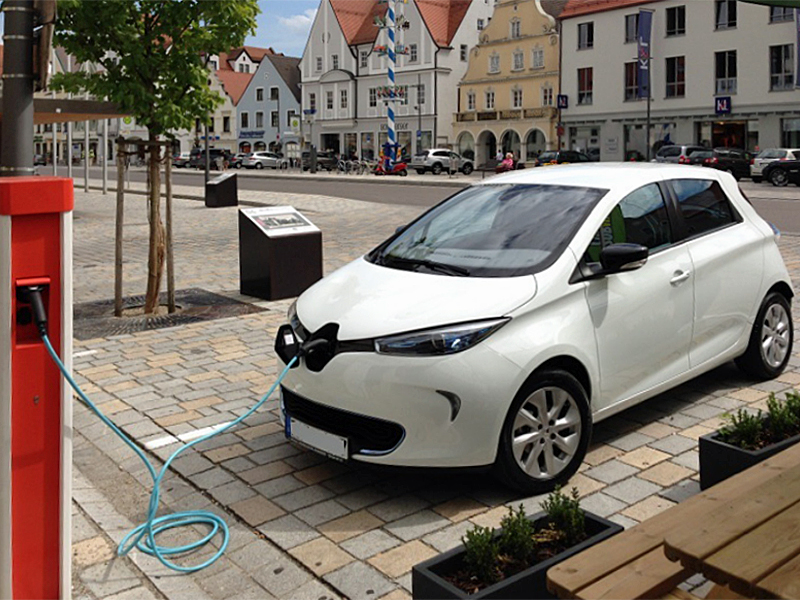
Ein Elektroauto an einer Ladestation

Als Elektroauto (auch E-Auto, elektrisches Auto, elektrisch betriebenes Auto) wird im weitesten Sinne ein Automobil bezeichnet, das mindestens einen Elektromotor zum Antrieb nutzt. Dieser Artikel konzentriert sich auf rein batterieelektrische Autos. Andere Konzepte sind Hybridautos und Brennstoffzellenautos.
Der größte Markt für Elektroautos entstand in China durch eine aktive, bis in die Mitte der 2000erJahre zurückreichende Industriepolitik. Zwei Drittel der in China verkauften Elektroautos sind mit Stand 2025 günstiger als vergleichbare Verbrenner.
Elektroautos sind eine Form der Elektromobilität.

## Begriffe und Definitionen
In enger Auslegung, die unter anderem auch vom Kraftfahrt-Bundesamt vertreten wird, versteht man unter Elektrofahrzeugen nur solche „mit ausschließlich elektrischer Energiequelle“, was bei Autos nach derzeitigem Stand der Technik nur rein batterieelektrische Autos sind. Batterieelektrische Elektrofahrzeuge und -autos werden oft auch als BEV (englisch battery electric vehicle) bezeichnet. Das Elektromobilitätsgesetz hingegen bezeichnet auch Hybridfahrzeuge als „Elektrofahrzeuge“; gemeinsam mit den batterieelektrischen und Brennstoffzellen-Fahrzeugen werden sie als „elektrisch betriebene Fahrzeuge“ bezeichnet.

## Geschichte

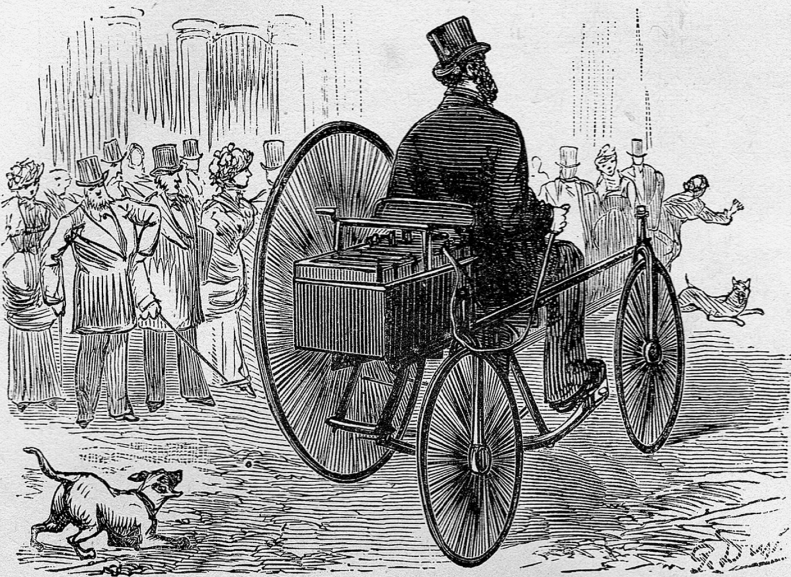
Das elektrische Dreirad von Gustave Trouvé, mit dessen Baujahr 1881 war es das erste Elektrofahrzeug der Geschichte, das der Öffentlichkeit vorgestellt wurde.

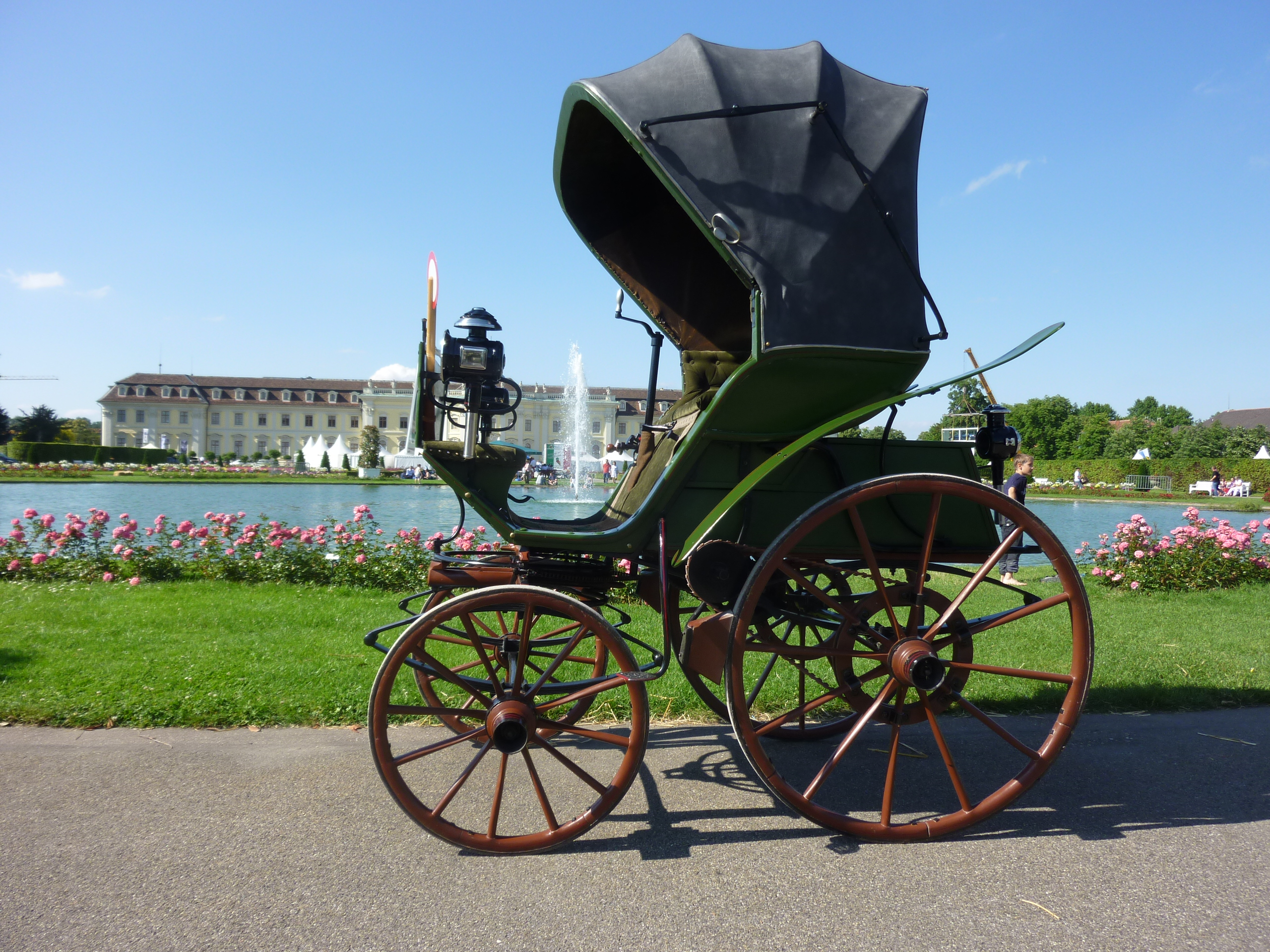
Flocken Elektrowagen von 1888 (Das Bild zeigt eine Rekonstruktion.)

Michael Faraday zeigte 1821, wie mit dem Elektromagnetismus eine kontinuierliche Rotation erzeugt werden konnte, und schuf damit die Grundlage des Elektroantriebs. Ab den 1830er Jahren entstanden aus den unterschiedlichsten Elektromotor- und Batterie-Varianten verschiedene Elektrofahrzeuge und Tischmodelle, beispielsweise von Sibrandus Stratingh und Thomas Davenport. Davenport testete seinen Elektromotor an einer Modelllok, die er auf einem Schienenkreis von etwa einem Meter Durchmesser ihre Runden drehen ließ. Um 1832 soll Robert Anderson in Aberdeen einen Elektrokarren gebaut haben.
1881 präsentierte Gustave Trouvé auf der Internationalen Elektrizitätsausstellung in Paris ein Elektroauto.
Das erste bekannte deutsche Elektroauto baute 1888 die Coburger Maschinenfabrik A. Flocken mit dem Flocken Elektrowagen. Der von dem Schlosser und Unternehmer Andreas Flocken erfundene Wagen, der es auf bis zu 15 km/h brachte, wird auch als erster vierrädriger elektrisch angetriebener Personenkraftwagen weltweit angesehen.

### Erste Blütezeit und frühe Rekorde (ca. 1896–1912)

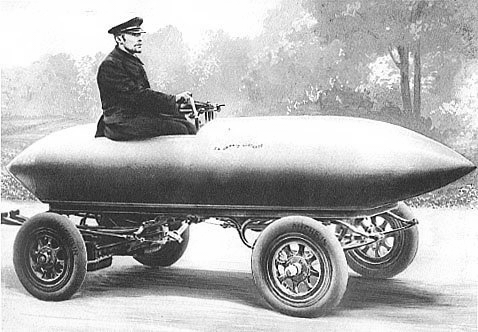
Camille Jenatzy in seinem Elektroauto La Jamais Contente, 1899

Die Reichweite der historischen Fahrzeuge betrug rund 100 Kilometer. Um 1900 waren 40 % der Autos in den USA dampfbetrieben, 38 % elektrisch und nur 22 % mit Benzin. Knapp 34.000 Elektrofahrzeuge waren in den USA registriert, damals die höchste Anzahl weltweit. 1912 wurden bis dahin die meisten Elektrofahrzeuge verkauft. Danach sank der Absatz. Von 1896 bis 1939 registrierte man weltweit 565 Marken von Elektroautos.
Den ersten dokumentierten Geschwindigkeitsrekord für ein Landfahrzeug stellte der französische Autorennfahrer Gaston de Chasseloup-Laubat am 18. Dezember 1898 mit dem Elektroauto Jeantaud Duc von Charles Jeantaud in Achères, nahe Paris, mit 62,78 km/h auf. In den folgenden Monaten überbot er sich in Achères gegenseitig mit dem Belgier Camille Jenatzy, bis dieser schließlich mit dem Elektroauto La Jamais Contente mit 105,88 km/h den ersten Rekord jenseits der 100-km/h-Marke einfuhr.

### Nischenfahrzeug (ca. 1910–1990)

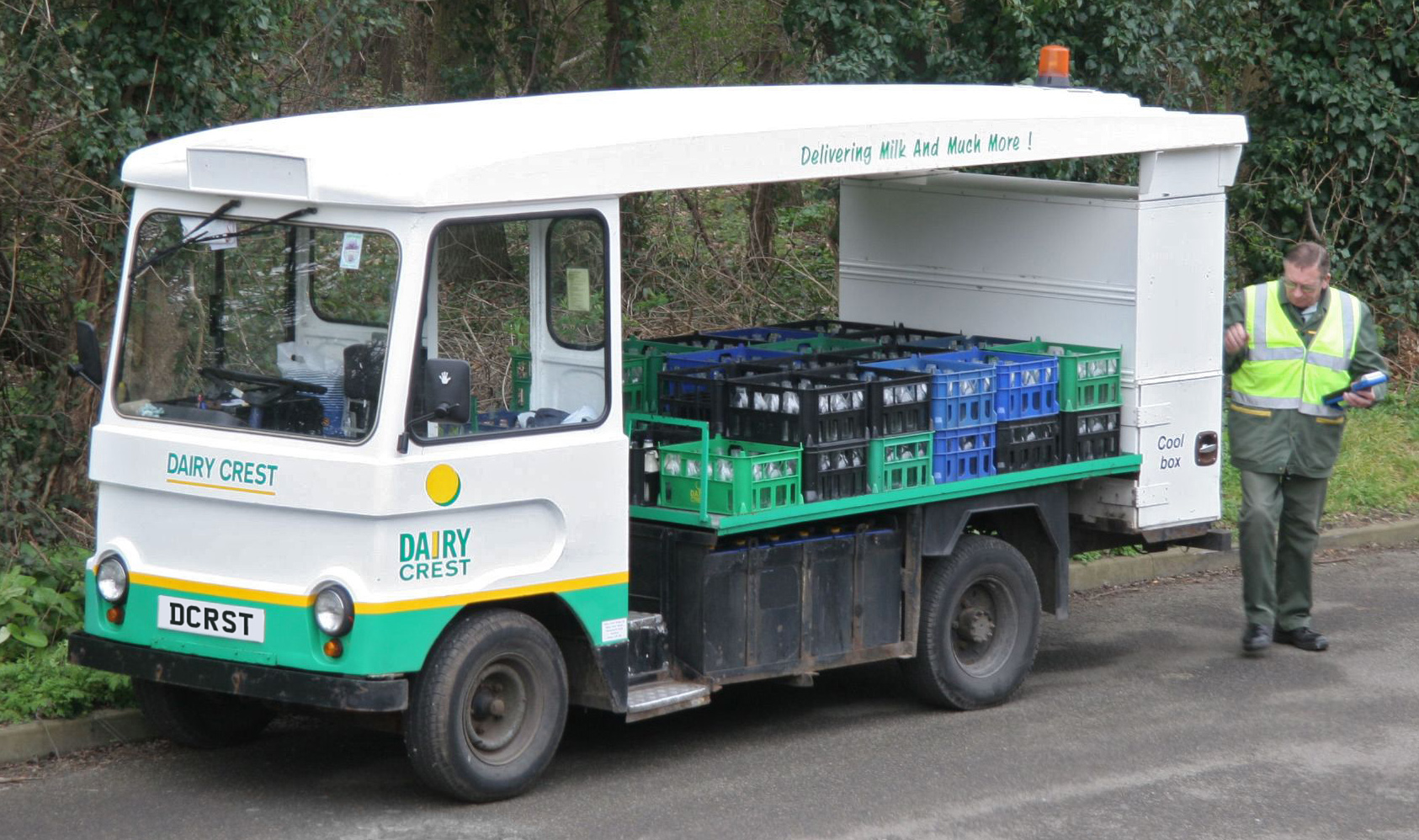
Ein Milk float

Der Niedergang der Elektroautos setzte ab etwa 1910 ein. Die viel größere Reichweite und das Angebot billigen Öls für Vergaserkraftstoffe waren (unter anderem) Faktoren für den Nachfragerückgang bei den elektrischen Transportmitteln. Auch wurde das Starten von Benzinern durch den Anlasser anstelle des Ankurbelns sehr viel bequemer. Benzin wurde durch den monopolistischen Einfluss der Standard Oil der hauptsächliche Kraftstoff in den USA und in allen von der Standard Oil beeinflussten Ländern.
Verbreiten konnte der Elektroantrieb sich jedoch in Fahrzeugen, welche die Fahrenergie aus Oberleitungen beziehen (Elektrolokomotive, Oberleitungsbus, Straßenbahn) oder selbst erzeugen (dieselelektrischer Antrieb).
Eine der Nischen, in der sich Kraftfahrzeuge mit Elektromotor hielten, war auch der Nahverkehr mit kleinen Lieferwagen für die tägliche Anlieferung von Milchflaschen in Großbritannien und Teilen der Vereinigten Staaten, den milk floats. Weitere Nischenanwendungen waren und sind elektrisch betriebene Gabelstapler, Gepäckkarren und Golfmobile.
Die zunehmende Verkehrsdichte führte ab den 1960er Jahren zu ersten Maßnahmen, um die Abgasbelastung zu verringern. In dem Zusammenhang nahmen die Forschungsaktivitäten am Elektroauto wieder zu. GM experimentierte mit Zink-Luft-Batterien, die in einem Opel Kadett B mit 1,5 t Leergewicht bereits Reichweiten von 145 km bei konstant 90 km/h ermöglichten. Allerdings konnte diese Batterie nur mechanisch aufgeladen werden. 1967 wurde im Bundestag eine interparlamentarische Arbeitsgemeinschaft gebildet, die eine Kfz-Steuerreform mit dem Ziel der Förderung von Elektromobilität zum Gegenstand hatte. Jahrzehntelang hatten derartige Vorstöße jedoch kaum praktische Auswirkungen. 1977 waren mit etwa 50 000 Fahrzeugen rund 50 % des damaligen weltweiten Bestands an Elektroautos in Großbritannien in Betrieb. Dabei handelte es sich vor allem um Nutzfahrzeuge, hinzu kamen noch etwa 75 000 Elektrokarren. In Westdeutschland waren seinerzeit vor allem Stadtbusse mit Elektroantrieb versuchsweise in Betrieb. Aus dem VW T2 wurde ein Elektrotransporter entwickelt und in geringer Stückzahl produziert, ein weiterer Vertreter war der Elektro-Daily von Fiat/OM/IVECO. Auch im Ostblock wurden verschiedene Elektrofahrzeuge entwickelt und im Verkehr erprobt, darunter Elektro-Kleintransporter in Moskau, in Sofia und in Karl-Marx-Stadt. Die Reichweite dieser Fahrzeuge lag in der Regel jedoch noch deutlich unter 100 km.

### Renaissance (1990–2005)

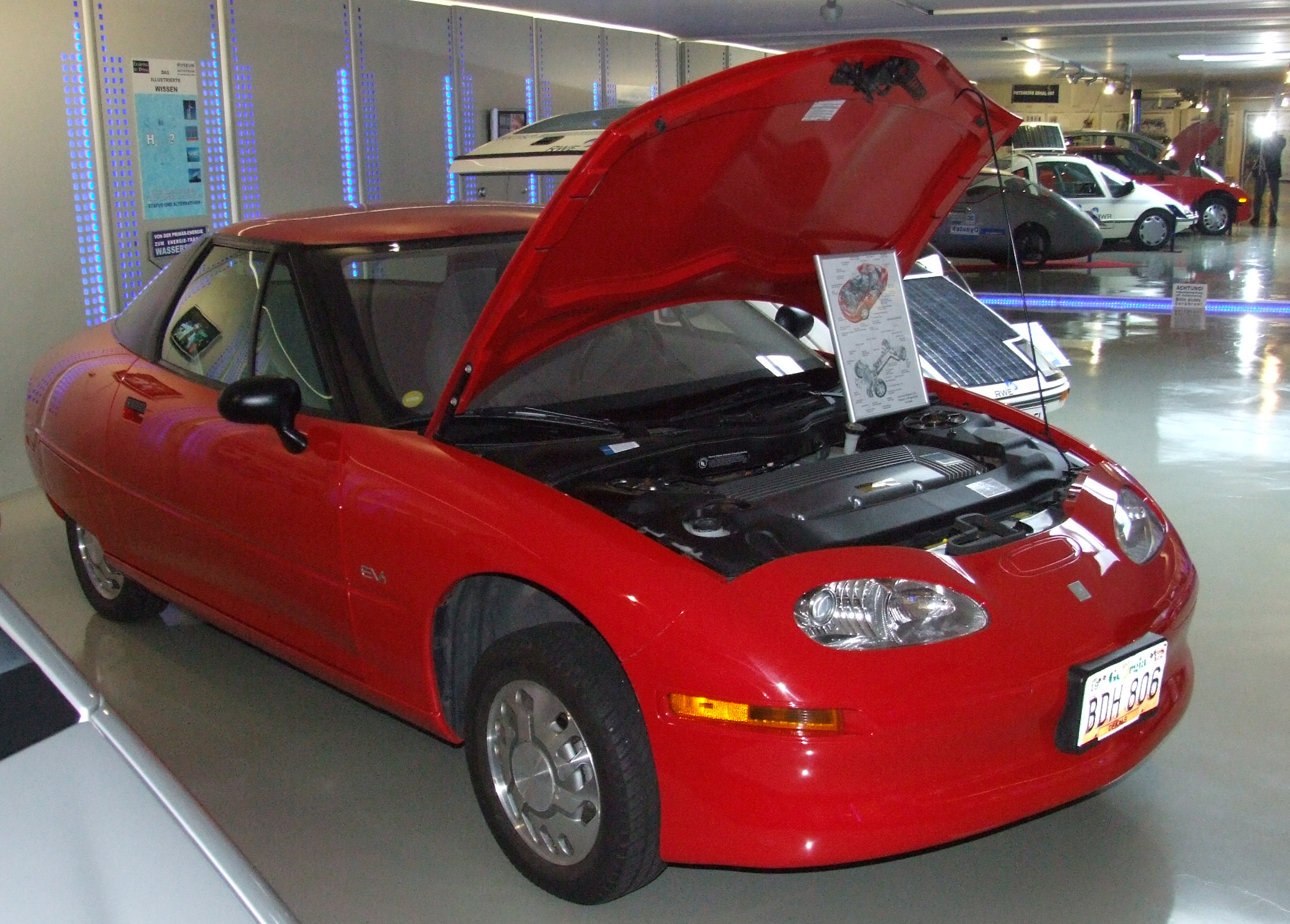
General Motors EV1 (1996–1999), der in dem Dokumentarfilm Who Killed the Electric Car? verewigt wurde

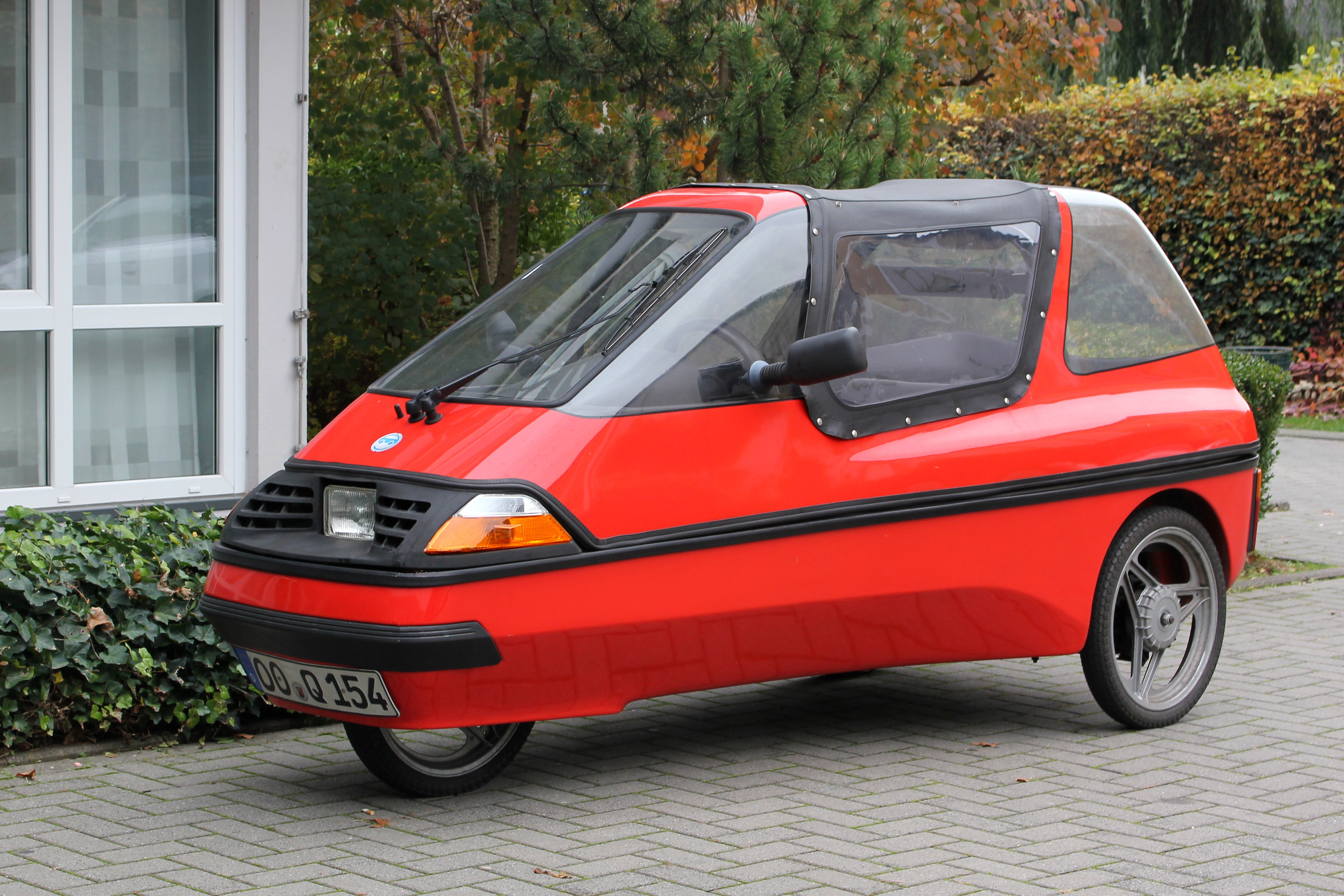
CityEL (1987–2018), in den 1990er Jahren das meistverkaufte Elektroauto

Bestrebungen, Autos mit Elektromotoren anzutreiben, wurden erst nach der durch den Golfkrieg ausgelösten Ölkrise der 1990er Jahre verstärkt erwogen. Die von der CARB ausgearbeitete und 1990 in Kalifornien als Gesetz verabschiedete Regelung, stufenweise emissionsfreie Fahrzeuge anbieten zu müssen, zwang die Automobilindustrie zu Produktentwicklungen. In Deutschland konnten einzelne progressive Entwicklungen wie der E-Scooter Simson SR 50-E ohne gesetzliche Förderung am Markt nicht bestehen.
Zunehmend wurden neue Akkumulatortypen (Nickel-Metallhydrid-Akkumulator und später zu Lithium-Ionen-Akkumulator) statt der bisherigen Bleiakkumulatoren verwendet. Beispiele sind die Versuchsfahrzeuge Volkswagen Golf CitySTROMer, BMW E1 und Mercedes-A-Klasse-Prototypen mit Elektromotor.
Von 1996 bis 1999 baute General Motors mit dem General Motors Electric Vehicle 1, GM EV1 ein Serien-Elektromobil in einer Auflage von etwa 1100 Stück. Toyota baute etwa 1500 Stück des vollelektrischen Geländewagens RAV4 EV, Nissan etwa 220 Stück Nissan Hypermini, und Honda den Honda EV Plus. Die Produktion der meisten Elektroautos wurde nach Lockerung der CARB-Gesetzgebung eingestellt und die Auslieferungen gestoppt (siehe auch Who Killed the Electric Car?).
In Europa wurden seit den 1990er Jahren verschiedene Leichtfahrzeuge produziert, wie der CityEL, das Twike oder das Elektrofahrzeug Sam. PSA Peugeot Citroën produzierte von 1995 bis 2005 etwa 10.000 elektrisch angetriebene Autos (Saxo, Berlingo, 106, Partner), die nur in Frankreich, den Benelux-Staaten und Großbritannien angeboten wurden.
Ab 2003 wurden vor allem von kleineren, unabhängigeren Firmen Elektroautos entwickelt oder Serienfahrzeuge umgebaut, wie die Kleinwagen Citysax oder Stromos.

### Fortschritt seit 2006 mit Lithium-Ionen-Zellen

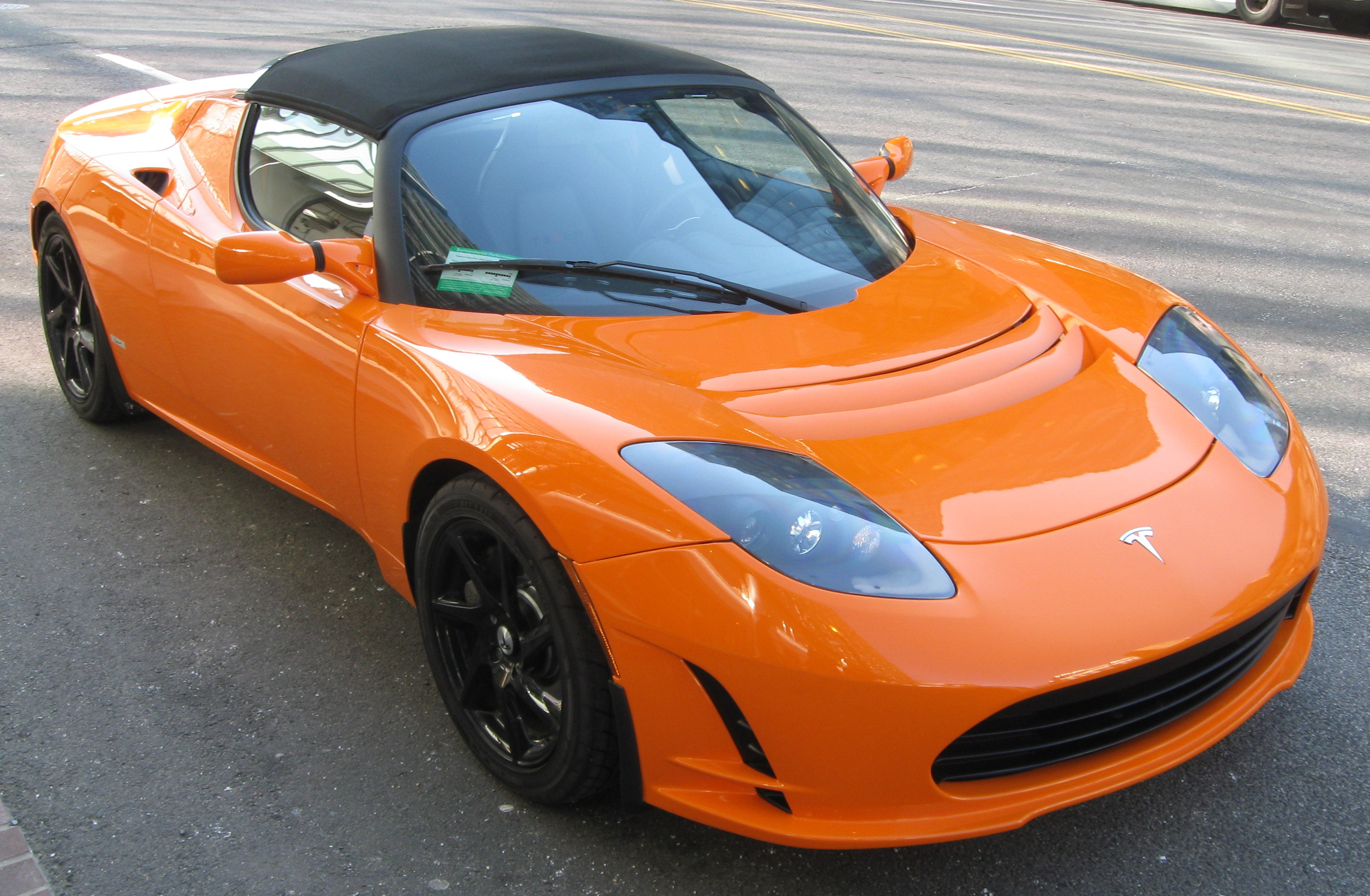
Tesla Roadster, 2008–2012

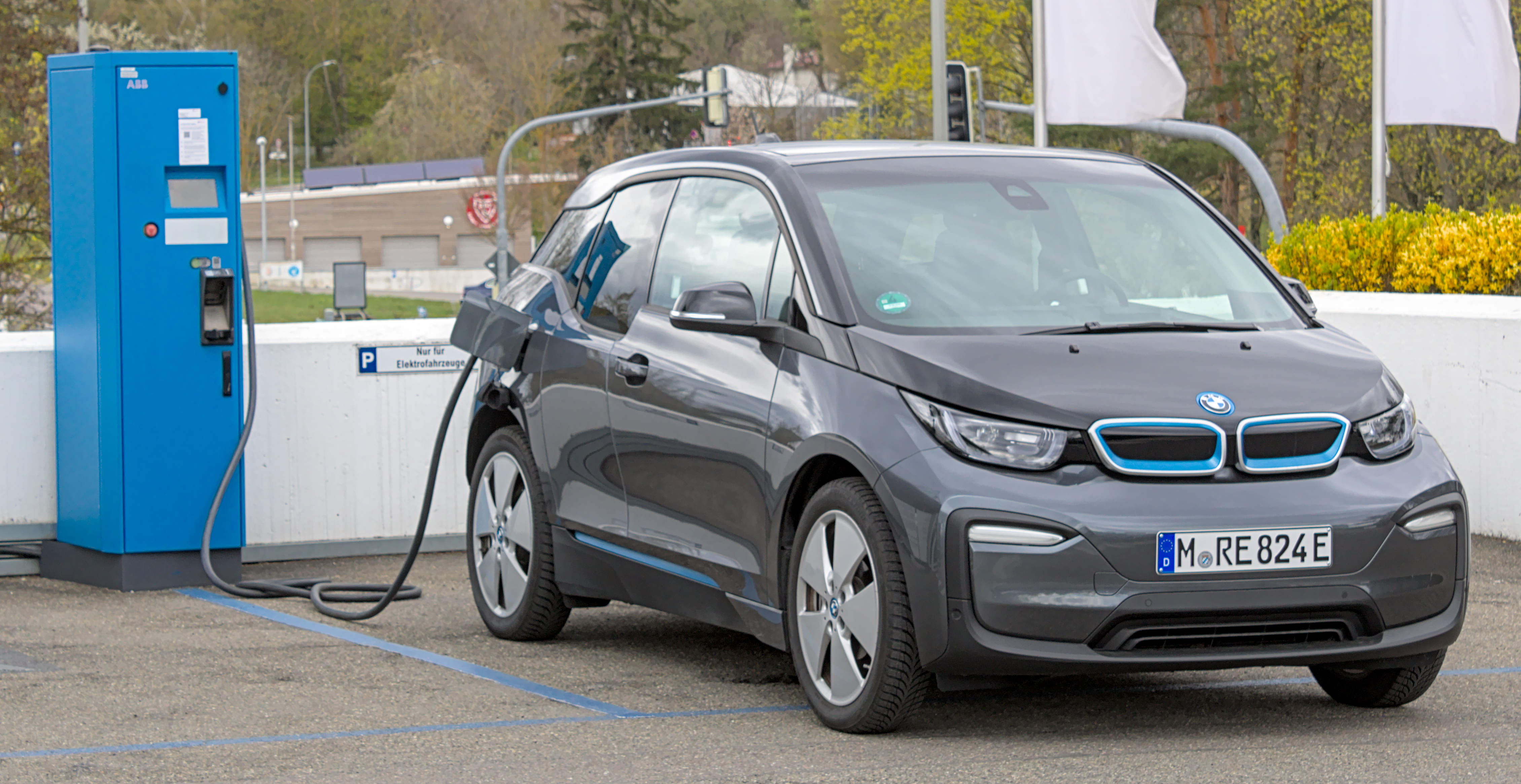
BMW i3, 2013–2022

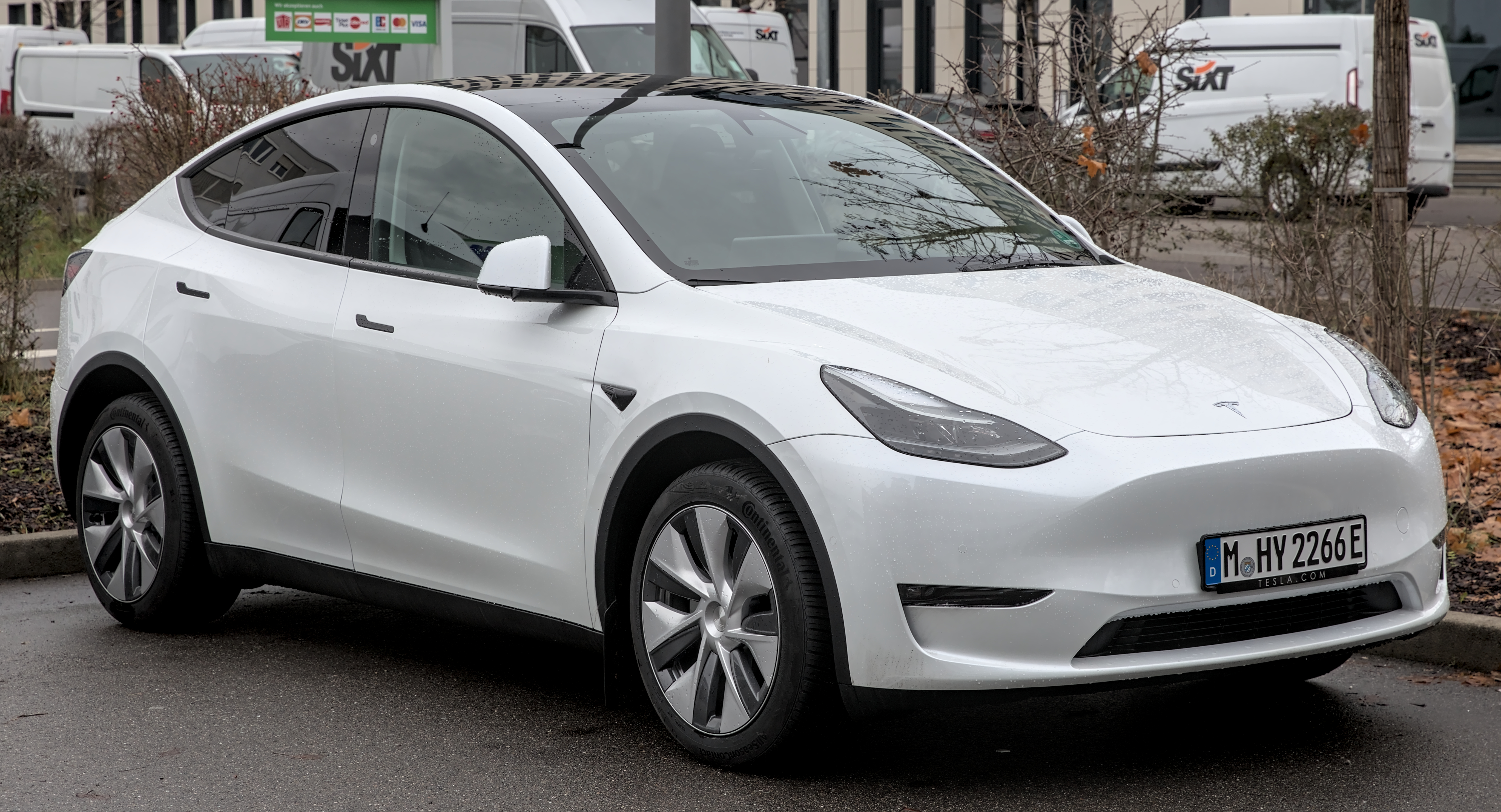
Das Tesla Model Y war 2023 das meistverkaufte Auto weltweit

2006 wurde der Sportwagen Tesla Roadster des neu gegründeten Herstellers Tesla vorgestellt. Dieser nutzte erstmals Lithium-Ionen-Zellen, die seit den 1990ern massenhaft in japanischen Videokameras und Laptop-Akkus verbaut wurden. An die Pioniere der Technologie wurde der Physik-Nobelpreis 2019 vergeben. Tesla verschaltet mehrere Tausend fingergroße Zellen zu einem Akkupaket, eine Vorgehensweise, die andere Hersteller nicht wagen aufgrund des Aufwandes bei Verdrahtung und Überwachung sowie des Risikos, dass eine problematische Zelle das Gesamtpaket beeinträchtigt; sie setzen auf großformatige Zellen, die speziell hergestellt werden müssen. Mit ca. 350 km Reichweite und seinen Sportwagen-Fahrleistungen zeigte der Tesla die technischen Möglichkeiten auf, man kann von einem Durchbruch sprechen. Teslas Markteintritt gilt als Katalysator für das in der Folge weltweit zunehmende Interesse für Elektroautos, da es mit dem Roadster und der 2012 in den USA eingeführten Limousine Model S und dem Supercharger-Ladenetz bislang nicht gekannte Rekorde bezüglich Reichweite, Fahrleistungen und Ladeleistung erzielte.
Ab 2007 kündigten viele etablierte Hersteller Neuentwicklungen an, um die LiIon-Technik auszuloten. Dank Vorsprung in der Akkuproduktion kamen die ersten E-PKW aus Japan. 2009 startete der fünftürige Kleinwagen im japanischen Kei-Format Mitsubishi i-MiEV als erstes modernes Elektroauto in Großserie, zudem das erste mit DC-Schnellladung (CHAdeMO). General Motors führte im Dezember 2010 das Plug-in-Hybridauto Chevrolet Volt auf dem US-amerikanischen Markt ein; dessen Deutschland-Variante Opel Ampera erregte erhebliche Medienresonanz und konnte ca. 40 bis 80 Kilometer rein elektrisch fahren, mit laufendem Verbrennungsmotor ca. 500 km. Ebenfalls 2010 kam der Kompaktwagen Nissan Leaf auf den Markt, der mit Chademo bedingt reisetauglich und bis 2020 das weltweit meistverkaufte Elektroauto war.
Weitere wichtige Markteinführungen von Elektroautos waren 2012 der Kleinstwagen Smart Electric Drive (ED3), die bereits dritte Generation eines E-Smart im Flottenversuch, zudem wurden Antriebsstrang und vollständiger Akku nun von Daimler-Beteiligungen in Deutschland hergestellt. Am Vorgänger ED2 war noch Tesla beteiligt, damit sicherte Daimler den Fortbestand der Kalifornier, die auch bei der elektrischen Mercedes B-Klasse mitwirkten. Der Smart war zudem optional mit einem 22-kW-Ladegerät verfügbar, damit konnte der Akku an Drehstrom über Typ2 in 40 Minuten weitere 100 km Reichweite nachladen, womit längere Fahrten möglich wurden.
2013 folgten unter anderem Renault Zoe, ein Kleinwagen, der ebenfalls Drehstrom laden konnte, sogar 43 kW. Es folgten Kia Soul EV aus Südkorea und der kleine VW e-up!. Der ebenfalls 2013 eingeführte BMW i3 erregte Aufsehen nicht nur durch den sportlichen Antrieb, sondern auch durch seine Karbonfahrgastzelle. Somit gab es drei deutsche Modelle mit Akkukapazitäten um 18 kWh für ca. 100 km realer Reichweite, nach Norm (NEFZ, später WLTP) etwas mehr. VW und BMW boten zudem den neuen CCS-Anschluss, der wie bei Chademo und Tesla Supercharger eine Schnellladung über Gleichstrom ermöglicht. Die dafür nötige Technik befindet sich ausgelagert in DC-Ladesäulen. Diese waren damals noch selten, wurden jedoch ab 2018 flächendeckend verfügbar, der Ausbau-Vorsprung des Supercharger-Netzes wurde in West-Europa aufgeholt, es stehen viele HPC mit 350 kW zur Verfügung. 2014 erregte die Deutsche Post AG Aufsehen, weil sie mangels Angebot an elektrischen Lieferwagen selber mit der Fertigung des eigens konstruierten Streetscooter begann.
Bis zum Jahr 2016 bot nur Tesla im Model S Akkus mit nominal 60 bis 90 kWh Kapazität an, der Rest der Welt blieb deutlich unter 30 kWh. Die Reichweiten der nicht-Tesla blieben unter 200 km, unbefriedigend. Das änderte sich mit der Zoe Z.E.40 mit 41 kWh, und Chevrolet Bolt/Opel Ampera-e mit 60 kWh. Tesla legte 2016 beim Facelift für das Model S mit dem P100D die Latte sehr hoch, Akku mit echten 100 kWh, bot zudem mit Allrad und ca. 700 PS eine rekordverdächtig rasante gleichmäßige Beschleunigung bis 100 km/h sowie auf der Viertelmeile die seither praktisch alle durch Schaltgetriebe limitierten Verbrennerboliden distanziert. Tesla stellte 2016 auch das „even more affordable car“ vor, ein Massenprodukt in der Größe von Mercedes C-Klasse und BMW 3er-Serie das von Tesla und Elon Musk seit dem „Masterplan“ von 2006 versprochen wurde. Seit Juli 2017 wird das Tesla Model 3 produziert und seit Februar 2019 in Europa ausgeliefert. Es ist eines der meistverkauften Elektrofahrzeuge der letzten Jahre.
Im September 2019 stellte Volkswagen auf der IAA das Elektroauto ID.3 vor, ein Fahrzeug in Golf-Größe, erstes der MEB-Plattform. Das Unternehmen will bis 2030 die Hälfte seines Modellangebots auf batterieelektrische Autos umgestellt haben und Weltmarktführer in der Elektromobilität werden. Volkswagen war 2021 nach Absatz der zweitgrößte Automobilhersteller der Welt.
Das auf drei Kontinenten produzierte Tesla Model Y war im Jahr 2023 das meistverkaufte Automodell weltweit. Damit stand erstmalig ein Elektroauto an der Spitze der meistverkauften Autos weltweit. Auch 2024 war das Tesla Model Y erneut das weltweit meistverkaufte Auto.

## Fahrzeugtechnik

### Vorteile gegenüber Verbrennerfahrzeugen
- Stromrichtergespeiste Elektromotoren sind im Gegensatz zu Verbrennungsmotoren extrem elastisch. Das maximale Drehmoment kann bereits bei stillstehendem Motor erreicht werden. Auf Anlasser, schaltbare Getriebe (egal ob manuell oder automatisch geschaltet) und Kupplungen kann daher verzichtet werden.
- Ein Warmlaufen zum Erreichen der Betriebstemperatur ist nicht erforderlich. Der Elektromotor im Auto arbeitet daher in der Praxis fast permanent im Optimum seines wirtschaftlichen Betriebsbereichs, was hocheffizient ist.
- Gleichzeitig ist ein Elektrofahrzeug dadurch sehr einfach und komfortabel zu bedienen, und auf viele reparaturanfällige oder wartungsintensive Komponenten kann verzichtet werden (siehe Reparatur- und Wartungskosten).
- Elektroautos bestehen typischerweise aus weniger Teilen und sind bei gleicher Leistung kleiner.

- Der Wirkungsgrad des Elektromotors ist mit 85–95 % weitaus höher als der eines modernen Verbrennungsmotors, der in Praxis durchschnittlich nur einen Wirkungsgrad von etwa 25 % erreicht.[32] (siehe Verbrauch und Wirkungsgrad). Auch im Teillastbetrieb ist der Wirkungsgrad des Elektromotors hoch. Infolgedessen ist nicht nur der Energieverbrauch für Antriebsleistung viel geringer, sondern Elektromotoren müssen viel weniger gekühlt werden als Verbrennungsmotoren vergleichbarer Leistung. Elektromotoren sind wesentlich leiser als Verbrennungsmotoren, fast vibrationsfrei und emittieren keine schädlichen Abgase. Elektroautos können zwar mit reinem Ökostrom betrieben werden, allerdings ist auch der Betrieb von Verbrennungsmotoren mit Kraftstoffen aus nachwachsenden Rohstoffen oder mit E-Fuels möglich und daher ist die Umweltbilanz des Elektromotors gemischt.

- Die Anordnung der Komponenten, das sogenannte Platznutzungskonzept, ist bei Elektroautos anders und eher vorteilhaft. Beim Fahrzeugaufbau mit Verbrennungsmotor sind viele Komponenten um den Hauptantrieb herum angeordnet, während beim Elektroauto die Komponenten sehr viel dezentraler montiert werden können. Wesentliche Komponenten unterscheiden sich in ihrem Platzbedarf und ihrer Form: Der Motor und die Kühler sind beispielsweise kleiner, und das Akkusystem kann abhängig vom Fahrzeugkonzept in verschiedenen Bereichen der Karosserie platziert werden. Dadurch ergeben sich auch Vorteile:

1. Es ist eine strömungsgünstigere Frontpartie dank kleinerer Lufteinlässe für Kühler möglich.[33]
2. Es gibt mehr Platz für eine Crash-freundliche Ausgestaltung des Vorderwagens (Raum für Verstrebungen und Kontakt-Platten).
3. Ebenso erlaubt der geringere Platzbedarf einen größeren Lenkeinschlag und damit einen deutlich kleineren Wendekreis. (Beispiel Škoda Enyaq: Der Wendekreis von nur 10,3 Metern ist 1,5 Meter kleiner als der des etwas gleich großen Kodiaq und damit vergleichbar mit dem des Kleinwagens Fabia.)
4. Der Schwerpunkt kann durch den schweren Akku unter dem Boden deutlich tiefer sein; hieraus ergibt sich ein besseres Fahrverhalten und mehr Sicherheit gegen Überschlag.[34]
5. Die Elektrifizierung der Servosysteme für Bremsen und Lenkung erleichtert es, einen automatischen Betrieb oder Assistenzsysteme zu verwirklichen.[35]
6. Der Radstand kann bei gleicher Gesamtlänge größer ausfallen; hierdurch entsteht mehr Platz für Passagiere und ein höherer Fahrkomfort.

- Keine Wartung benötigen Elektroantriebe.
- Elektroautos brennen seltener.
- Durch Rekuperation gewinnen Elektroautos Bremsenergie größtenteils zurück.
- Die Betriebskosten und die Kosten über die gesamte Lebensdauer sind in den meisten Fällen, oft auch deutlich geringer.
- Es ist umweltfreundlicher als ein vergleichbarer Verbrenner.

### Nachteile gegenüber Verbrennerfahrzeugen
- Durch die geringere Energiedichte von Akkumulatoren im Vergleich zu fossilen Kraftstoffen in Tanks ist die Masse von Elektroautos tendenziell höher als jene von herkömmlichen Automobilen. Die Reichweite ist mittlerweile (Stand 2024) vergleichbar zu Autos mit Verbrennungsmotor (s. Reichweite).

- Die Feinstaub-Bilanz des Elektroautos lässt sich nicht ohne weiteres bewerten, es wirken beim Elektroauto sowohl vorteilhafte als auch nachteilige Faktoren darauf ein. Die Bilanz hängt auch davon ab, ob die Feinstaub-Emission im Fahrzeugbetrieb oder im Gesamtlebenszyklus betrachtet wird. Einzelheiten dazu hier. Weitere Umweltfaktoren, bei denen die Bilanz des Elektroautos im Lebenszyklus bisher noch gemischt oder sogar negativ ausfällt, sind aquatische Eutrophierung und Versauerung.

- Die Ladezeiten sind bei den meisten Elektroautos länger als entsprechende Tankvorgänge (s. Ladeleistung und Ladedauer). Es macht auch Sinn nur auf ca. 80 Prozent zu laden da zur Schonung der Batterie der Rest wesentlich langsamer geladen wird.[36]

- Die Risiken für Sicherheit und Umwelt sind im Falle eines Brandes beim Elektroauto größer, siehe Brandrisiken und Löschmaßnahmen.

- Die Akkusysteme von Elektroautos reagieren sensibler auf Außentemperaturschwankungen als Kraftstoffe für Verbrennungsmotoren, siehe Temperaturabhängigkeit von Akkusystemen.

- Drehstrom-Elektromotoren benötigen zur Umformung des in der Regel aus Antriebsbatterien bereitgestellten Gleichstroms eine Leistungselektronik, insgesamt ist der bauliche Aufwand eines Elektroautos jedoch erheblich geringer als beim Auto mit Verbrennungsmotor.

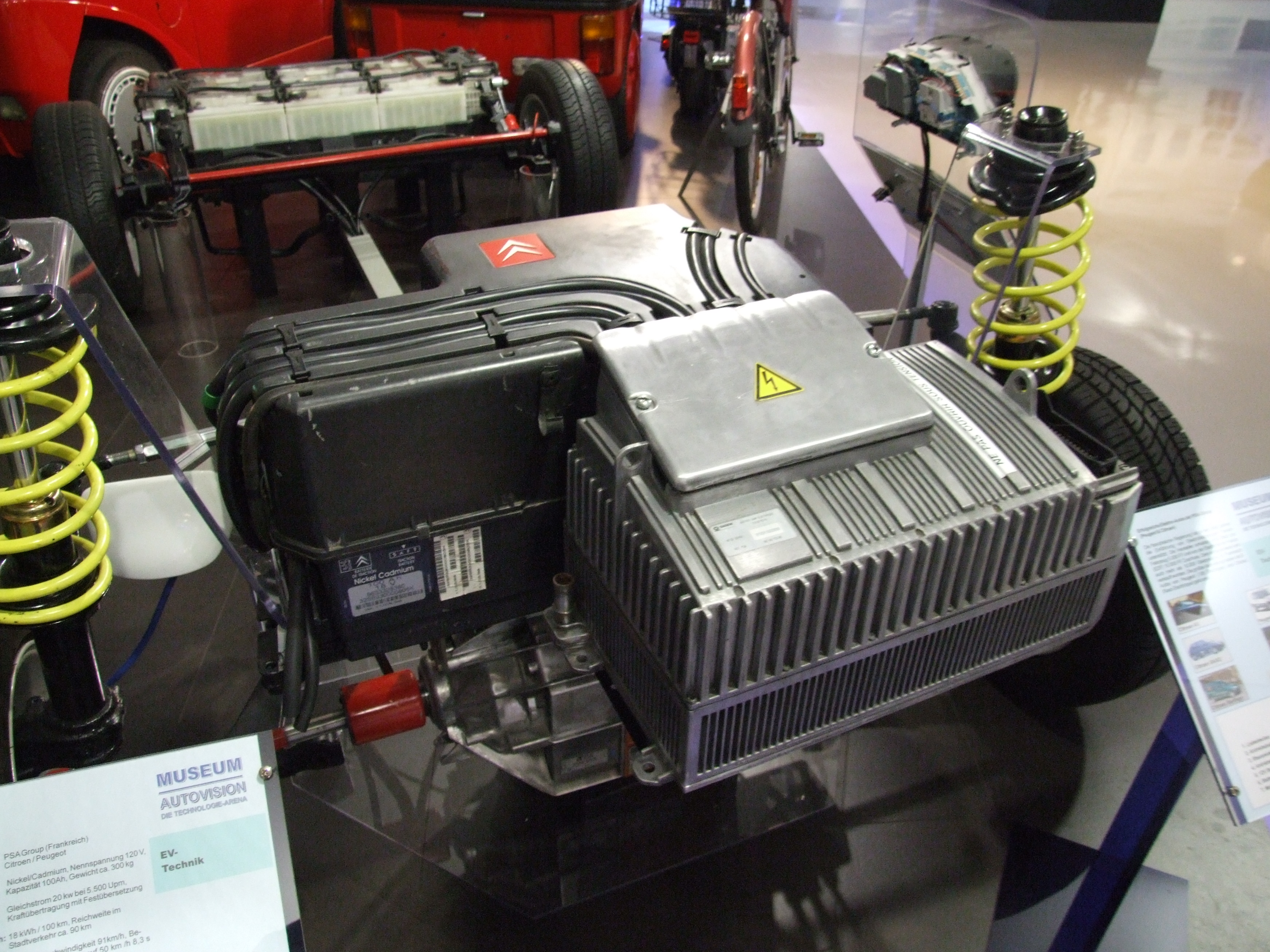
Antriebssatz, wie er von PSA verwendet wurde (2007)

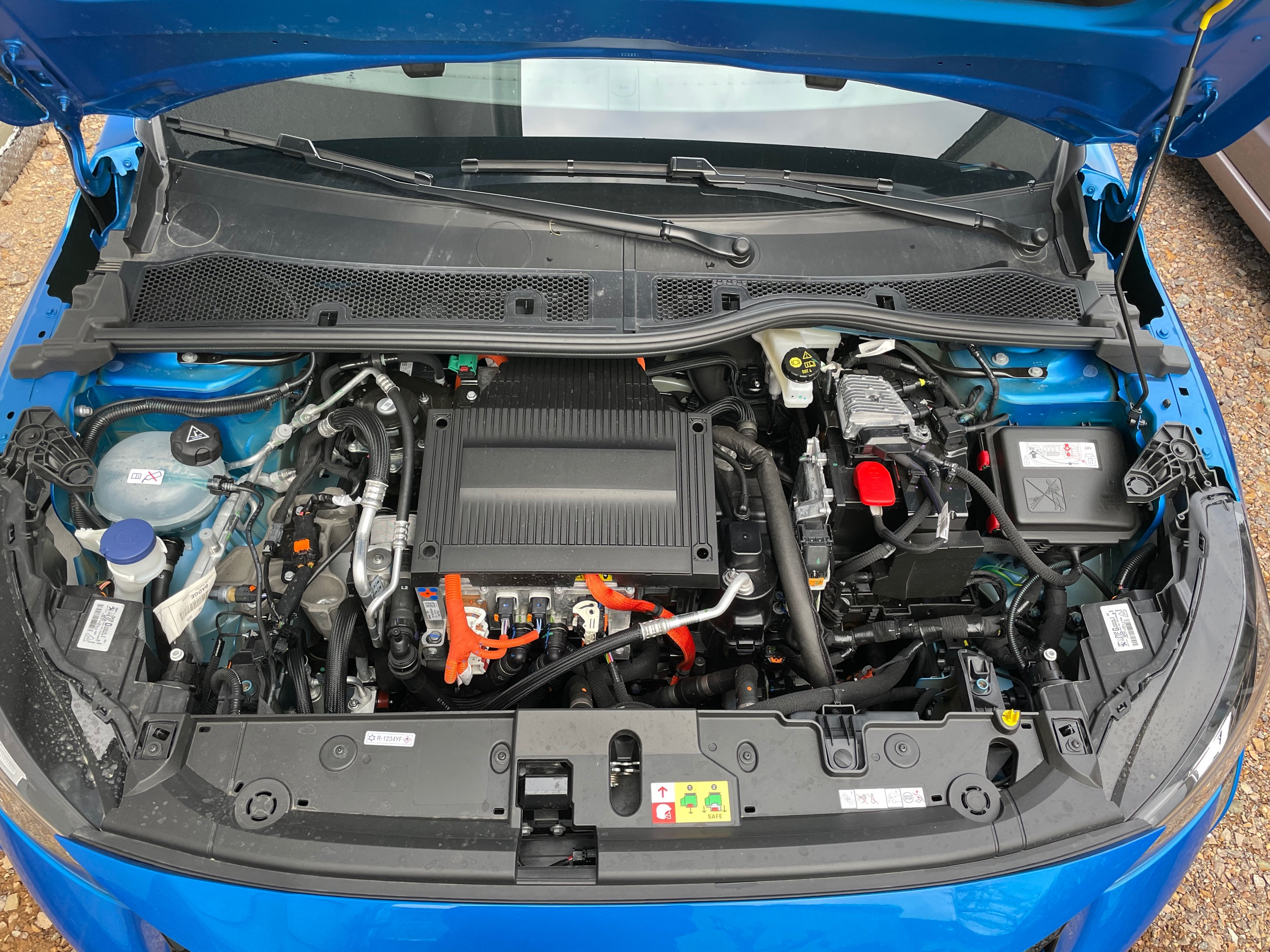
Motorraum eines Peugeot e208 (Modelljahr 2020)

### Fahrzeugkonzepte
Elektroautos lassen sich nach ihrem Konstruktionsprinzip unterscheiden:
- Neuentwickelte Elektroautos (sog. Purpose Design), bei denen keine konstruktiven Kompromisse bei der Umsetzung eingegangen werden müssen. Diesem technischen Vorteil steht der betriebswirtschaftliche Nachteil des hohen Einmalaufwands für die Neuentwicklung gegenüber, weshalb dieses Konzept hohe Produktionsstückzahlen erfordert. Mittlerweile (Stand 2024) die übliche Vorgehensweise. Beispiele sind u. a. der BMW i3, alle Teslas, Porsche Taycan, VW ID.3, VW ID.4, Mercedes-Benz EQS, Mercedes-Benz EQE. Renault und Nissan stellen Elektroautos der Mittelklasse auf der eigens dafür entwickelten CMF-EV-Plattform her.
- Elektroautos als Anpassung konventioneller Autos (sog. Conversion): Früher, als die Stückzahlen noch klein waren, wurden in einem konventionellen Fahrzeug Komponenten des verbrennungsmotorischen Antriebs durch jene des elektrischen Antriebs ersetzt. Das erfordert konstruktive Kompromisse, da E-Motor und Batterie in den vorhandenen Bauraum eingepasst werden. Dem geringen Entwicklungsaufwand stehen hohe Teilekosten für die Sonderanfertigung von Antriebskomponenten gegenüber, weshalb sich dies für niedrige Produktionsstückzahlen eignet. Sowohl der Geländewagen Toyota RAV4 EV, die etwa zehntausend französischen Elektroautos seit 1990 von PSA Peugeot Citroën und Renault der „electric-Serie“ (Saxo, Berlingo, 106, Partner, Clio, Kangoo) als auch das Mitsubishi Electric Vehicle, das 2010 in Europa erschienene, erste in Großserie gefertigte Elektroauto der Welt,[38] (ca. 17.000 Fahrzeuge weltweit pro Jahr;[39] in leicht abgewandelter Form auch von PSA als Citroën C-Zero und Peugeot Ion vermarktet) und der Elektro-Smart basieren auf dieser kostengünstigen Entwicklungsmethode. Diese Fahrzeuge benötigen im Alltag etwa 12–20 kWh elektrische Energie für 100 km. Seit Ende 2013 wird der VW e-up! angeboten, seit 2014 der VW e-Golf. Weitere Beispiele sind die im Vorfeld der Entwicklung des BMW i3 eingesetzten Mini E und BMW ActiveE.
- Elektroautos als Umrüstung von Serienfahrzeugen wie Stromos und Citysax ermöglichen kleinen Herstellern die Fertigung von Elektroautos. Dabei wird ein in Serie gefertigter neuer Antriebsstrang eingebaut, oder der Elektromotor wird an das serienmäßige Schaltgetriebe angeflanscht. Fahrleistungen, Reichweite und Verbrauch ähneln jenen aus Anpassungen von konventionellen Serienautos großer Hersteller. Höheren Fertigungskosten durch Kleinserienfertigung stehen flexible Anpassungsmöglichkeiten an Kundenwünsche und die Nutzung von nicht als Elektroversion erhältlichen oder Gebrauchtfahrzeugen als Basis gegenüber.

### Antrieb

#### Motor

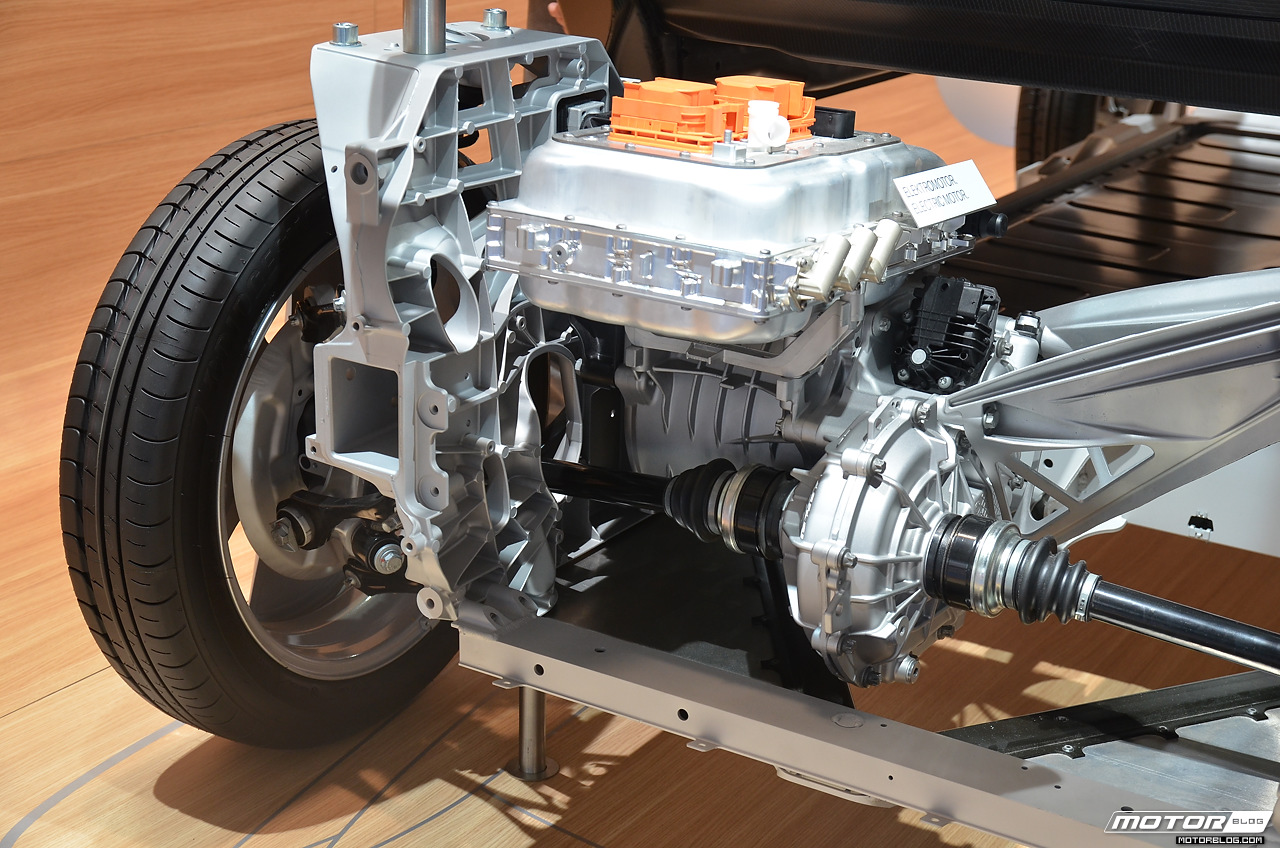
Antrieb des BMW i3

Elektroautos nutzen einen oder mehrere Elektromotoren für Antrieb.
Die Elektromotoren können auf verschiedene Arten mit den Rädern mechanisch gekoppelt sein, zumeist über Untersetzungsgetriebe und Antriebswellen, im Rad integriert als Radnabenmotor oder z. B. bei Umrüstungen auch über das vorhandene Schaltgetriebe.
Elektromotoren sind insgesamt vergleichsweise einfach aufgebaut und besitzen relativ wenige bewegliche Teile.
In den meisten Elektroautos wird der Motor wasser- oder luftgekühlt.
Heutige Elektrofahrzeuge nutzen Elektromotoren, die mit Dreiphasenwechselstrom betrieben werden und als Drehstrommaschine bezeichnet werden. Der Gleichstrommotor hat bei Elektrofahrzeuge nur historische Bedeutung.
Für die Drehstrommaschinen sind verschiedene Bauarten gebräuchlich:
Permanenterregter Synchronmotor

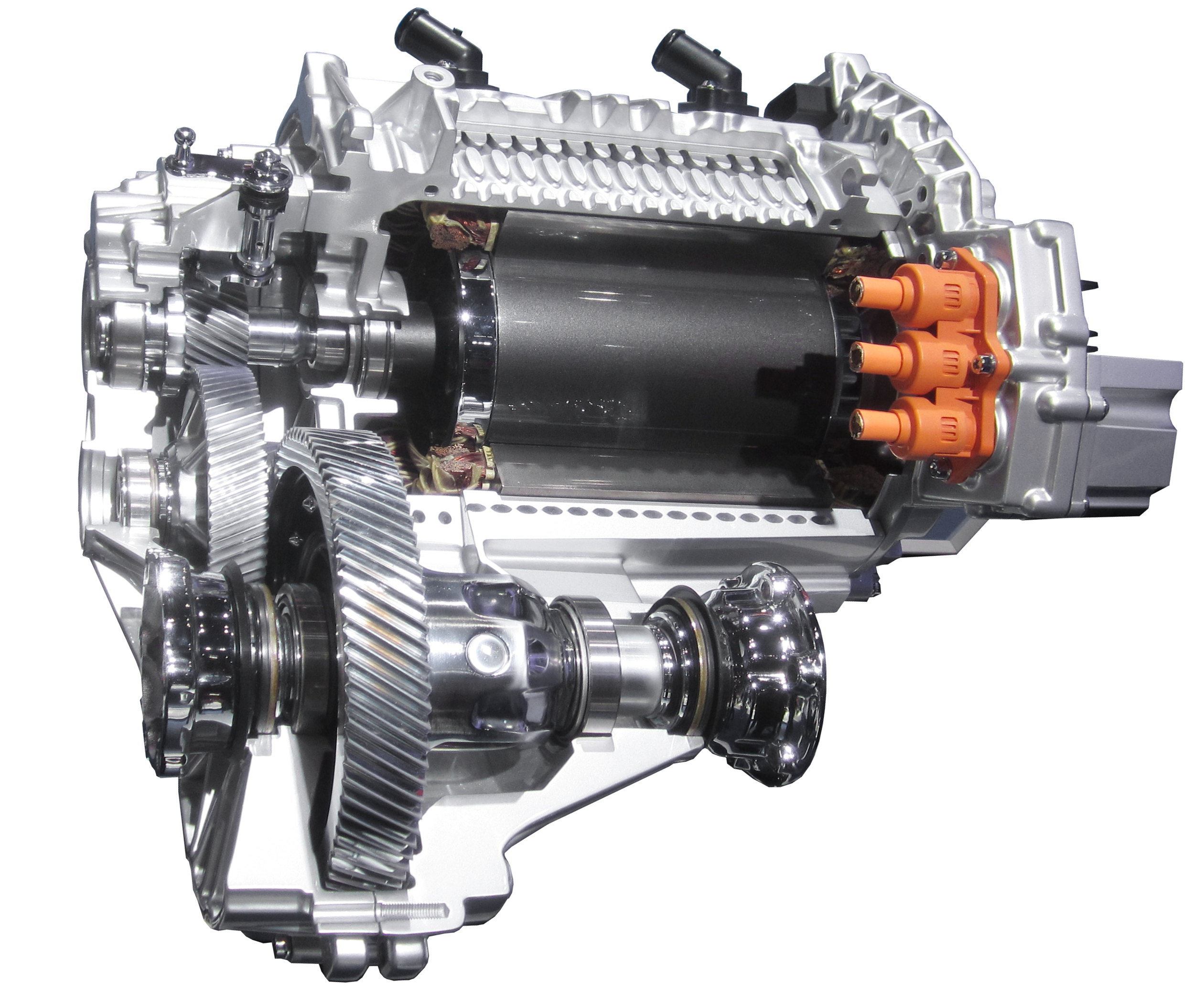
Synchron-Antriebsmaschine eines Volkswagen e-Golf

Der permanentmagneterregte Synchronmotor (PMSM) besitzt einen hohen Wirkungsgrad von über 90 %, ein hohes spezifisches Drehmoment (5 Nm/kg) und eine hohe spezifische Leistung (1 kW/kg). Er ist der am weitesten verbreitete Antrieb für Elektroautos. Permanenterregte Synchronmaschinen besitzen keine Kohlebürsten, Kollektoren oder Schleifringe für die Kommutierung und Erregung und sind daher verschleiß- und wartungsfrei.
Der Wechselrichter für einen permanentmagneterregten Synchronmotor kann in der Regel neben dem Antrieb und der Rekuperation zusätzlich zum Laden der Antriebsbatterie per Wechselstrom verwendet werden.
Fremderregter Synchronmotor
Bei fremderregten Synchronmotoren (englisch electrically excited synchronous motor, EESM) wird das Erreger-Magnetfeld statt durch Permanentmagnete durch Elektromagnete erzeugt. Hierdurch sinkt der Wirkungsgrad im Vergleich zu permanentmagneterregten Motoren. Auch muss der Erregerstrom in den Läufer mittels Schleifringen übertragen werden. Der Vorteil besteht in der Möglichkeit der Feldschwächung bei hohen Drehzahlen, wodurch die Gegen-EMK sinkt und eine höhere Drehzahl möglich ist. Diese Motoren liefern daher sowohl ein hohes Anfahrmoment als auch einen höheren Drehzahlbereich. Fremderregte Synchronmotoren kommen zum Beispiel im Renault Zoé und im e-Smart zum Einsatz. Um die Vorteile permanenterregter und fremderregter Synchronmotoren zu vereinen, werden Kombinationen aus beiden eingesetzt. Hier verstärkt eine Feldspule das (schwächere) Dauermagnetfeld beim Anfahren.
Asynchronmotor
Der Asynchronmotor mit Kurzschlussläufer bietet einen großen Drehzahlbereich und gleichzeitig hohes Anfahrmoment, wenn ein vektorgesteuerter Frequenzumrichter vorgeschaltet ist. Es kann ein relativ hoher Wirkungsgrad erzielt werden. Asynchronmotoren sind billiger herzustellen als permanenterregte Synchronmotoren und haben im Gegensatz zu diesen kein Bremsmoment, wenn sie leerlaufen, haben einen runden Drehmomentverlauf und neigen weniger zu Pendelschwingungen, haben jedoch einen geringeren Wirkungsgrad als diese. Einige Elektroautos haben eine gemischte Bestückung aus einem Asynchron- und einem Synchronmotor, wie z. B. das aktuelle Tesla Model S, wohingegen die früheren Modelle reinen Asynchronantrieb aufwiesen.

#### Getriebe
Wegen des großen nutzbaren Drehzahlbereiches von Elektromotoren werden bei normalen PkWs keine Schaltgetriebe oder lösbaren Kupplungen benötigt, jedoch sind in der Regel Untersetzungsgetriebe eingebaut, um die Drehzahlen kompakter Elektromotoren (typ. max. 6.000…12.000/min) an die Drehzahl von Radachsen (800/min bei 100 km/h, 1400/min bei 180 km/h) anzupassen. Elektromotoren können in beiden Richtungen laufen und benötigen daher auch keinen Rückwärts-Getriebegang. Es sind jedoch unter Last schaltbare Zweiganggetriebe erhältlich, insbesondere für Fahrzeuge mittleren und größeren Gewichts. Bis zu fünf Prozent an Reichweite sollen damit herausgeholt werden können. Solche Zweiganggetriebe sind etwa, wenn der Hersteller unterschiedliche Motorleistungen alternativ für ein Fahrzeugmodell anbietet, in gewissen Auf- und Abstufungen skalierbar. Bei mehreren Antriebsmotoren (zum Beispiel je einer für Vorder- und Hinterachse) können die E-Motoren auch für verschiedene Geschwindigkeitsbereiche optimiert werden.

#### Radnabenmotor

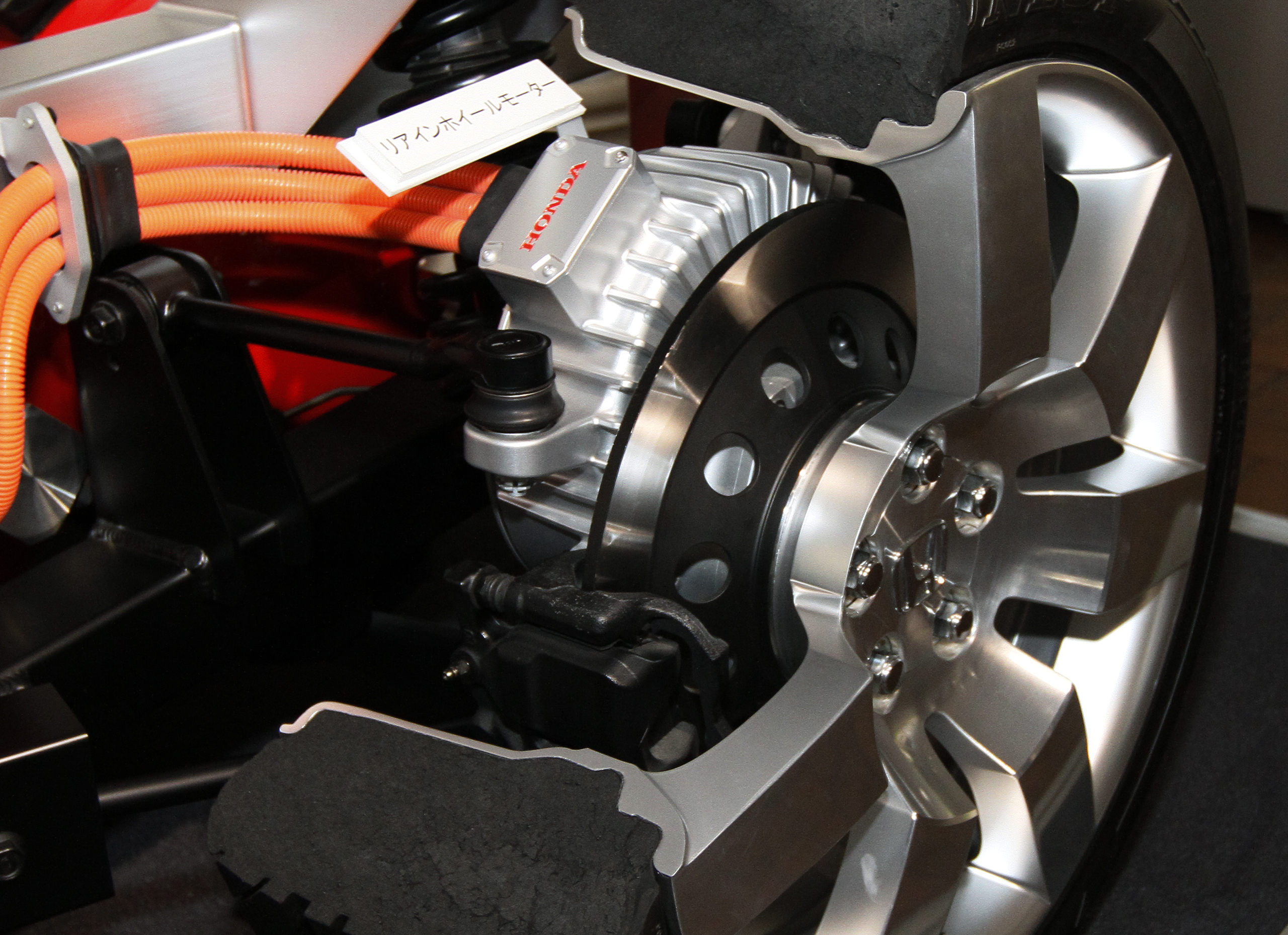
Radnabenmotor eines Honda FCX

Eine Bauform für den Antrieb ist der Radnabenmotor. Dabei ist der Motor direkt im Rad, in der Regel innerhalb der Felge, untergebracht. Bei dieser Art des Antriebes entfallen die Antriebsstränge und die Verteilergetriebe hin zu den Rädern, was den Aufbau vereinfacht und Freiheiten für die Gestaltung in der Bodengruppe schafft. Jedoch muss der Bauraum zumeist mit der Bremse geteilt werden und es wird eine höhere ungefederte Masse in Kauf genommen. Die Motoren sind außerdem stärker den Umwelteinflüssen ausgesetzt. Radnabenmotoren gibt es oft an Fahrzeugen mit geringen Anforderungen an die Fahrdynamik, zum Beispiel an Elektrofahrrädern, Elektromotorrollern und Nutzfahrzeugen. In Serien-Pkw konnten sie sich bisher nicht etablieren.

#### Rekuperationsbremse
Elektromotoren eignen sich im Generatorbetrieb zur Rückwandlung der kinetischen Energie (Bewegungsenergie) in elektrische Energie (Rekuperation). Beim Abbremsen und Bergabfahren wird zwischen 60 % und 65 % der Bremsenergie in den Akkumulator zurückgegeben, die ansonsten über mechanische Bremsen oder die Motorbremse in Verlustwärme umgewandelt würde. Im Langstreckenverkehr ist der Einsparungseffekt geringer als im Stadt- und Kurzstreckenverkehr, da im Verhältnis weniger Bremsvorgänge stattfinden. Bei ausgekühlten Batterien, die noch nicht ihre Betriebstemperatur erreicht haben, funktioniert auch die Rekuperation weniger effektiv.
Bei starkem Bremsen kann die maximale Generatorleistung der Motoren überschritten werden; es kann dann nur ein Teil der Bremsleistung in elektrische Leistung umgesetzt werden. Weitere Verluste entstehen infolge der bei hohen Strömen signifikanten Widerstandsverluste in Generator, Ladeelektronik und Akkumulator.
Mit Rekuperation kann der innerstädtische Energieverbrauch um bis zu 30 % gesenkt werden. Dieser Wert wird auch bei Oberleitungsbussen erzielt.
Die Batterielebensdauer wird durch die Rekuperation nicht beeinträchtigt; es ist im Gegenteil aufgrund der Batterieschonung mit einer leichten Verbesserung zu rechnen.
Die Rekuperation hat zur Einführung eines neuen Pedalsystems bei einigen Elektroautos geführt, dem One-Pedal-Driving. Hierbei wird mit demselben Pedal beschleunigt und gebremst.
Hybrid-Elektrofahrzeuge verwenden auch Doppelschicht-Kondensatoren als Energiespeicher, um trotz kleinerer Batterien höhere Leistungen verarbeiten zu können. So können im Stadtverkehr Rückspeisegrade von über 40 % erreichbar sein.

#### Verbrauch und Wirkungsgrad
Verbrauch und Wirkungsgrad betrachtet den Energieumsatz innerhalb des Fahrzeugs (zum Beispiel ab Tankstelle beziehungsweise Steckdose – Tank-to-Wheel). Weitergehende Betrachtungen über die Stromerzeugung und eingesetzte Primärenergie (Well-to-Wheel) erfolgt unter dem Oberbegriff Umweltbilanz (siehe Absatz Umweltbilanz).
Der Verbrauch, um alle Arten von Pkw zu vergleichen, wurde bis August 2017 in Europa nach dem NEFZ angegeben. Ein BMW i3 beispielsweise verbraucht danach – je nach Ausstattung – 12,9 oder 13,5 kWh/100 km. Renault gibt für den Zoé einen Normverbrauch von 14,6 kWh/100 km an. Der ADAC ermittelte in einem eigenen Test für den e-Golf einen Durchschnittsverbrauch von 18,2 kWh/100 km. Tesla gibt für sein Model S einen Durchschnittsverbrauch nach der ECE-Norm-R-101-Norm für Hybridfahrzeuge von 18,1 kWh/100 km an. Die Normwerte unterliegen den gleichen Abweichungen gegenüber realen Verbräuchen, wie auch bei Verbrennungskraftfahrzeugen.
In Europa wurde mit dem 1. September 2017 das neue Testverfahren WLTC/WLTP für die Typprüfung neuer Modelle und neuer Motorvarianten und ab 1. September 2018 für neu zugelassene Fahrzeuge verbindlich eingeführt.
Über den Gesamtwirkungsgrad eines Automobils entscheidet die Effizienz der im Fahrzeug erfolgten Energieumwandlungen und die Effizienz der Übertragung der mechanischen Energie bis zur Straße.
Elektromotoren haben sehr viel höhere Wirkungsgrade als Verbrennungsmotoren, die Technik zum Laden und Fahren hat Gesamtwirkungsgrade von 62–65 %. Das Schaltgetriebe kann entfallen. Leerlaufverluste entfallen ebenfalls. Damit erreichen Elektroautos einen viel höheren Wirkungsgrad als Autos mit Verbrennungsmotor. Die Rekuperation ermöglicht die Rückführung der bei Verbrennerfahrzeugen in Hitze umgewandelten Bremsenergie in den Akku, was sich besonders im Stadtverkehr und auf Bergstrecken positiv auf den Gesamtwirkungsgrad auswirkt.
Der Wirkungsgrad von Ottomotoren beträgt 20 %, der von Pkw-Dieselmotoren 45 %, da der größte Teil der im Kraftstoff gebundenen Energie durch die Verbrennung in Wärme umgewandelt wird, und nur ein kleiner Teil für den Antrieb genutzt werden kann. Im praktischen Betrieb wird der beste Wirkungsgrad jedoch nur selten erreicht und es entstehen weitere Verluste durch mehrstufige Getriebe im Antriebsstrang. Deshalb wird bei einem Verbrennungsfahrzeug im Durchschnitt weniger als 25 % der Energie des Kraftstoffes in Bewegungsenergie umgewandelt. Diese Eigenschaft wirkt sich insbesondere im Teillastbetrieb aus, bei dem der Wirkungsgrad von Verbrennungsmotoren stark abfällt. Hier ist der Wirkungsgradunterschied im Vergleich zum Elektroantrieb besonders hoch. Da Automobile im Stadtverkehr fast immer im Teillastbetrieb fahren, ist der Elektroantrieb hier nochmals deutlich effizienter. Auch verbraucht ein Elektromotor im Gegensatz zum Verbrennungsmotor im Leerlauf und bei Stillstand keine Energie.

Demgegenüber erfordern Elektroautos eine Heizung bei kalter Witterung, die direkt aus dem Akkumulator stammt. In einer Simulation wurde hierfür ein Leistungsbedarf von ca. 4 kW ermittelt. Hingegen liefert ein Verbrennungsmotor stets mehr Abwärme, als zum Heizen der Fahrzeugkabine benötigt wird.
Die Kühlung (Klimaanlage) ist hingegen beim Elektroauto effizienter als beim Auto mit Verbrennungsmotor, denn die Kältemaschine wird elektrisch betrieben und die Antriebsenergie muss nicht an Bord mit einem Verbrennungsmotor erzeugt werden.
Nach Valentin Crastan hat ein Benzinfahrzeug einen durchschnittlichen Tank-to-Wheel-Wirkungsgrad von 20 %, womit bei einem Verbrauch von 6 Litern pro 100 km 52,6 kWh Energie aufgewendet werden müssen; die mechanische Nutzenergie beträgt dabei 10,5 kWh. Ein Elektrofahrzeug weist dagegen einen Wirkungsgrad von ca. 65 % auf, was einen Energiebedarf von 16 kWh/100 km ergibt. Andere Quellen geben etwa 70 bis 80 % an.

### Energiespeicher
Zentraler Punkt in der Entwicklung von Elektroautos ist der Energiespeicher. Da ein Automobil, mit Ausnahme von Oberleitungsfahrzeugen wie O-Bussen, während der Fahrt normalerweise nicht mit dem Stromnetz verbunden ist, werden Energiespeicher mit hoher Leistungs- und Energiedichte benötigt. Die Antriebsbatterie wird im Wesentlichen bei Stillstand des Fahrzeugs durch eine externe Stromversorgung aufgeladen.
Elektroautos, die ausschließlich bei Stillstand des Fahrzeugs geladen werden, können Reichweiten erzielen, die denen von verbrennungsmotorisch angetriebenen Autos ebenbürtig sind (siehe Abschnitt „Reichweite“). Der seit 2021 angebotene Mercedes-Benz EQS verfügt sogar über eine Reichweite von bis zu 821 km nach WLTP. Der Nio ET7 hat einen Akku mit 150 kWh und eine Reichweite von 1000 km. Elektro-Kleinwagen mit einer Reichweite um 300 km haben Antriebsbatterien mit ca. 40 kWh (Beispiel: Fiat 500, Mini J01). Elektroauto-Akkus wiegen abhängig vom konkreten Modell üblicherweise zwischen 300 und 750 Kilogramm. Viele Elektroautos können ihre Akkus an Schnellladestationen innerhalb von 30 Minuten zu 80 Prozent aufladen. (siehe Abschnitt Ladeleistung und Ladedauer)

#### Preise
Die Preise für Akkumulatoren sind der Hauptfaktor für die Fahrzeugkosten. Experten rechneten 2019 für die nächsten 10 Jahre mit deutlich fallenden Kosten für Antriebsbatterien. Die erfolgte Entwicklung der Akkutechnik brachte auch stetig sinkende Preise mit sich und führt zusammen mit anderen bahnbrechenden Entwicklungen am Markt (z. B. Natrium-Ionen-Akkumulator) zu einer Dynamisierung der Elektroauto-Entwicklung auf Seiten der Hersteller. Alleine zwischen 2013 und 2024 sanken die Batteriekosten um etwa 90 %, von ca. 500 bis 700 Euro/kWh auf ca. 50 bis 80 Euro/kWh Ende 2024.
Bloomberg New Energy hatte im Juli 2024 eine Studie veröffentlicht, nach der die Preise für Lithium-Eisen-Phosphat-Akkumulatoren in China innerhalb der vergangenen 12 Monate um 51 Prozent auf 53 USD pro kWh gefallen waren. Ein Jahr davor lag der Preis noch bei 95 USD pro kWh. Dadurch seien nun 2/3 der Elektroautos in China, dem weltweit größten Automarkt, günstiger als vergleichbare Autos mit Verbrennungsmotor.

#### Speicherarten

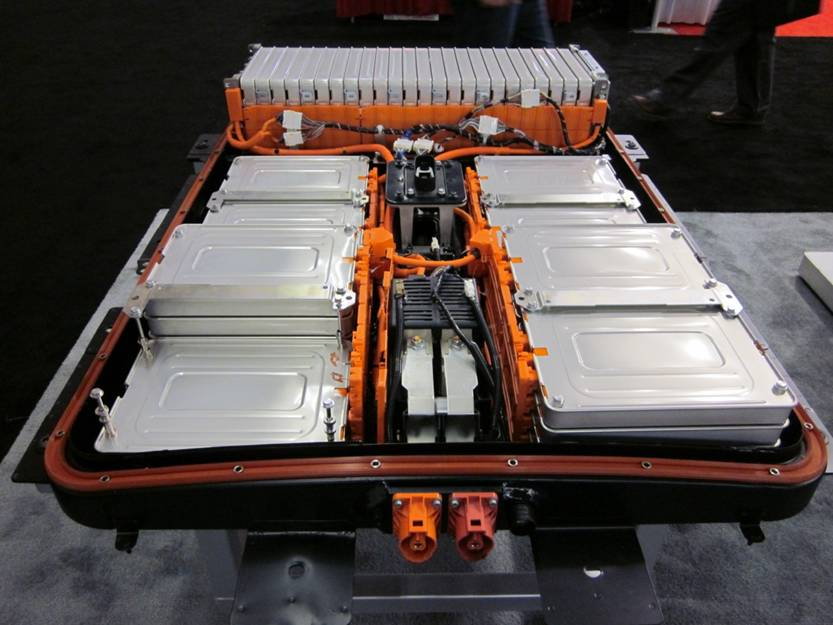
Akkuzellen des Nissan Leaf

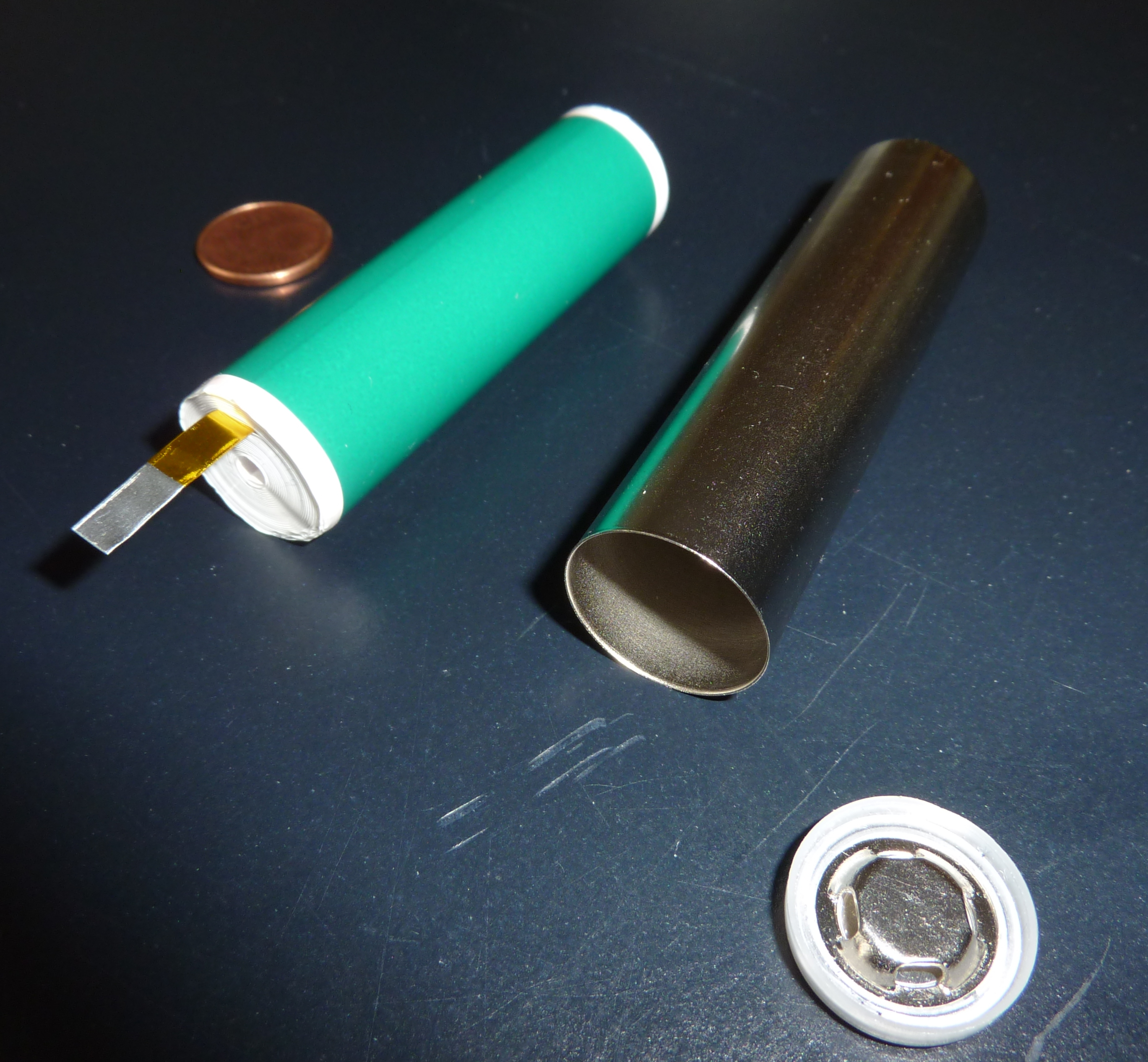
Zylindrische Zelle (18650) vor dem Zusammenbau. Einige Tausend davon bilden den Akku des Tesla Model S (s. Gigafactory).

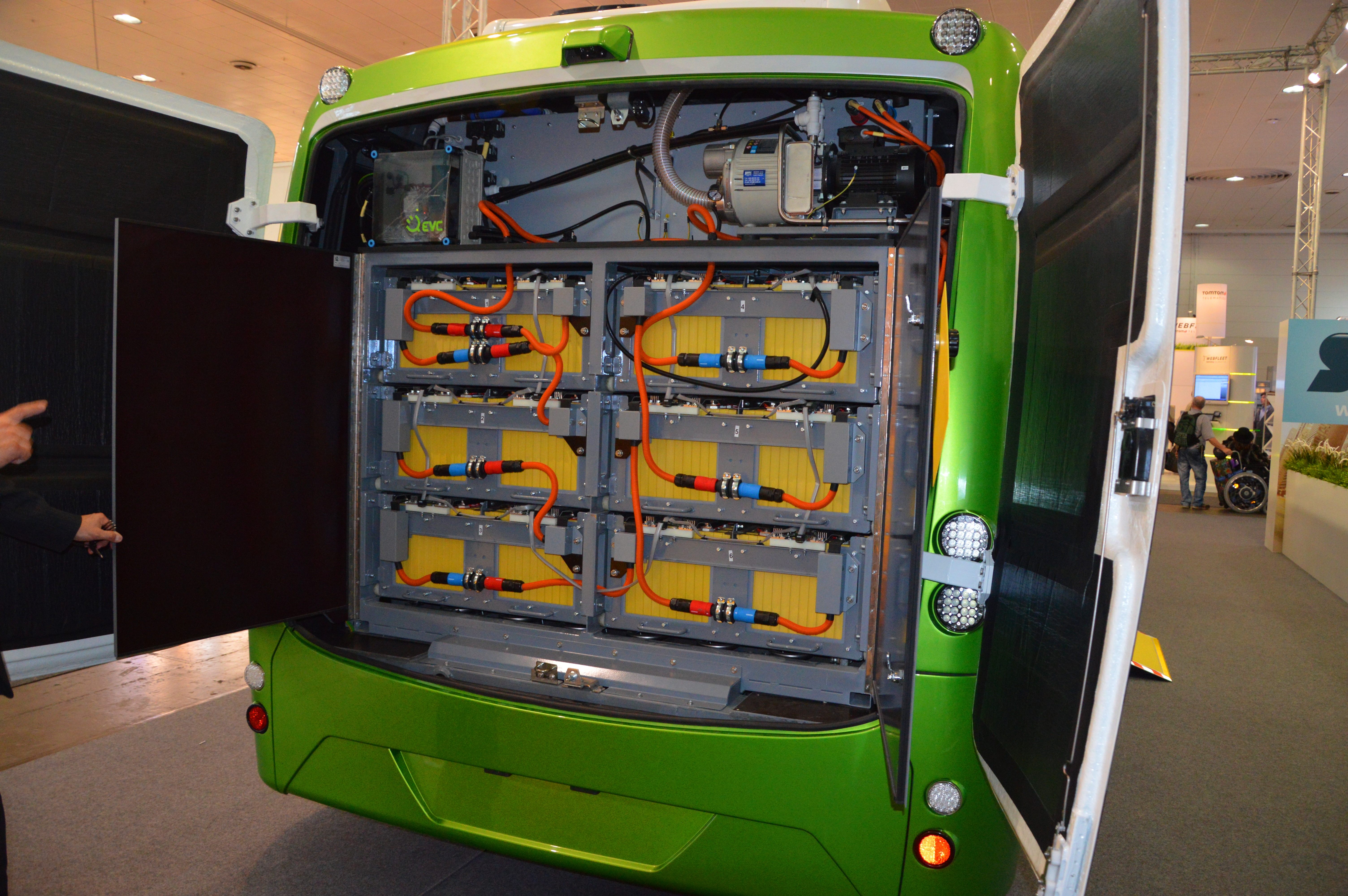
Akkuzellen im Heck eines Batteriebusses

Reichweiten von 300 km bis 1000 km sind mit Akkumulatoren auf Lithiumbasis (zum Beispiel Lithium-Ionen-, Lithium-Eisenphosphat- und Lithium-Polymer-Akkumulatoren) möglich und werden auch in den meisten Elektroautos (Stand 2024) verwendet (etwa bei Nio ET7, Tesla Model S, Tesla Model X, Tesla Model 3, Tesla Model Y, VW ID.3, Mercedes-Benz EQS, Lucid Air). Diese Akkumulatorentypen haben eine vergleichsweise hohe gewichtsbezogene Energiedichte.
Mit Stand 2023 sind auch erste E-Auto-Modelle mit Natrium-Ionen-Akkumulatoren erhältlich (z. B. BYD Seagull, JAC E10X und EV3 von JMEV). Diese Akku-Art erreicht nicht die Energiedichte eines hochwertigen Lithium-Ionen-Akkus, weist gegenüber diesen jedoch mehrere Vorteile auf. Unter anderem sind sie aufgrund der Nutzung von Allerweltsmaterialien wie Natrium statt Lithium deutlich günstiger, benötigen kein Kobalt oder Nickel, sind weniger anfällig für Überhitzung und halten länger. Als Vorteilhaft werden solche Akkus vor allem dort gesehen, wo es eher auf niedrige Kosten als auf hohe Energiedichte und niedriges Gewicht ankommt, beispielsweise günstige E-Autos für den Kurzstreckenverkehr, die keine große Reichweite benötigen.
Seit 2021 kommen auch Festkörperakkumulatoren zum Einsatz.
In der Vergangenheit nutzten die meisten Elektroautos Akkumulatortypen wie Blei- oder Nickel-Cadmium-Akkus, die lediglich für einen Betrieb von etwa einer Stunde mit Höchstgeschwindigkeit reichten oder mit denen mit einer Ladung 40 bis 130 Kilometer zurückgelegt werden konnten. Bleiakkumulatoren, besonders wenn sie auf hohe Zyklenfestigkeit ausgelegt sind, haben eine geringe Energiedichte – sie sind sehr schwer für den gebotenen Energieinhalt. Auch begrenzt die häufig geringere Zyklenfestigkeit und Lebensdauer ihren Einsatz, sodass sie bei neueren Entwicklungen praktisch nicht mehr eingesetzt werden. Sie werden nach wie vor in kleineren Elektrofahrzeugen und in der Industrie verwendet, etwa in Flurfördergeräten (Gabelstapler).
Bei NiCd-, NiMH- und Bleiakkusätzen müssen nur Teilblöcke aus mehreren Zellen überwacht werden. Lithium-Akkumulatoren brauchen komplexe elektronische Batteriemanagementsysteme (BMS), Schutzschaltungen und Balancer, weil sie bei Überladung und Tiefentladung schnell ausfallen. Damit beim Defekt einer einzelnen Zelle nicht das gesamte Akkusystem erneuert werden muss, kann dieses für den Einzelzellentausch ausgelegt sein.
Es gab ab 2008 Versuche, Doppelschicht-Kondensatoren (Superkondensatoren) und Akkumulatoren zu kombinieren. Der Doppelschicht-Kondensator übernimmt hierbei die Spitzenlast, um mit ihrer hohen spezifischen Leistung schnell verfügbare Energie zu speichern, um Batterien innerhalb sicherer Widerstandserwärmungsgrenzen zu halten und die Batterielebensdauer zu verlängern.

#### Batteriekapazität
Der Energieinhalt einer Antriebsbatterie wird heute praktisch ausschließlich in Kilo-Wattstunden (kWh) angegeben. Es lassen sich zwei gegenläufige Strategien für die Akkumulatorengröße ausmachen:

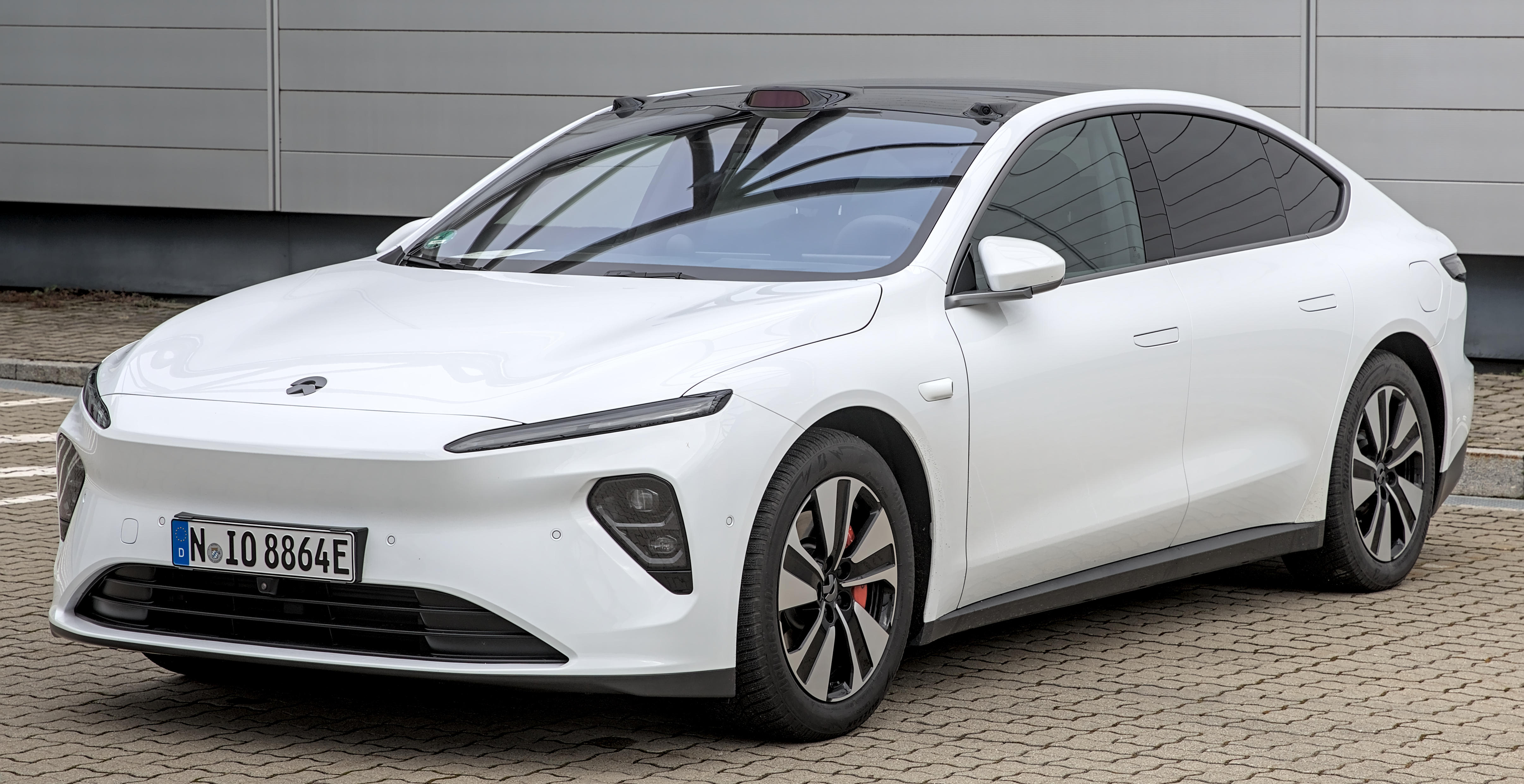
Nio ET7 150 kWh Akku, 1000 km Reichweite

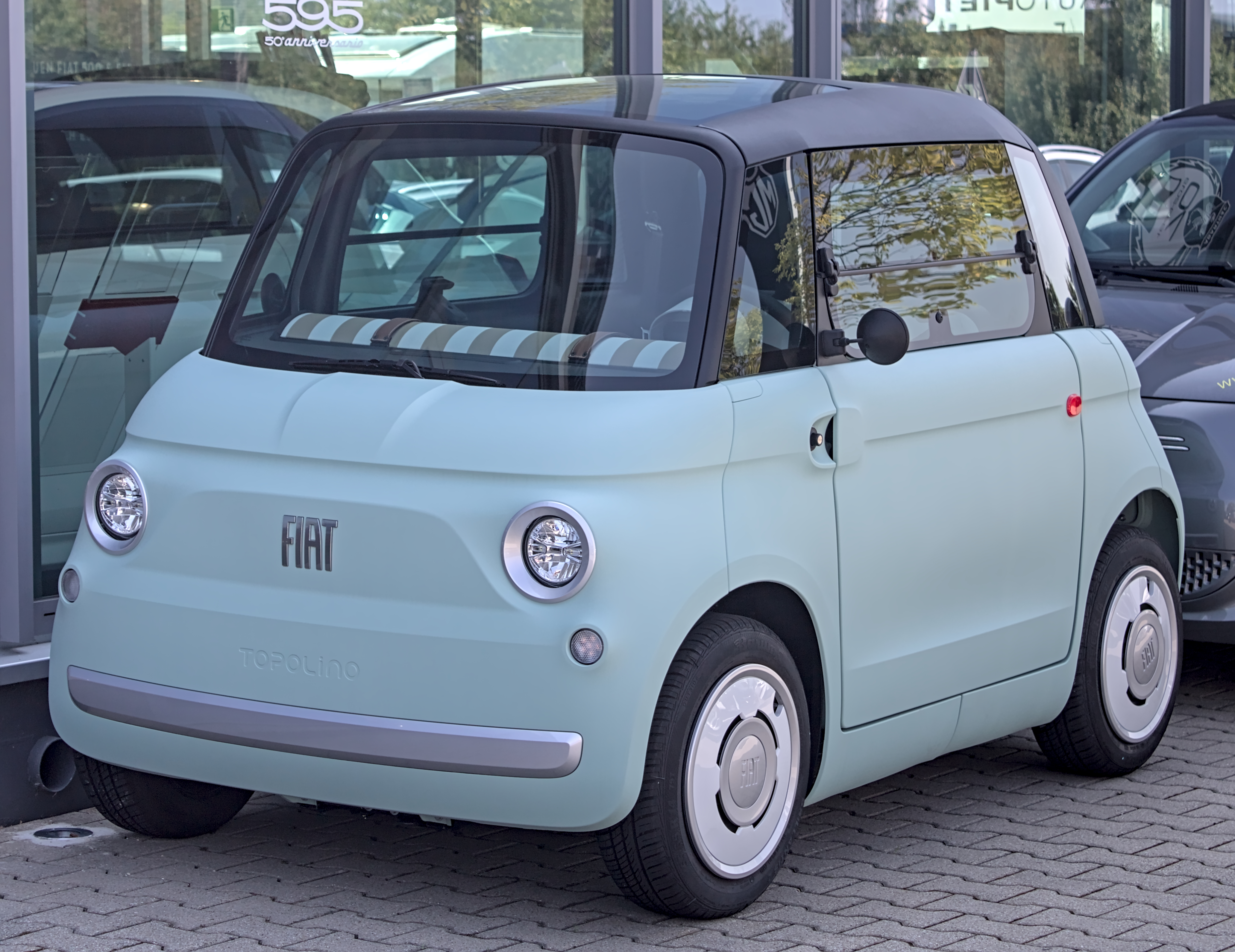
Fiat Topolino 5,5 kWh Akku, 75 km Reichweite

- Steigerung der Akkumulatorengröße: Dadurch wird eine sehr große Reichweite ohne Zwischenaufladung möglich und die Lebensdauer der Batterie verlängert sich. Der Akku wird sowohl hinsichtlich Kapazität (Entladetiefe) als auch hinsichtlich maximaler Leistungsentnahme möglicherweise weniger belastet und kann Zyklenzahlen erreichen, die die Lebensdauer des gesamten Fahrzeugs weit übertreffen. Hingegen steigen Fahrzeugmasse und Investitionskosten stark an. Große Akkus für Elektroautos speichern 2024 eine Energie bis zu 150 kWh, was bei einem Fahrzeug-Verbrauch von 15 kWh bis 25 kWh pro 100 km für bis 1000 km Reichweite ausreicht. Beispiele sind Nio ET7, Nio ES8, Mercedes-Benz EQS, Tesla Model S, Tesla Model X, Audi e-tron, IM L6. Dagegen haben Batteriebusse auch Akkus mit mehr als 600 kWh, um so Reichweiten von etwa 600 km zu erreichen.[73]
- Nutzung einer vergleichsweise geringen Akkugröße: Vorteile sind geringere Anschaffungskosten und eine geringere Fahrzeugmasse. Dieses Konzept setzt jedoch eine engmaschige leistungsfähige Ladeinfrastruktur zum Beispiel auf Parkplätzen voraus (siehe Ladestation (Elektrofahrzeug)). Die Akkus selbst werden im Betrieb und beim Laden tendenziell stärker belastet und altern somit schneller. Beispiele hierfür sind der Citroën Ami, Citroën e-C3, Fiat 500e, Fiat Topolino, Microlino, Wuling Hongguang Mini EV, Wuling Binguo, BYD Dolphin Mini und Dacia Spring.

#### Temperaturabhängigkeit
Allen Akkusystemen ist gemein, dass sich bei tieferen Temperaturen (unterhalb ca. 10 °C) die Leistungsabgabe verringert, da die Beweglichkeit der Ladungsträger abnimmt. Einige Akkumulatorensysteme (NiMh, Lithium-Polymer) können unterhalb von ca. −20 °C einfrieren. Die entnehmbare Kapazität wird von der Temperatur jedoch kaum beeinflusst, wenn die geringere Strombelastbarkeit technisch berücksichtigt wird, indem das BMS die Leistungsabgabe und den Motorstrom begrenzt. Durch die inneren Verluste erwärmt sich die Antriebsbatterie im Betrieb. Hohe Temperaturen hingegen (oberhalb ca. 30 °C) begünstigen durch die Beweglichkeit der Ladungsträger zwar die Leistungsabgabe, sind aber ungünstig für die inneren Verluste und die kalendarische Alterung. Um derartige Einschränkungen zu vermeiden, temperieren einige Hersteller ihre Akkusysteme. Dies kann eine Heizung für kalte Jahreszeiten beinhalten, aber auch eine Kühlung. Oft kommen elektrische Heizmatten und Luftkühlungen zum Einsatz. Einige Hersteller nutzen auch Flüssigkeiten als Heiz- und Kühlmedium.
Eine Ausnahme sind Hochtemperatursysteme (zum Beispiel Zebra-Batterie), die zwar von äußeren Temperaturen unabhängig sind, jedoch zusätzlich Energie für ihre Temperaturerhaltung benötigen.

#### Batterie-Lebensdauer

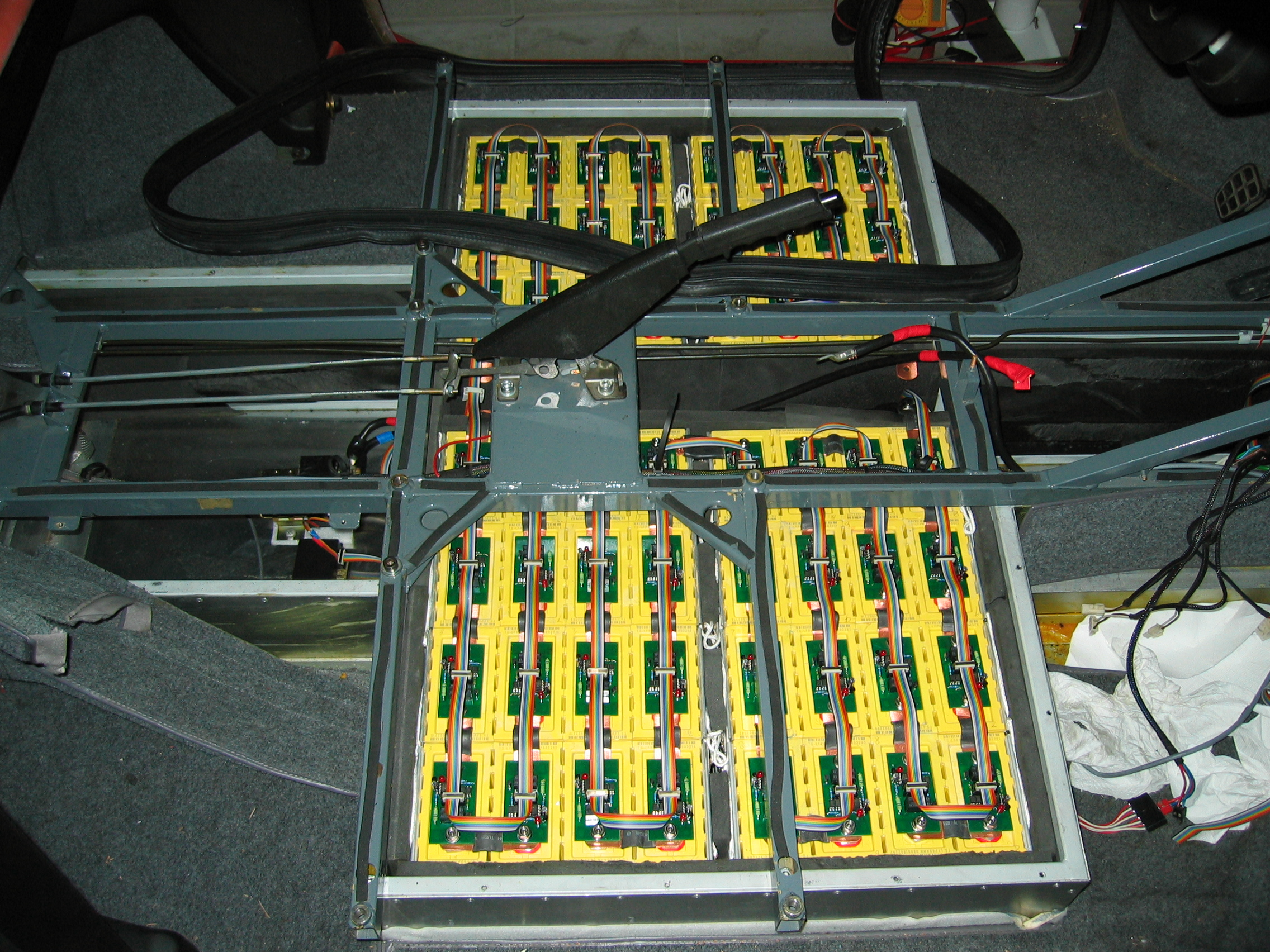
Hotzenblitz-Antriebsbatterie (180 V) aus 56 einzelnen Zellen Thunder Sky LPF60AH, Batteriemanagementsystem-Modul für jede Einzelzelle und Busverkabelung

Grundsätzlich werden bei der Alterung zwei verschiedene Aspekte unterschieden. Die kalendarische Alterung beschreibt die Kapazitätsabnahme (Degradation) auch ohne Nutzung, beschleunigt oft durch ungünstige Temperaturen. Die Zyklenhaltbarkeit hingegen ist abhängig von der Anzahl der Lade- und Entladezyklen bis zum Eintreten einer definierten Kapazitätsverringerung gegenüber der Ausgangskapazität. Auch Ladeverfahren und Ladestromstärken und natürlich der Akkutyp selbst sind Einflussgrößen.
Mit Stand 2019 erreichen Batteriepacks von E-Autos mindestens 1500 bis 3000 Ladezyklen, bis die Ladekapazität auf 80 % abgefallen ist. Damit kommt ein E-Auto mit 450 km Reichweite selbst unter konservativen Annahmen mindestens 450.000 km weit, bis die Batterie getauscht werden muss, im optimistischen Fall sind sogar 1,35 Mio. km möglich. Eine weitere Erhöhung der Zyklenzahl wird erwartet. Aktuelle Lithium-Ionen-Akkumulatoren sind schnellladefähig ausgelegt. Dabei ist eine Aufladung mit Ladeströmen über 1 C gemeint, was Ladezeiten von weniger als einer Stunde erlaubt (siehe Laderate).
Lithium-Eisenphosphat-Akkumulatoren erreichen nach Herstellerangaben mehr als 5000 Zyklen bei jeweiliger Entladetiefe von 70 %. Bei 300 Ladezyklen pro Jahr, also etwa ein Ladevorgang pro Tag, liegt dies in der Größenordnung, die für ein durchschnittliches Autoleben ausreicht, zumal selten die volle Kapazität ausgenutzt wird und flache Ladezyklen allgemein zu einer längeren Lebensdauer führen. Diese Batterietypen wurden vor allem in China subventioniert und eingesetzt. Aufgrund der höheren spezifischen Energiedichte werden jedoch eher NMC-Akkus (Lithium-Nickel-Mangan-Cobaltoxid) eingesetzt, die nicht die hohe Zyklenfestigkeit aufweisen.
Eine Studie aus dem Jahr 2013 von Plug in America unter 126 Fahrern des Tesla Roadsters (entspricht etwa 5 % der verkauften Fahrzeuge) bezüglich der Lebensdauer der Akkus ergab, dass nach 100.000 Meilen = 160.000 km bei den Akkus noch eine Restkapazität von 80 bis 85 Prozent vorhanden war. Der geringe Verschleiß wird unter anderem auf die Temperaturregulation zwischen 18 °C und 25 °C sowie auf den standardmäßig flachen Ladezyklus (zwischen 90 % und 10 % anstatt der vollen 100 % und 0 %) zurückgeführt. Aus den USA sind Autos der Marke Tesla bekannt, die bereits 800.000 km zurückgelegt haben.
Bezüglich der Akku-Haltbarkeit geben viele Hersteller eine Garantie, die typischerweise eine Restkapazität von mindestens 70 % des Nennwerts für acht Jahre und eine Laufleistung von 160.000 km zusichert. Es gibt auch Hersteller, die auf den Akku Garantien für 8 Jahre ohne Kilometerbegrenzung (Tesla) oder 1.000.000 km bzw. 10 Jahre (Lexus) abgeben. Bei Mietakkus trägt der Fahrzeugbesitzer kein Risiko eines defekten Akkus, dafür aber monatliche Kosten.
Akkus sind auch bei einer Laufleistung von 300.000 km meist noch alltagstauglich. Nach Studien verlieren die Akkus von Elektroautos pro Jahr etwa 1,8 Prozent ihrer Kapazität, wodurch Laufzeiten von mehr als 15 Jahren möglich sind. Im Vergleich beträgt in Deutschland die durchschnittliche Lebensdauer von Verbrennern 12 Jahre. Bei Akkus liegt die Kapazität nach 100.000 km bei über 90 Prozent und verschlechtert sich danach kaum noch. Durch neuere Zellchemie werden diese Werte ständig verbessert. Jedoch kann häufiges Schnellladen und starkes Beschleunigen die Werte der Akkus verschlechtern. Ebenso sollten lange Standzeiten mit vollem Akku und Tiefentladungen vermieden werden.

#### Batteriemanagementsysteme (BMS)
Für die Akkumulatoren werden elektronische Schaltungen, sog. Batteriemanagementsysteme (BMS), verwendet, die die „Lade- und Entladesteuerung, Temperaturüberwachung, Reichweitenabschätzung und Diagnose“ übernehmen. Die Haltbarkeit hängt wesentlich von den Einsatzbedingungen und der Einhaltung der Betriebsgrenzen ab. Batteriemanagementsysteme inklusive Temperaturmanagement verhindern die schädliche und eventuell sicherheitskritische Überladung oder Tiefentladung der Akkuzellen und kritische Temperaturzustände. Im Idealfall ermöglichen hochwertige BMS die Überwachung jeder einzelnen Zelle und erlauben es zu reagieren, bevor es zu einem Ausfall oder einer Schädigung der Zelle oder des gesamten Batteriemodules kommt. Statusinformation können für Diagnose- und Wartungszwecke auch abgespeichert und ausgelesen werden.

### 12-V-Batterie
Da die Antriebsbatterie eine hohe Spannung nutzt, ist sie nicht zur Versorgung der Steuergeräte und Servoantriebe mit kleiner Leistungsaufnahme geeignet. Deshalb haben die meisten Elektroautos außer der Antriebsbatterie noch eine kleine herkömmliche Autobatterie, meist eine 12-Volt-Bleibatterie. Diese wird über die Antriebsbatterie geladen und versorgt das Bordnetz. Die Autobatterie versorgt außerdem das Batteriemanagementsystem der Antriebsbatterie und ist deshalb zum Starten des Fahrzeugs notwendig.

### Reichweite

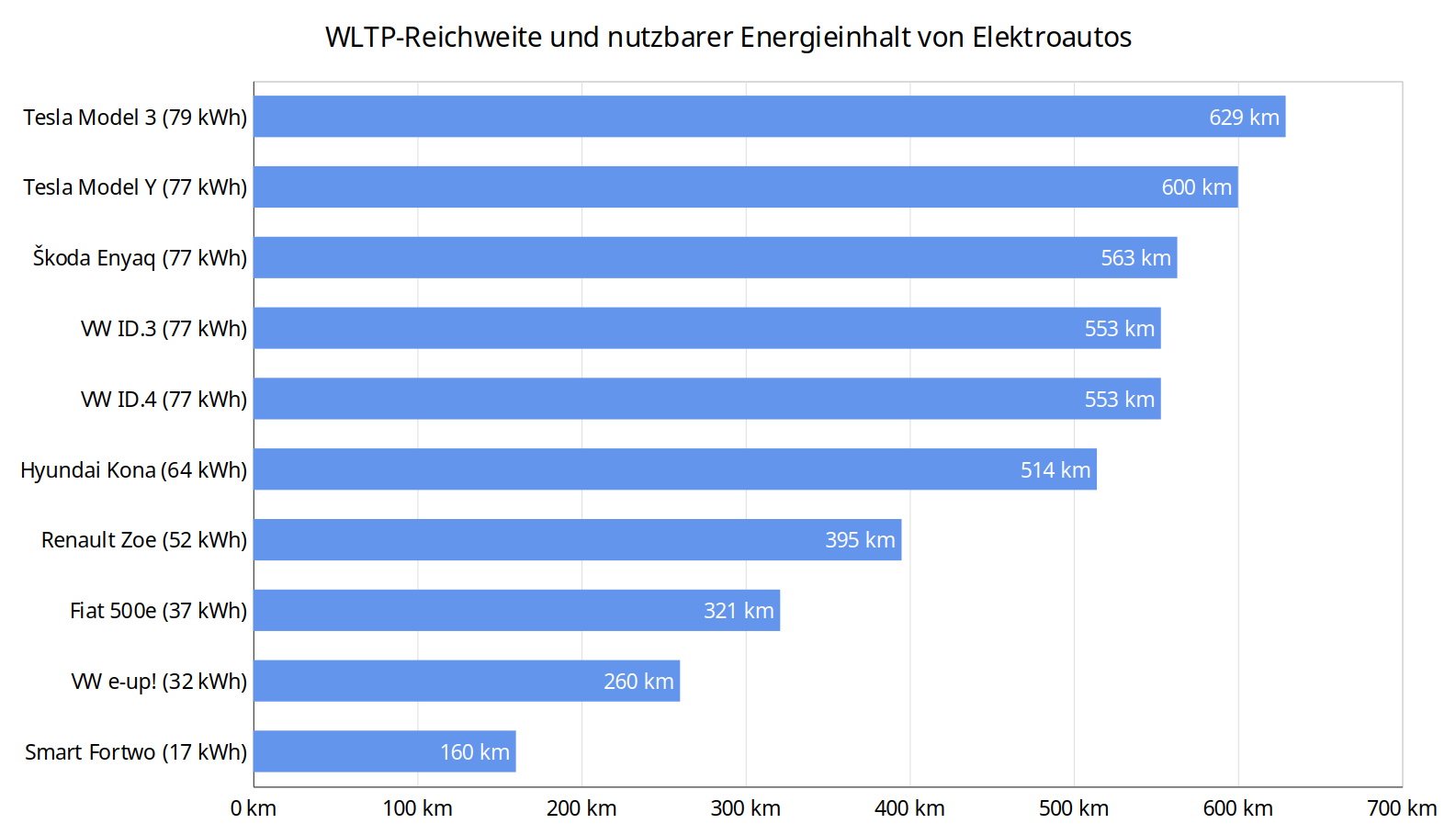
WLTP-Reichweiten einiger in Deutschland verbreiteter Elektroautos

Die Reichweite pro Akkuladung eines Elektroautos hängt hauptsächlich von der Batteriekapazität, der Geschwindigkeit, der individuellen Fahrweise und von den Wetterbedingungen ab.
Daher kann die tatsächliche Reichweite im Praxisbetrieb
durch die individuellen Faktoren wie Strecke und Fahrweise sowie die jeweils vorliegende Außentemperatur deutlich von den durchschnittlichen Herstellerangaben abweichen, wie dies auch bei Fahrzeugen mit Verbrennungsmotor der Fall ist.
Die Reichweite nach dem international genormten Testverfahren WLTP befindet sich je nach Fahrzeugtyp meist im Bereich von 100 km (Mitsubishi i-MiEV aus dem Jahr 2009) bis zu 821 km (Mercedes-Benz EQS aus dem Jahr 2024). Der Nio ET7 hat einen Akku mit 150 kWh und eine Reichweite von 1000 km.
Eine Übersicht zu den Reichweiten vieler Modelle findet man unter Elektroautos in Großserienproduktion.

### Reichweitenvergrößerung

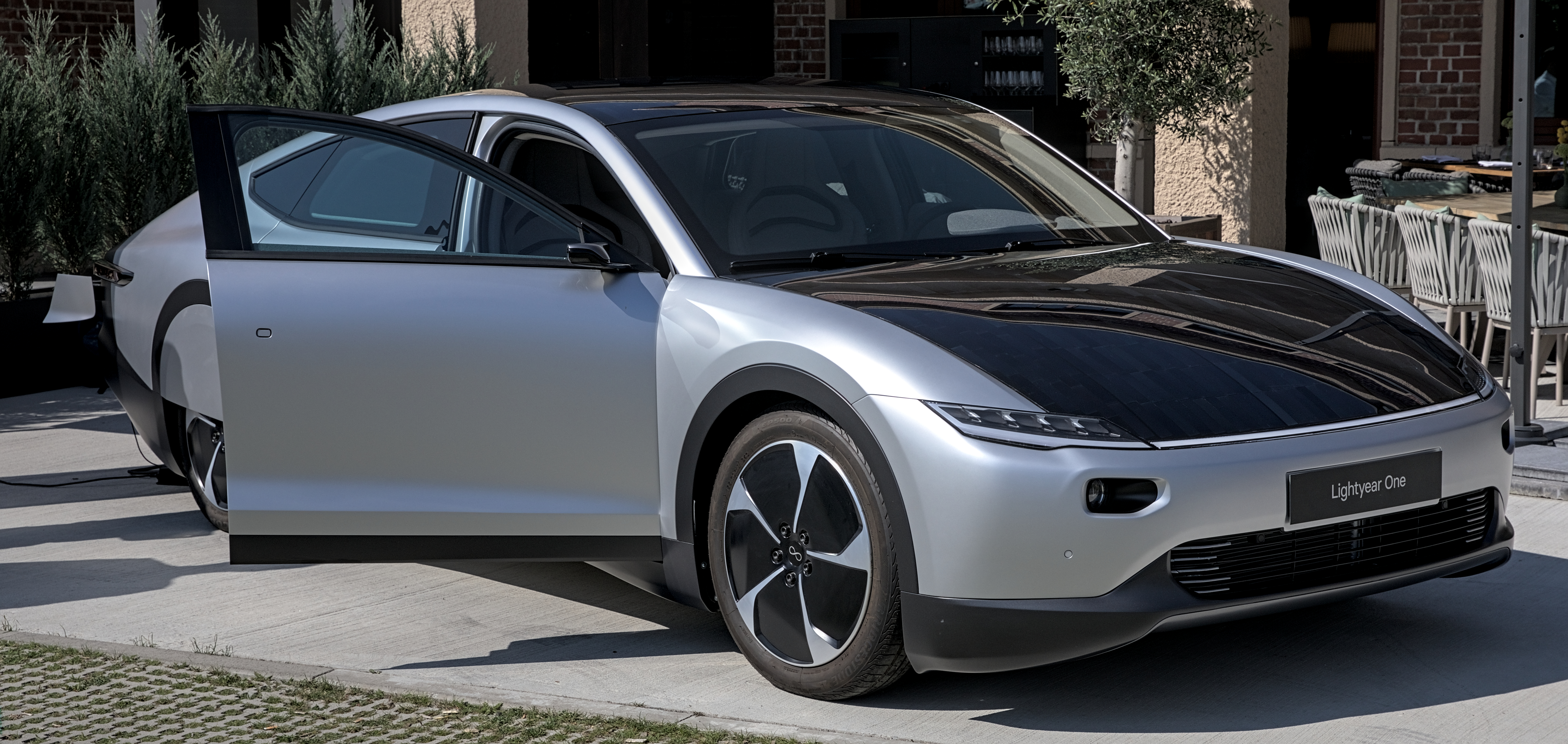
Integrierte Solarzellen beim Lightyear 0 vergrößern die Reichweite.

In der Anfangszeit waren bei Elektroautos die Reichweiten klein und die Ladezeiten lang. In den 1990er prägte sich der Begriff der Reichweitenangst. Heutige (Stand 2024) Elektroautos haben mit Verbrennerfahrzeugen vergleichbare Reichweiten (siehe Reichweite). Auch sind Ladezeiten mittlerweile auf bis zu 10 Minuten gesunken (siehe Ladezeiten). Zudem werden öffentliche Ladestationen ständig weiter ausgebaut (siehe öffentliche Ladestationen). Problematisch sind weiterhin die Ladezeit und die Reichweite bei kleineren und älteren Elektroautos.
Grundsätzlich gilt, dass die Batteriekapazität von Elektroautos für den Großteil aller Fahrten groß genug ist und nur wenige Fahrten wie zum Beispiel die Fahrt in den Urlaub etwa die Nutzung von Schnellladestationen, Akkutausch oder die Nutzung von Carsharing-Angeboten erforderlich machen. So kam eine 2016 erschienene Studie zu dem Ergebnis, dass die Reichweite damals üblicher Elektroautos wie dem Ford Focus Electric oder dem Nissan Leaf für 87 % aller Fahrten ausreichend ist. Allerdings sind die Reichweiten stark schwankend, in Abhängigkeit von der Geschwindigkeit des E-Fahrzeuges, Außentemperatur, besonders die Nutzung von Heizung und Klimaanlage führen zu einer bedeutenden Senkung der Aktionsradien.
Um die Reichweiten trotzdem weiter zu steigern, werden mitunter Zusatzgeräte zur Erzeugung von elektrischem Strom im oder am Fahrzeug, sogenannte „Reichweitenverlängerer“ (Range Extender), eingesetzt.
- Hybridbetrieb: Im einfachsten Fall wird dabei ein kraftstoffbetriebenes Stromerzeugungsaggregat im Fahrzeug mitgeführt. Mit diesem Prinzip arbeitet auch der serielle Hybridantrieb, jedoch mit fest installiertem und in die Steuertechnik integriertem Stromerzeuger. Wenn der Akkumulator auch direkt am Stromnetz aufgeladen werden kann, wird diese Fahrzeuggattung als Plug-in-Hybrid bezeichnet. Sie wird als Übergangsform zwischen verbrennungsmotorgetriebenem und Elektrofahrzeug gesehen. Die Kombination von Elektroantrieb mit Akkumulator und Verbrennungsmotor mit Generator erlaubt eine große, von Aufladepunkten unabhängige Reichweite. Bei der Betriebsweise mit Kraftstoff kommen jedoch die der Elektromobilität zugrunde liegende Konzepte nicht zum Tragen. Lösungsansätze, um den Verbrennungsmotor nur bei Bedarf mitzuführen, gab es zum Beispiel von Mindset oder AC Propulsion. Sie setzten beide auf Generatoren, die bei Bedarf in oder an das Elektroauto angebaut wurden, konnten sich jedoch nicht durchsetzen. Ein anderes Beispiel ist der BMW i3 mit werksseitig angebotener Zusatzausstattung „Rex“, wobei dort der Akku nicht gezielt aufgeladen, sondern nur erhalten wird und somit die Charakteristik des Elektroautos gewahrt werden soll.
- Brennstoffzelle: Als Alternative zu Benzin- oder Dieselgeneratoren werden auch Brennstoffzellen gesehen. Bei ihrem Einsatz wird zusätzliche Energie in Form von Wasserstoff oder niedermolekularen Alkoholen (Methanol, Ethanol) oder Ammoniak mitgeführt und im Fahrzeug in Elektrizität umgewandelt. Dem Einsatz dieser Technik stehen gegenwärtig aber die Nachteile der Brennstoffzelle wie geringe Lebensdauer, hohe Kosten, fehlendes Tankstellennetz und geringer Wirkungsgrad bei der Kraftstoffherstellung und Wandlung im Fahrzeug entgegen (siehe auch Brennstoffzellenfahrzeug).
- Solarzellen: Besonders bei Niedrigenergiefahrzeugen kann auch über in das Fahrzeug integrierte Solarzellen (VIPV, von englisch vehicle-integrated photovoltaics ‚fahrzeugintegrierte Photovoltaik‘) die Reichweite vergrößert werden. Die Fahrzeuge Sono Sion und Lightyear 0 warben mit zusätzlicher Reichweite, bevor die Projekte eingestellt wurden. Nach Berechnungen des Fraunhofer-Instituts für solare Energiesysteme (ISE) könnten Elektrofahrzeuge mit einem mit Solarzellen belegten Dach unter guten Bedingungen (durchschnittlicher Solarertrag in Freiburg, keine Abschattung, 100 % Wandlerwirkungsgrad) zwischen ca. 1900 und 3400 km zusätzliche Reichweite pro Jahr generieren.[92] VIPV wird wegen des oft geringen Beitrags der Solarzellen zur Reichweite sowie des hohen Aufwands zur Fertigung und Integration bisher nur in wenigen Serienfahrzeugen angeboten (z. B. Hyundai Ioniq 5).
- Tretantrieb: Ein zusätzlicher Pedalantrieb bei Leichtfahrzeugen kann einen reinen Elektroantrieb ebenfalls unterstützen, dies wurde beispielsweise beim Twike umgesetzt.

### Langstreckentauglichkeit

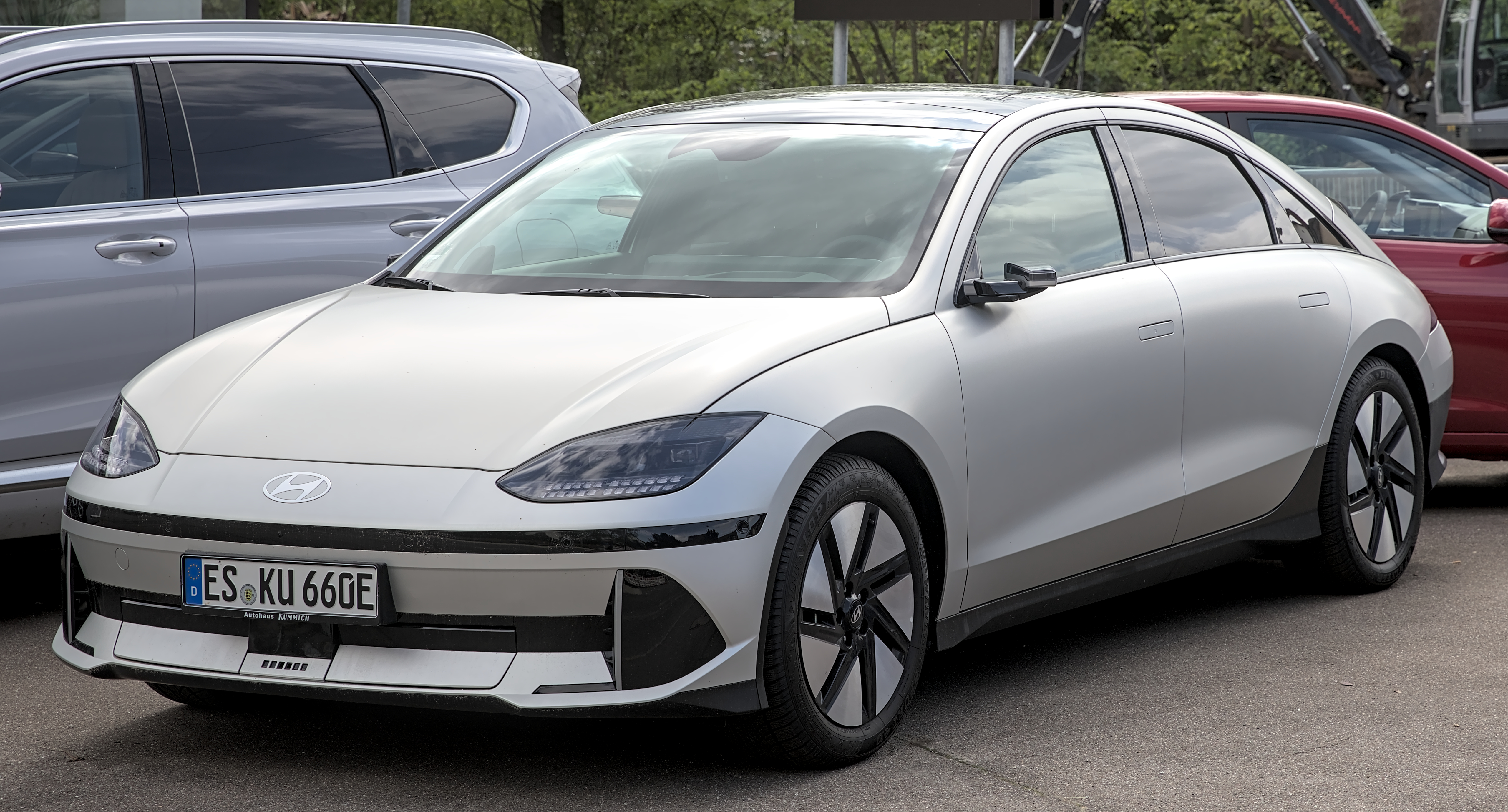
Hyundai Ioniq 6 Testsieger bei Langstreckentauglichkeit

Der ADAC hat im Juli 2024 eine Studie veröffentlicht, in der 80 Elektroautos auf ihre Langstreckentauglichkeit geprüft wurden. Dabei definierte der ADAC die Langstreckentauglichkeit als eine Kombination aus Reichweite und Ladezeit. Die Prüfung fand rechnerisch aus früheren Messdaten statt. Für die Prüfung wurde der Akku eines Elektroautos voll geladen, dann das Auto gefahren, bis der Akku ein Ladestand von 10 Prozent hatte. Danach wurde der Akku 20 Minuten geladen, um dann den Akku des Elektroautos nochmals leer zu fahren. Die erzielten beiden Reichweiten wurden zusammengerechnet und somit eine Gesamtreichweite ermittelt. Dreizehn der 80 Elektroautos bewertete der ADAC als voll langstreckentauglich mit einer Gesamtreichweite von mehr als 750 km. Der Hyundai Ioniq 6 wurde Testsieger mit einer Gesamtreichweite von 931 km.

### Klimatisierung
Elektroantriebe geben wegen ihres hohen Wirkungsgrades im Betrieb nur wenig und im Stand gar keine Verlustwärme an die Umgebung ab. Um das Auto bei geringen Außentemperaturen beheizen oder die Scheiben entfrosten zu können, sind daher Heizungen notwendig. Durch den geringen Energieverbrauch des Antriebs fallen zusätzliche Energieverbraucher jedoch sehr viel stärker ins Gewicht und beanspruchen einen Teil der im Akku gespeicherten Energie, was sich speziell im Winter gemeinsam mit weiteren jahreszeitlich bedingten Effekten stark auf die Reichweite auswirkt. Eine einfache, aber sehr energieintensive Form sind elektrische Heizregister, die in die Lüftung eingebaut werden können. Mittlerweile werden daher teilweise die energieeffizienteren Wärmepumpen eingesetzt. Sie lassen sich im Sommer auch als Klimaanlage zur Kühlung nutzen. Sitzheizungen und beheizte Scheiben bringen die Wärme direkt an die zu wärmenden Stellen und reduzieren so ebenfalls den Heizwärmebedarf für den Innenraum. Elektroautos verbringen die Standzeiten oft an Ladestationen. Dort kann das Fahrzeug vor Fahrtbeginn vortemperiert werden, ohne den Akku zu belasten, wie bei einer elektrischen Standheizung. Unterwegs wird dann deutlich weniger Energie für das Heizen oder Kühlen benötigt. Elektroautos sind im Stau bei sommerlicher Hitze deutlich effizienter und damit umweltfreundlicher als Autos mit Verbrennungsmotor.

### Sicherheit

#### Schutz von Insassen und Unfallgegnern
Elektroautos gelten in Bezug auf den Insassenschutz als mindestens so sicher wie Verbrennerfahrzeuge – abhängig vom jeweiligen Modell. In Crashtests erzielten sie bisher (2021) sowohl nach Euro NCAP als auch US NCAP häufig Bestnoten. Beispielsweise erhielt 2022 das Tesla Model Y die bisher höchste vergebene Gesamtwertung vom Euro NCAP, wohingegen 2021 die Renault Zoe beim Euro NCAP keinen Stern bekam.
Konstruktive Maßnahmen zum Schutz von Fußgängern, Radfahrern und anderen Verkehrsteilnehmern lassen sich mit einem Elektroauto ebenso gut realisieren wie mit anderen Autos. Ein zusätzliches Gefährdungspotenzial kann sich jedoch durch die aufgrund der Batterie höhere Fahrzeugmasse und damit kinetische Energie ergeben, die bei einem Aufprall auf den Unfallgegner wirkt.

#### Brandrisiken und Löschmaßnahmen
Statistische Daten lassen darauf schließen, dass E-Autos deutlich seltener brennen als Fahrzeuge mit Verbrennungsmotor. Einzelfälle brennender Elektroautos erzielen derzeit hohe mediale Aufmerksamkeit, sind jedoch angesichts von insgesamt jährlich ca. 15.000 Fahrzeugbränden allein in Deutschland kein Hinweis auf eine besondere Brandgefahr. Auch das Laden der Fahrzeuge in Parkhäusern und Tiefgaragen stellt bei sachgemäßer Elektroinstallation keinen zusätzlichen Risikofaktor dar. Es ist jedoch angesichts des überwiegend noch jungen Fahrzeugbestandes unklar, ob Brandfälle bei Elektroautos mit zunehmendem Fahrzeugalter häufiger werden, wie es bei Verbrennerfahrzeugen der Fall ist. Bisherige Untersuchungen lassen jedoch vermuten, dass die Wahrscheinlichkeit einer Selbstentzündung des Akkus mit der Zeit signifikant abnimmt.
Die Brandlast eines brennenden Autos wird vor allem vom Interieur bestimmt und ist bei einem Batteriefahrzeug ähnlich hoch wie bei einem Verbrennerfahrzeug.

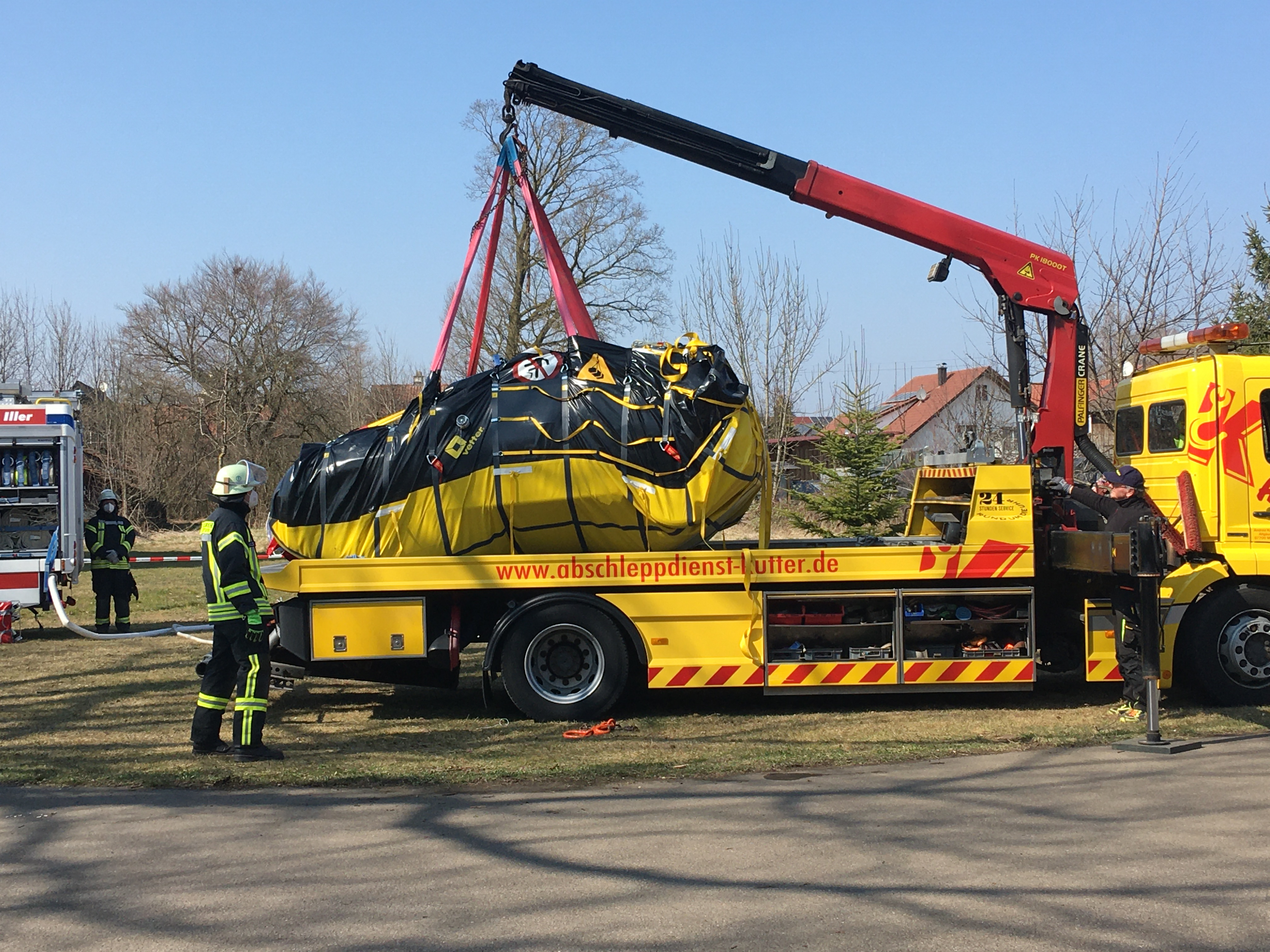
Vorführung der Bergung eines Elektroautos in einem Quarantänesystem

Allerdings stellt der Umgang mit brennenden Elektroautos Pannendienste und Feuerwehren vor neue Herausforderungen. Wissenschaft und Unfallversicherer haben Pläne entwickelt, mit diesen Herausforderungen umzugehen.
- Sofern es zu einem Batteriebrand kommt, wird wesentlich mehr Löschwasser benötigt.[112][113][111]
- Ein Lithium-Ionen-Akkumulator – welcher z. B. bei einem Unfall beschädigt wurde – kann eine schleichende chemische Reaktion in Gang setzen, durch die ein Batteriebrand eventuell erst mit Verzögerung ausbrechen kann.[114][104] Das zum Schutz davor gelegentlich propagierte und auch bereits in Einzelfällen durchgeführte Eintauchen des Fahrzeugunterbodens oder des ganzen Fahrzeugs in ein Container-Wasserbad wird von den deutschen Feuerwehren und der DGUV nicht oder nur in gut begründeten Ausnahmefällen empfohlen.[104][111][115] Stattdessen sollte das Fahrzeug für einige Tage an einem ungefährlichen Platz abgestellt werden. Von einigen Feuerwehren und Abschleppdiensten wurden feuersichere Container für den Abtransport angeschafft.[116] Alternativ werden spezielle Löschdecken oder Kühlsäcke (Quarantänesystem) angeboten, die an der Einsatzstelle für eine Brandeindämmung sorgen und so die notwendige Löschwassermenge stark reduzieren können.[117][118][119][120] Auch extra für brennende Elektroautos entwickelte Löschlanzen sollen die Effizienz beim Löschen von Elektroautos erhöhen.[119]
- Wenn Löschwasser und Kühlwasser mit dem Batterieinneren in Kontakt treten, werden diese besonders stark belastet und bedürfen einer speziellen Aufbereitung, bevor diese in die Kanalisation gelangen.[121]
- Es besteht für Rettungskräfte die Gefahr von Stromschlägen durch den Kontakt mit Hochvoltkomponenten, die aber von der DGUV als „konstruktionsbedingt unwahrscheinlich“ angesehen wird.[111] Als Lösung wurden zum Beispiel in Baden-Württemberg spezielle Hochspannungs-Schutzhandschuhe für Einsatzkräfte beschafft.[122]
- Wie bei allen Fahrzeugbränden besteht auch bei Elektroautos eine Gesundheitsgefahr durch austretende Atemgifte.[104][111] Ob diese Atemgifte bei Elektroautos eine höhere Toxizität aufweisen, ist noch nicht erforscht.[104] Generell sind bei allen Fahrzeugbränden unabhängig von der Antriebsart Atemschutzgeräte empfohlen oder vorgeschrieben.

Einige typische Herausforderungen beim Brand von Verbrennerfahrzeugen fallen hingegen bei Elektroautos geringer aus oder entfallen ganz:
- So kommt es bei Bränden von Batterien in Elektroautos zu vergleichsweise geringer Rauchbildung.
- Die Brandtemperaturen und die Wärmestrahlung sind geringer.[108][109]
- Die Gefahr einer Brandausbreitung durch brennend wegfließende Betriebsstoffe entfällt.[106]

### Umrüstung von Verbrennungsmotor-Serienfahrzeugen
Einige Umrüster bieten den Umbau von Verbrennungsmotorantrieben zu Elektroantrieben an. Häufig wird nur der Verbrennungsmotor gegen einen Elektromotor getauscht und das Schaltgetriebe im Fahrzeug belassen. Dies ist weniger technisch unbedingt notwendig, sondern hat zumeist zulassungsrechtliche Gründe. Wird das Getriebe ebenfalls getauscht, so muss das gesamte Fahrzeug neu zugelassen werden, was erheblichen Aufwand nach sich zieht und für geringe Stückzahlen nicht wirtschaftlich ist. In Deutschland beschäftigen sich beispielsweise Citysax und die German E-Cars mit Umrüstungen oder der Nutzung von Serienfahrzeugen als Basismodell. Ebenso existiert eine Open-Hardware- beziehungsweise DIY-Community zur anteiligen Umrüstung als Hobby.
Angesichts der vorangehend angedeuteten konstruktiven Randbedingungen ist die Umrüstung eines herkömmlichen Automobils zum Elektroauto jedoch im Hinblick Wirtschaftlichkeit (Umbaukosten) nur bedingt abhängig von weiteren Umständen (Ladeinfrastruktur, Fahrzeugverfügbarkeit etc.) sinnvoll. Die Nutzung von Gebrauchtfahrzeugen kann die Kosten deutlich senken.

### Internationale Normierung und Fahrzeugstandards
Durch einheitliche Vorschriften soll die internationale Wettbewerbsfähigkeit und damit auch die Wirtschaftlichkeit und Verbreitung von Elektrofahrzeugen erhöht werden. Die EU, die USA und Japan haben daher ihre Pläne für eine internationale Übereinkunft am 17. November 2011 in Brüssel vorgestellt und wollen nun auch andere Länder für das Projekt gewinnen. Konkret sollen zwei informelle Arbeitsgruppen für Elektrofahrzeuge im Rahmen des Übereinkommens über globale technische Regelungen von 1998 eingerichtet werden, die sich jeweils mit Sicherheits- und Umweltaspekten der Fahrzeuge befassen und internationale Regelungsansätze austauschen und ausarbeiten sollen.
Die deutsche Nationale Plattform Elektromobilität hat eine umfangreiche Roadmap für die anstehenden Normierungen im Elektrofahrzeugbereich ausgearbeitet.

## Ladetechnik und Ladeinfrastruktur

### Ladestecker

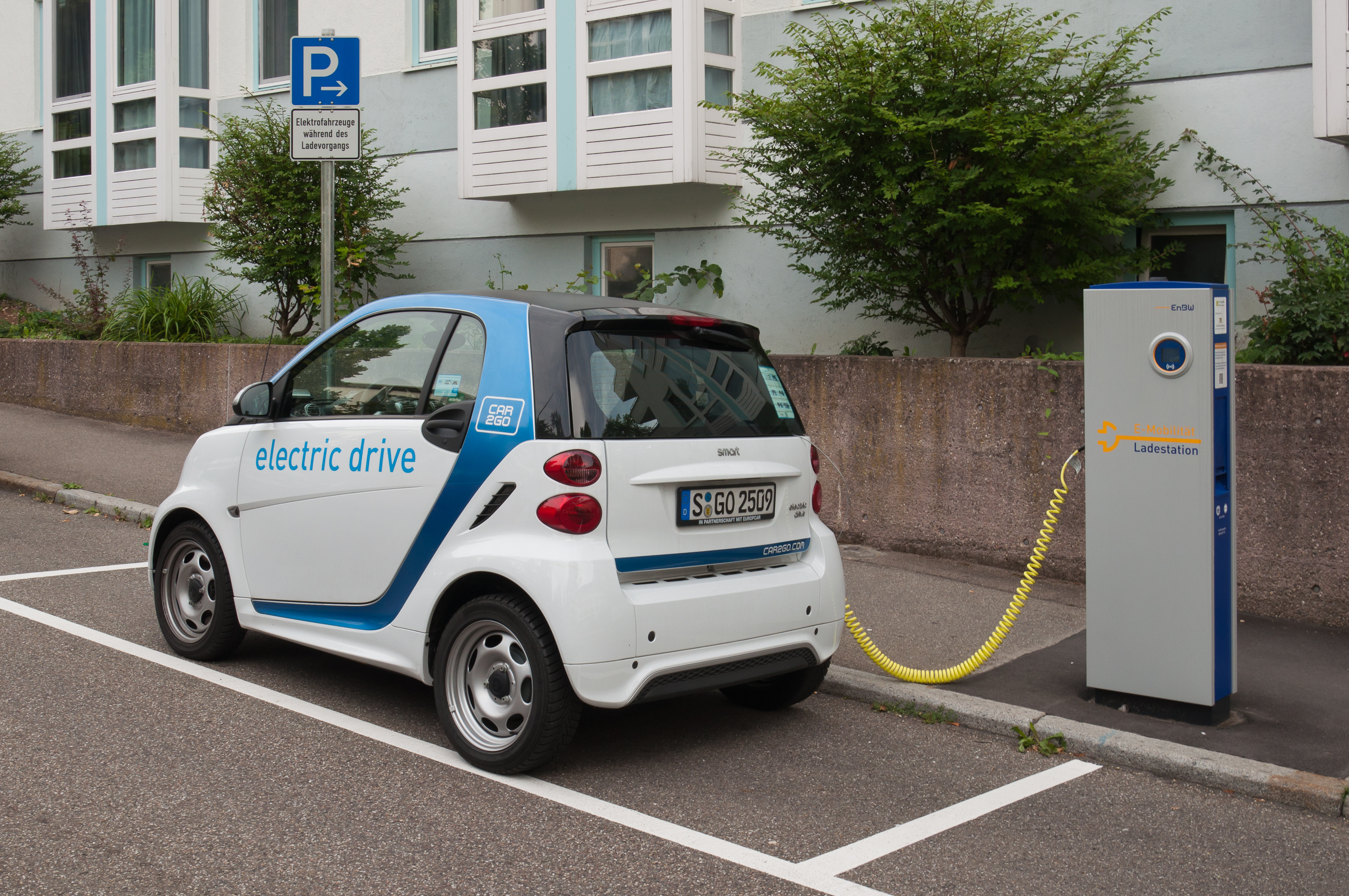
Smart lädt an einer Wechselstrom-Ladesäule

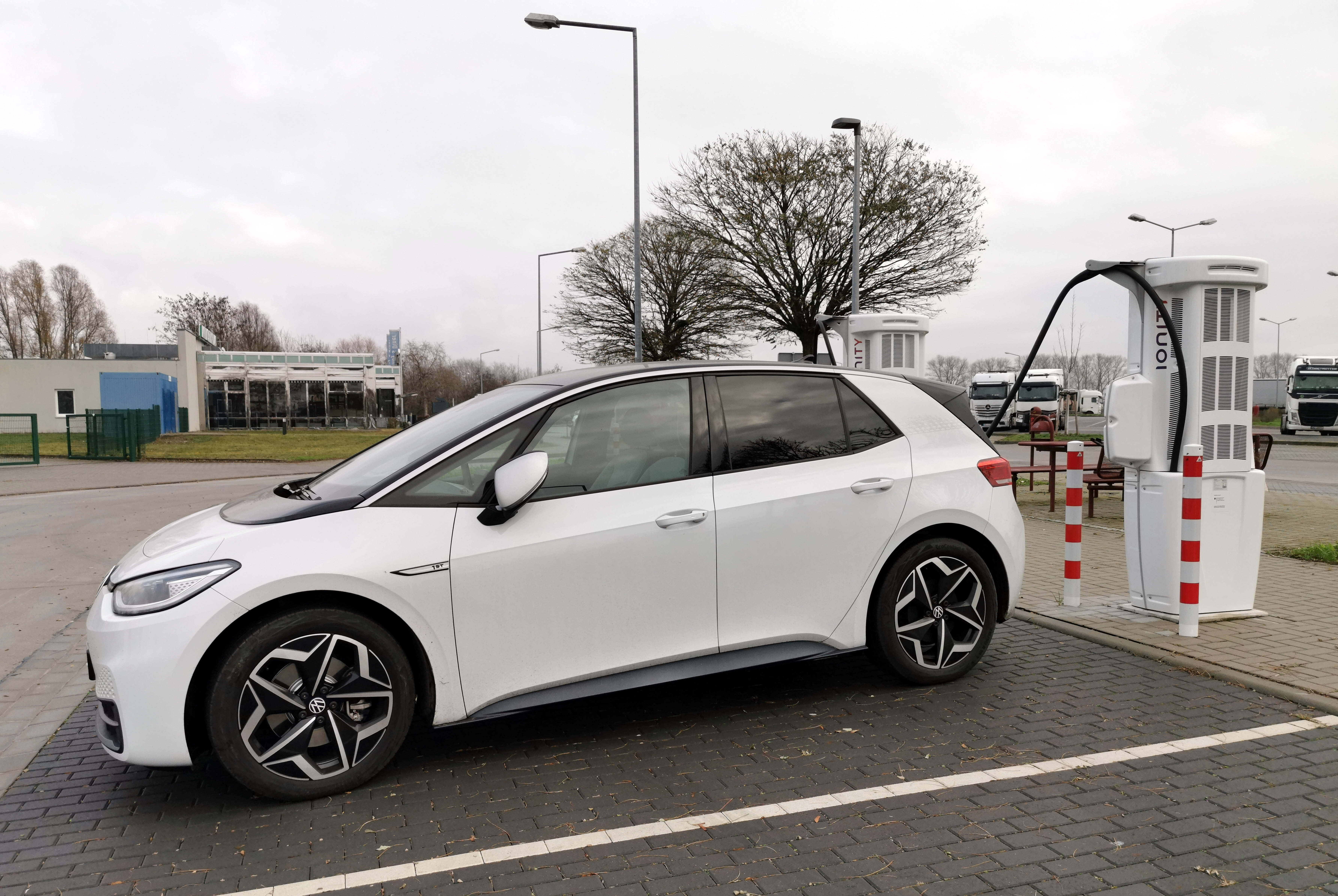
VW ID.3 lädt an einer Gleichstrom-Schnellladesäule

Das Laden der Antriebsbatterie erfolgt bei europäischen Elektroautos typischerweise über den Typ-2-Stecker und beim Schnellladen per Gleichstromladen über den CCS-Stecker.
- Der Typ-2-Stecker („Mennekes“-Stecker) wird in Europa bei Wandladestationen und öffentlichen Wechselstrom-Ladestation genutzt und unterstützt das Laden von bis zu 43 kW.[129] Viele Elektroautomodelle unterstützten die Ladung per Wechselstrom aber nur mit 7,4 kW, 11 kW oder 22 kW.[130] Der Typ-2-Stecker passt in die CCS-Buchse von europäischen Autos.
- Der CCS-Stecker (Combo 2) erweitert den Typ-2-Stecker um zwei große leistungsfähige Steckkontakte für Gleichstrom. Es wird an Schnellladestationen genutzt und ermöglicht derzeit eine Ladeleistung von bis zu 350 kW (Stand März 2023).[131][132]

Alternativ sind weitere Möglichkeiten gebräuchlich:
- An 230-Volt-Steckdosen kann mithilfe einer In-Kabel-Kontrollbox (ICCB) geladen werden. Eine Schuko-Haushaltssteckdose mit einer Absicherung von 10 A erlaubt die Übertragung von etwa 2,3 kW, was zu einer relativ langen Ladezeit führt. Der einphasige blaue CEE-Cara „Campingstecker“ ist dauerhaft mit 16 A belastbar, somit kann mit 3,7 kW geladen werden. An einem CEE-Drehstromanschlus kann aufgrund der höheren Stromstärke (z. B. 32 Ampere) und bis zu drei Phasen deutlich schneller geladen werden, sofern es vom Ladegerät im Fahrzeug (Onboard-Lader) unterstützt wird. Bei einer Absicherung von 16 A und einem Dreiphasenlader kann etwa 11 kW übertragen werden, bei 32 A etwa 22 kW.
- Der CHAdeMO-Stecker ermöglicht die Gleichstromladung je nach Version mit bis zu 500 kW und wird vor allem von japanischen Automobilherstellern genutzt. Auch in Europa wurden öffentliche Ladestationen mit CHAdeMO-Stecker errichtet.
- Der Typ-1-Stecker ermöglicht eine einphasige Wechselstromladung mit bis zu 7,4 kW (230 V, 32 A). Er wird vor allem in Automodellen aus dem asiatischen Raum verwendet und ist in Europa eher unüblich.
- Die Schnellladestationen des Fahrzeughersteller Tesla („Supercharger“) nutzen in Nordamerika den Stecker des NACS-Standards. In Europa wird seit 2018 der CCS-Stecker genutzt.

### Ladeleistung und Ladedauer

Tesla Model 3 lädt am Tesla Supercharger

Die Ladeleistung hängt zum einen von der maximalen Ladeleistung der Ladestation ab, zum anderen von der Ladefähigkeit des Fahrzeugs. Beim Wechselstrom-Laden (Normalladen) hängt die maximale Ladeleistung des Fahrzeugs von der verbauten Ladetechnik ab. Beim Gleichstrom-Laden (Schnellladen) wird sie außerdem durch den Ladestand und die Temperatur der Antriebsbatterie beeinflusst.
An aktuellen Schnellladestationen und mit einem typischen Verbrauch des Elektroautos von 15 bis 20 kWh/100 km kann man in etwa 5 Minuten 100 km Reichweite nachladen (Stand 2019).
Öffentliche Ladestationen mit Typ-2-Anschluss bieten typischerweise eine Ladeleistung von 22 kW. Damit lädt man 100 km Reichweite in einer Stunde.
Ladestationen für daheim laden typischerweise mit etwa 11 kW Leistung, was in etwa der Leistung eines Herdanschlusses entspricht. Damit lädt man 100 km Reichweite in etwa 2 Stunden.
Grundsätzlich ist das Aufladen auch an einer Haushaltssteckdose möglich. Diese sind überall verfügbar, dafür sind jedoch nur Ladeleistungen von 3,5 kW möglich, womit binnen 7–10 Stunden Ladedauer etwa 150 bis 200 km Reichweite erzielt werden können.
Bei Hyundai Ioniq 5, Hyundai Ioniq 6 und Kia EV6 kann der Akku von 10 auf 80 Prozent in 18 Minuten geladen werden. Beim Li Xiang Mega kann der Akku von 10 auf 80 Prozent in 10 Minuten geladen werden.
Für Akkumulatoren wird im Allgemeinen die Ladegeschwindigkeit mit der Laderate C angegeben. Hat C den Wert 4, kann ein Akkumulator mit der vierfachen Geschwindigkeit seiner Kapazität geladen werden, also innerhalb von 15 Minuten. Beispielsweise würde man beim Faktor C mit 4 einen Akku mit 100 kWh mit 400 kW laden können. Moderne Fahrzeug-Akkumulatoren wie der Shenxing und der Shenxing Plus von CATL haben die Laderate 4 C.
Auto Motor und Sport hat im Februar 2025 die Ladezeiten von einigen Elektroautos von 10 auf 80 Prozent real getestet. Auf Platz eins im Test kam der Porsche Taycan mit 18 Minuten Ladezeit. Auf Platz zwei die Autos Hyundai Ioniq 5, Hyundai Ioniq 6, Kia EV6 und Genesis GV70 mit ebenfalls 18 Minuten Ladezeit. Auf Platz drei der Lotus Eletre / Lotus Emeya mit 20 Minuten. Weitere folgten mit fast ähnlichen Ladezeiten.

### Öffentliche Ladestationen

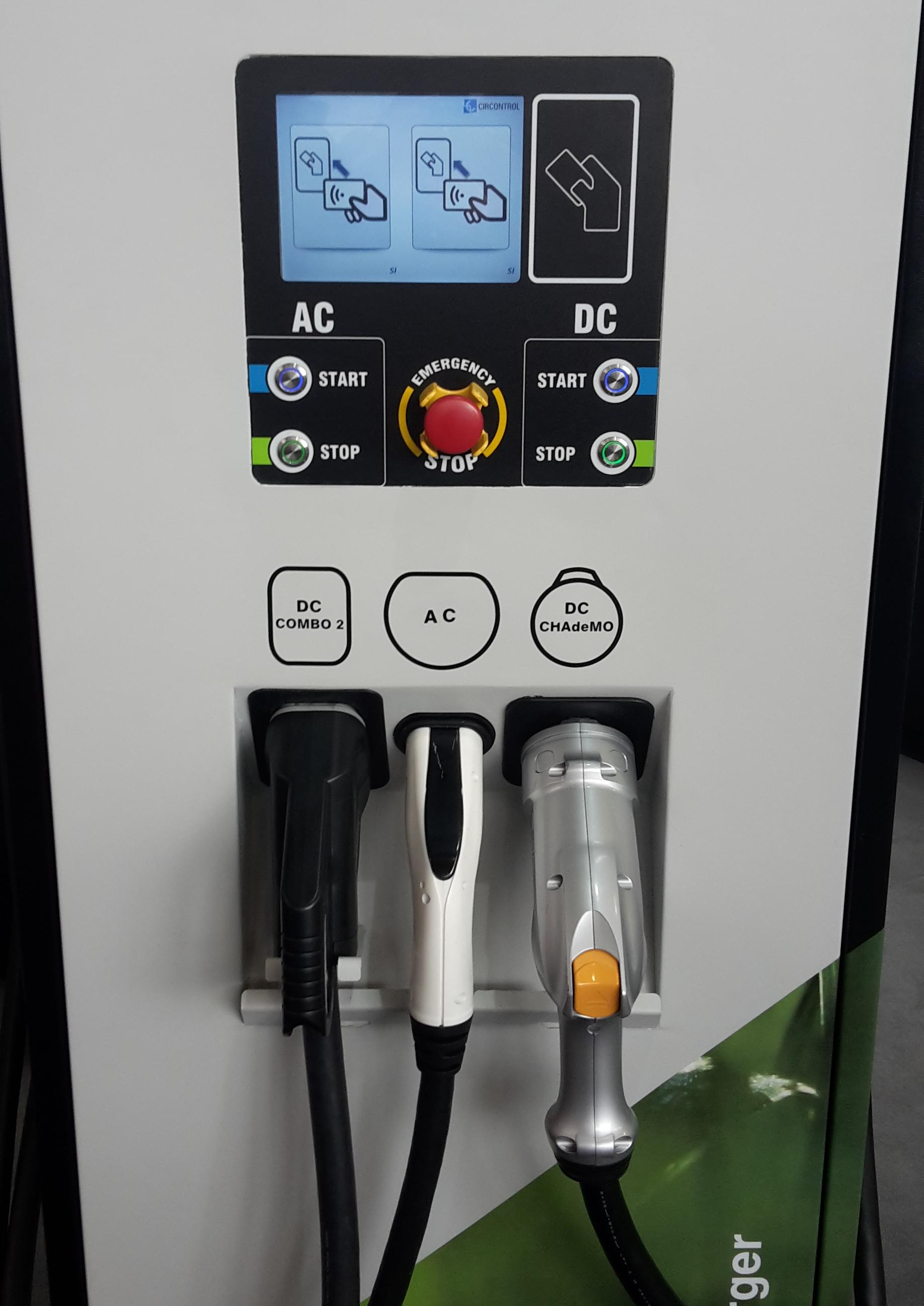
Triple-Charger-Ladesäule mit CCS-, Typ-2- und CHAdeMO-Stecker

In Deutschland gab es im Quartal 1 im Jahr 2024 etwa 6.000 Ladestandorte mit mindestens 100 kW Ladeleistung, europaweit über 20.000. Zum Vergleich: die Anzahl der Tankstellen in Deutschland liegt seit Jahren im Bereich von 14.500.
In Städten und Gemeinden findet man meist langsamere Ladestationen mit Typ-2-Anschluss (11 kW oder 22 kW Ladeleistung). Entlang der Autobahnen und vielbefahrenen Straßen gibt es Schnellladestationen. Anfänglich (ab 2013) wurden sogenannte Triple Charger (CHAdeMo, CCS, Typ 2) mit meist 50 kW Ladeleistung aufgebaut. Aktuelle Schnellladestationen in Europa verfügen nur noch über den CCS-Anschluss und bieten Ladeleistungen bis zu 350 kW.
In Deutschland gibt es 67.288 Normalladepunkte und 13.253 Schnellladepunkte, die bei der Bundesnetzagentur als „öffentlich zugänglich“ angemeldet sind (Stand Januar 2023). Hinzu kommen die Supercharger des Unternehmens Tesla, Inc., die anfänglich nur für eigene Autos zur Verfügung standen und seit November 2021 Stück für Stück für Fremdmarken geöffnet werden. Private Ladepunkte in Garagen und auf Grundstücken sind in diesen Zahlen nicht enthalten. Das Netz von öffentlichen Ladestationen wird derzeit stark ausgebaut (Stand 2023).
Viele Arbeitgeber, Restaurants, Parkhausbetreiber, Einkaufszentren, Einzelhändler usw. bieten Lademöglichkeiten an, die entweder kostenloses Laden ermöglichen oder ein standardisiertes Bezahlverfahren nutzen.
Verschiedene Websites wie z. B. GoingElectric oder LEMnet oder Chargemap bieten bei der Ladepunktsuche und Routenplanung Hilfestellung. Auch in den Navigationssystemen vieler Elektroautos sind die Ladestationen verzeichnet.

### Wechselakkusysteme

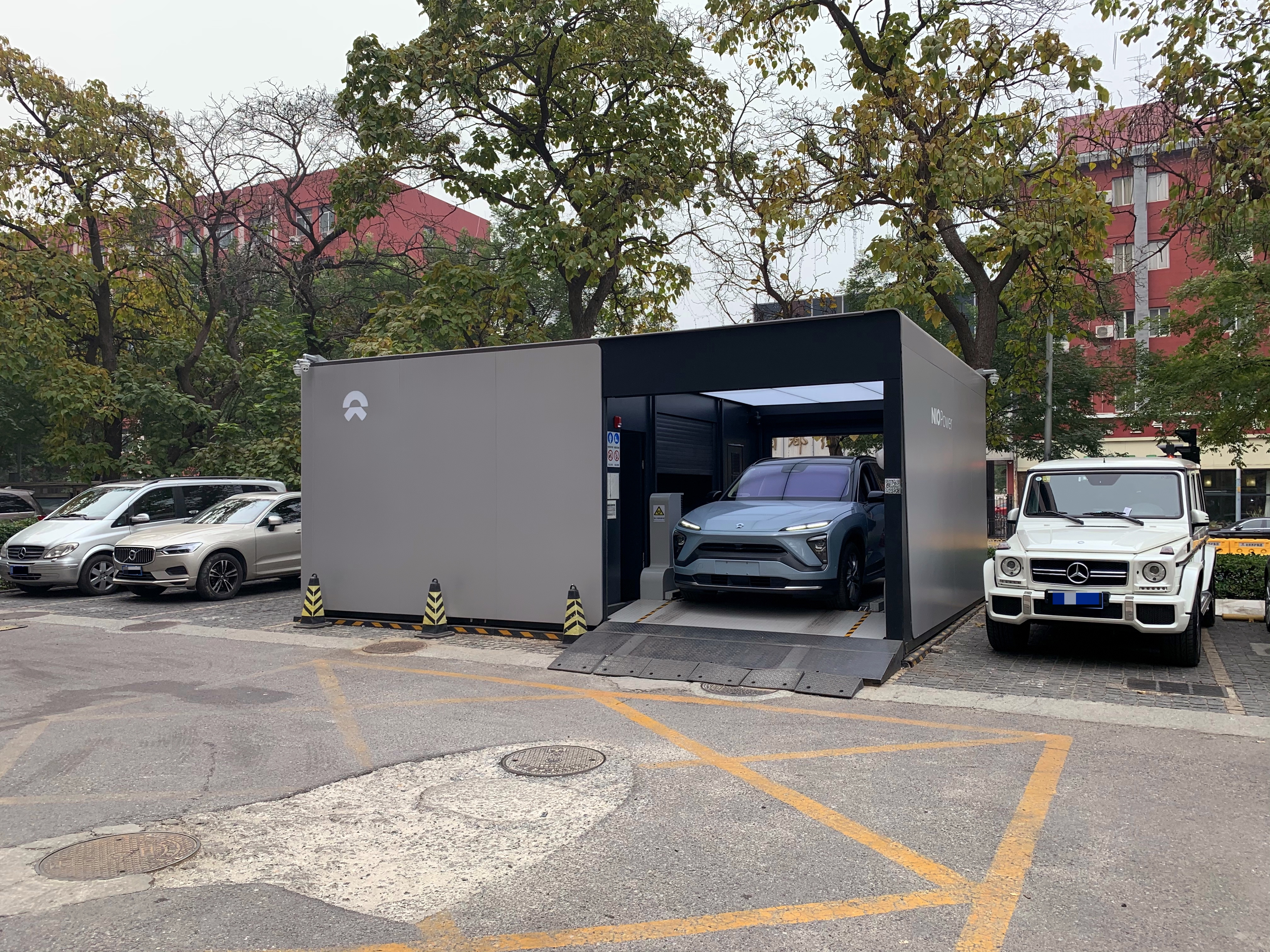
Batteriewechselstation von Nio in China

Als mögliche Lösung für die langen Ladezeiten werden von wenigen Unternehmen Wechselakkusysteme propagiert. Dabei wird die entladene Antriebsbatterie eines Fahrzeuges an festen Stationen innerhalb weniger Minuten automatisiert gegen einen aufgeladenen Akku getauscht. Dieses Verfahren setzt standardisierte Bauformen, Anschlüsse und eine entsprechend genormte Aufnahme an den Fahrzeugen voraus. Außerdem gehören die Akkus nicht dem Fahrzeugbesitzer, sondern werden gemietet.
Das US-amerikanische Unternehmen Better Place versuchte ab 2007 ein Netz von Batteriewechselstationen aufbauen, ging aber 2013 insolvent.
Der chinesische Elektroautohersteller Nio begann 2018, ein Netz von Batteriewechselstationen in China aufzubauen. Das Netz umfasste im Dezember 2022 1.294 Stationen. In Europa bestanden im Dezember 2022 zehn solcher Stationen: je drei in Norwegen und den Niederlanden und je zwei in Schweden und Deutschland.

### Induktives Laden und Oberleitungen

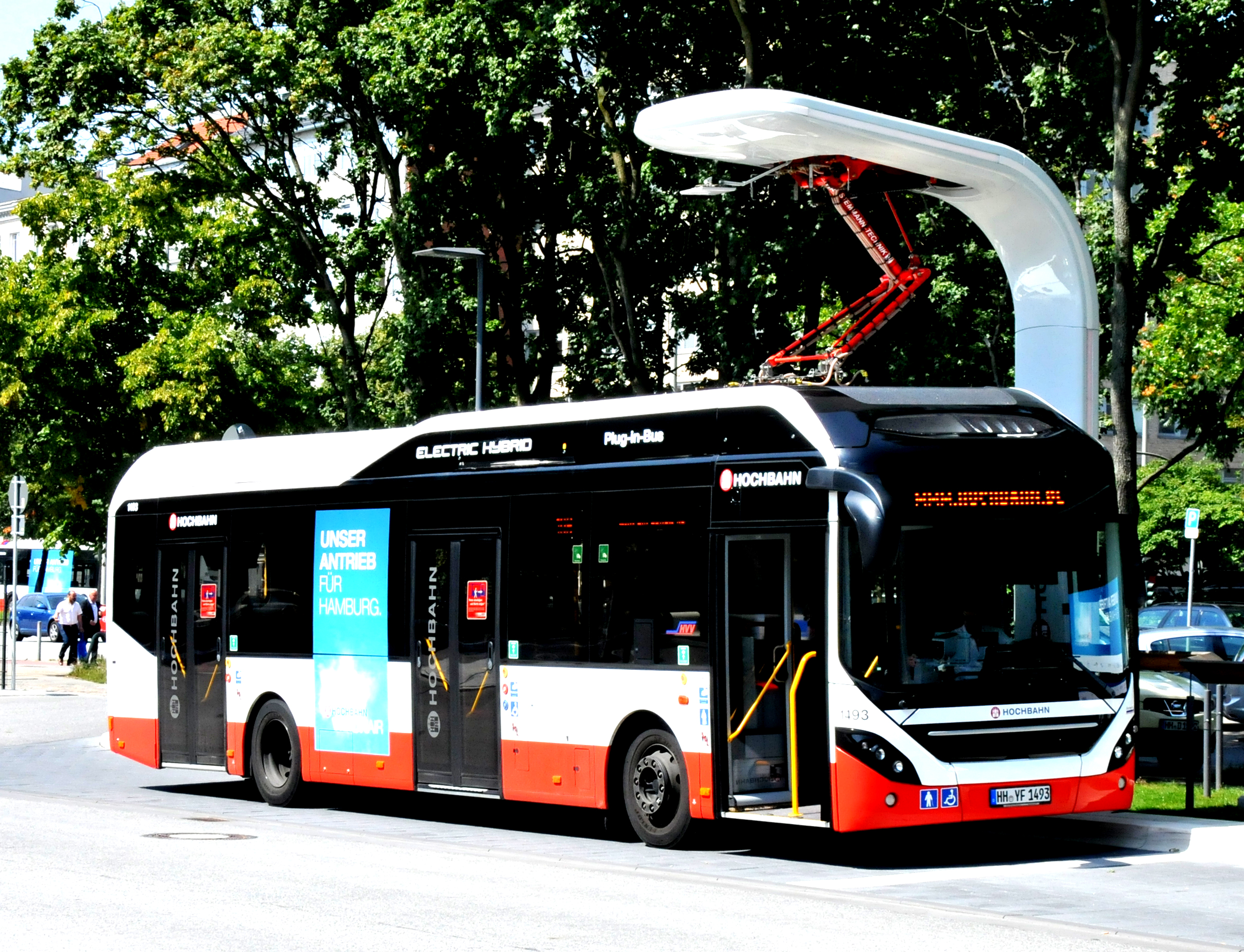
Busladestation in Hamburg

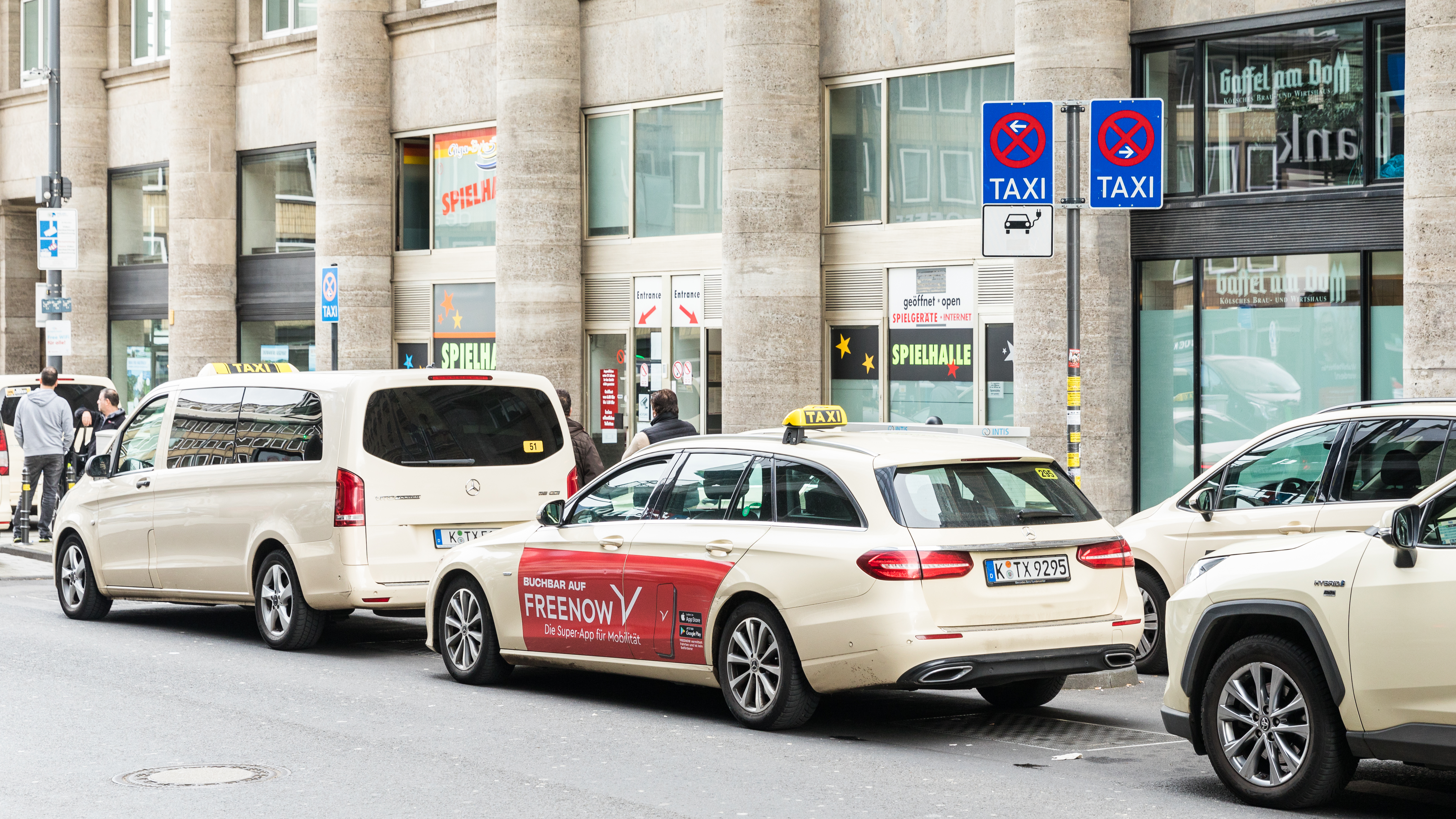
Induktive Ladestation für E-Taxen in Köln

Ein berührungsloses (ohne offene Kontakte), jedoch kabelgebundenes induktives Ladesteckersystem war bereits in den 1990er Jahren beim General Motors EV1 realisiert worden.
Eine Vision ist, das Ladesystem für Elektroautos in die Fahrbahn einzubauen. Während der Fahrt oder beim Parken kann dann mittels Induktion Energie berührungslos übertragen werden. Diese Systeme werden bisher nur im geschlossenen industriellen Bereich und bei Buslinien realisiert. Das induktive Aufladen an Haltestellen wird beispielsweise seit 2002 in Genua und Turin praktiziert und seit März 2014 bei Braunschweiger Verkehrsbetrieben an einer Batteriebuslinie mit Fahrzeugen von Solaris in der Praxis erprobt. Die Stadt Köln fördert seit April 2021 die Anschaffung von 4 Elektrotaxis und unterstützt dazu das TALAKO-Konzept der Uni Duisburg.
Die Technologie bietet Vorteile wie den Schutz gegen Vandalismus und Witterungseinflüsse durch die Abwesenheit externer Ladeinfrastruktur. Jedoch sind mit dem induktiven Laden auch Herausforderungen verbunden, darunter Energieverluste zwischen 10 % und 20 %, die durch den Abstand zwischen den Spulen und deren Qualität beeinflusst werden. Eine weitere Herausforderung stellt die Rückeinspeisung von Energie ins Stromnetz dar, die bei induktiven Systemen komplexer und mit höheren Kosten verbunden ist als bei kabelgebundenen Ladesystemen.
Bei Versuchen mit Kondensatorspeichern in Shanghai wurden kurze Oberleitungsstücke an den Haltestellen installiert, die vom Bus mit ausfahrbaren Bügeln erreicht werden. Ein ganz ähnliches Prinzip gab es in den 1950ern bereits mit den Gyrobussen, jedoch wurde dort die Energie in Schwungrädern gespeichert. Gerade beim ÖPNV mit festen Haltestellen bietet dieses Verfahren der kurzen Zwischenladungen gut planbar die Möglichkeit, die notwendige Akkukapazität und damit die Fahrzeugkosten deutlich zu verringern, ohne die Autonomie der Fahrzeuge zu stark zu beschränken.
In neuerer Zeit gibt es Vorschläge, Oberleitungssysteme (wie bei den aus dem städtischen Personennahverkehr bekannten Oberleitungsbussen) z. B. für Lastkraftwagen auf den Lastspuren auf Autobahnen einzusetzen.

## Umweltbilanz
Die Umweltbilanz von Elektroautos ist die systematische Bewertung der Umweltauswirkungen von Elektroautos. Wichtige Faktoren sind u. a. der Ausstoß von klimawirksamen Treibhausgasen z. B. in Form der CO2-Bilanz, aber auch die Feinstaub-, Stickoxid- und Lärmbelastung. Dabei unterscheidet man zwischen der direkten Belastung bei der Fahrzeugnutzung und der indirekten Belastung bei der Herstellung des Fahrzeuges sowie der Bereitstellung der Ressourcen beim Verbrauch über den gesamten Lebenszyklus (wie z. B. dem Strom). Neben den absoluten Zahlen spielt vor allem der relative Vergleich zu Fahrzeugen mit Verbrennungsmotor eine wichtige Rolle. Daten hierzu können z. B. über umfassende Lebenszyklusanalysen gewonnen werden, die von der Produktion des Fahrzeuges über den Betrieb bis zum Recycling die Umweltauswirkungen systematisch erfassen.
Während Elektroautos verglichen mit gleichwertigen Verbrennerfahrzeugen häufig etwas schwerer sind und bei der Herstellung mehr Ressourcen, insbesondere auch Metalle der Seltenen Erden und kritische Rohstoffe benötigen, sind sie im Betrieb deutlich energieeffizienter und schneiden somit in der Klimabilanz besser ab. Unter anderem hält der Weltklimarat IPCC fest, dass Fahrzeuge mit elektrischem Antrieb, die mit Strom aus emissionsarmen Quellen angetrieben werden, über ihren gesamten Lebenszyklus das größte Klimaschutzpotential aller landgebundenen Transporttechnologien besitzen.

## Wirtschaftlichkeit
Die Wirtschaftlichkeit von E-Autos im Vergleich zu Verbrennerfahrzeugen hängt von einer Vielzahl von Faktoren ab, die bei einem individuellen Vergleich zu berücksichtigen sind. Hinzu kommt die Unsicherheit bezüglich der zukünftigen Entwicklung von kostenbestimmenden Faktoren wie Energiekosten, Lebensdauer, Wertverlust oder Reparaturkosten.
Allgemeine Aussagen, dass die eine oder andere Antriebsform günstiger sei als die andere, sind nicht möglich (siehe jedoch Tendenzen im Abschnitt Gesamtkostenvergleiche). Dieser Abschnitt beschreibt einige wichtige Einflussfaktoren.

### Anschaffungskosten

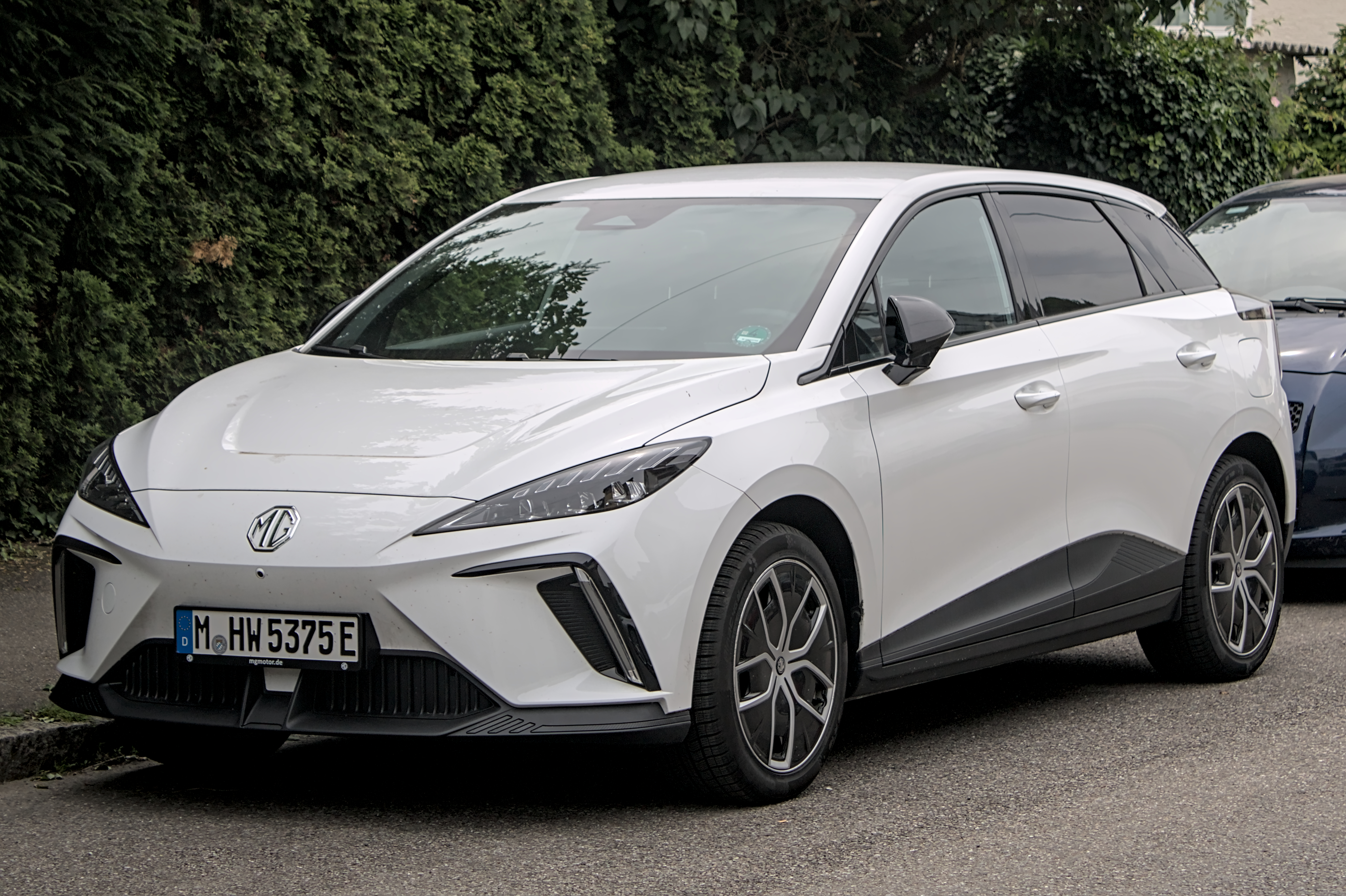
MG 4 EV. Preis unter 20.000 Euro in Deutschland

Erwartet wird, dass im Laufe der technologischen Entwicklung und des Markthochlaufs aufgrund von Skaleneffekten durch höhere Stückzahlen und geringere Investitionen in Forschung und neue Fertigungsanlagen die Herstellungskosten von Elektroautos langfristig geringer sind als bei Verbrennerfahrzeugen.
In vielen Ländern erfolgt eine Subventionierung der Anschaffungskosten (siehe Förderprogramme von Elektroautos nach Ländern).
In einer Studie hatte Bloomberg New Energy im Juli 2024 veröffentlicht, dass die Preise für Lithium-Eisenphosphat-Akkumulatoren in China innerhalb der letzten 12 Monate um 51 Prozent auf 53 USD pro kWh gefallen waren. Ein Jahr davor lag der Preis noch bei 95 USD pro kWh. Dadurch seien nun 2/3 der Elektroautos in China, dem weltweit größten Automarkt, günstiger als vergleichbare Autos mit Verbrennungsmotor. Es würde noch etwas dauern, bis diese Preise außerhalb von China angekommen seien.
Der VW ID.3 ist im Leasing in Deutschland günstiger als der vergleichbare VW Golf (Stand Februar 2025). Der Preis für den VW ID.3 fängt in Deutschland bei unter 30.000 Euro an.
Der MG 4 aus der Kompaktklasse beginnt in Deutschland bei einem Preis von unter 20.000 Euro (Stand Februar 2025). Der MG 4 wird in Deutschland viel verkauft und in China produziert. Das Elektroauto Škoda Elroq ist in Deutschland kostengünstiger als der vergleichbare Verbrenner Škoda Karoq (Stand Februar 2025). Der BYD Dolphin Mini bzw. Seagull wird in China ab 69.800 Yuan (etwa 9100 Euro) angeboten. Der BYD Seagull war in China das meistverkaufte Automodell im Jahr 2024.
Der Wuling Hongguang Mini EV wird in China ab einem Preis von 3700 Euro angeboten. Das Elektroauto wird in China sehr häufig verkauft.

### Fahrzeug-Lebensdauer
Befürchtungen, eine schnell nachlassende Akkukapazität würde die Lebensdauer von E-Autos stark vermindern, haben sich in der Praxis bislang nicht bestätigt. Insbesondere bei größeren Akkus und mit modernem Thermomanagement ist zu erwarten, dass diese eine höhere Laufleistung erzielen können als ein typisches Verbrennerfahrzeug (siehe auch Abschnitt Batterie-Lebensdauer).
Nach eine Studie aus Großbritannien werden Elektroautos im Durchschnitt 18,4 Jahre alt. Im Vergleich werden Diesel-Fahrzeuge 16,8 Jahre alt und Benziner 18,7 Jahre alt. Elektroautos schaffen durchschnittlich 200.000 Kilometer, Diesel-Autos 257.000 Kilometer, Benziner 187.000 Kilometer. Für die Studie wurden 300 Millionen Berichte von Fahrzeugtests namens MOTs ausgewertet. In den MOT-Berichten wurden das Alter, der Zustand und die gefahrenen Kilometer der Fahrzeuge erfasst, die zwischen 2005 und 2022 in Großbritannien auf den Straßen fuhren. Dabei verbessern sich nach der Studie die Elektroautos sehr schnell.

### Energieverbrauch
Elektrofahrzeuge weisen durch den um mehr als Faktor drei energieeffizienteren Antriebsstrang einen deutlich niedrigeren Energieverbrauch auf als Fahrzeuge mit Verbrennungsmotor. Um 100 km zu fahren, mussten bei einem im Januar 2020 veröffentlichten ADAC-Test für die getesteten PKWs zwischen 14,7 kWh und 27,6 kWh Strom genutzt werden.
Ergebnisse von Verbrauchsmessungen an Elektrofahrzeugen berücksichtigen manchmal nur den Verbrauch während der Fahrt, nicht aber die Verluste, die beim Laden der Antriebsakkumulatoren entstehen und zwischen 10 und 25 % betragen. Der EPA-Zyklus (USA) berücksichtigt auch den Ladeverlust.
Eine Reduktion der Fahrgeschwindigkeit kann den Energieverbrauch deutlich senken. Die Deutsche Umwelthilfe hat 2023 anhand von sieben Modellen nachgewiesen, dass Elektroautos bei Tempo 50 im Schnitt 16,5 Prozent mehr Energie verbrauchen als bei Tempo 30.

### Energiekosten
Die Energiekosten eines Elektroautos im Vergleich zum Verbrennerfahrzeug hängen wesentlich von der Preisentwicklung bei Strom und Kraftstoff ab. Beim Elektroauto kommt hinzu, dass der Strompreis erheblich von den Bezugsmöglichkeiten bestimmt wird: Während an Schnellladesäulen in Deutschland nach den Preiserhöhungen einiger Betreiber 2020 meist zwischen 42 und 79 Cent je kWh gezahlt werden müssen, sind mit Hilfe einer eigenen Photovoltaikanlage Stromerzeugungspreise von wenigen Cent pro kWh möglich. Auch durch die Nutzung dynamischer Stromtarife können die Kosten deutlich gesenkt werden. An Ladestationen einiger Handelsketten oder Stadtwerke kann Strom für Elektroautos mit Stand Juni 2021 kostenlos geladen werden. Ebenso erlauben manche Arbeitgeber das kostenlose Aufladen am Unternehmensstandort.
Aufgrund dieser Preisunterschiede hängen die Energiekosten eines Elektroautos sehr stark von den individuellen Umständen ab und können sowohl deutlich niedriger als auch (beim ausschließlichen Laden an Schnellladesäulen) leicht höher sein als bei einem Verbrennerfahrzeug. Eine Untersuchung von Leaseplan ermittelte 2021 unter Zugrundelegung des Haushaltsstrompreises in Deutschland für Elektroautos durchschnittliche Stromkosten in Höhe von 78 % der Kraftstoffkosten eines Verbrenners, für Österreich 62 %, für die Schweiz 56 %.
Konventionelle Kraftstoffe werden neben den marktbedingten Preisschwankungen durch die CO2-Steuer bis 2025 mit zusätzlich ca. 16 Cent je Liter belegt. Ab 2027 ist aufgrund der dann am freien Markt gehandelten CO2-Zertifikate und des stetig sinkenden Zertifikatsvolumens mit weiter steigenden Preisen zu rechnen.
Laut einer Studie von Verivox waren die Antriebskosten von Elektroautos beim Aufladen an der heimischen Ladebox im Jahr 2024 im Vergleich zu Benzinern um 47 Prozent und im Vergleich zu Dieselautos um 38 Prozent günstiger.
Nach einer Studie der Firma Neon des Berliner Professors Lion Hirth vom Februar 2025 können an der heimischen Wallbox durch Nutzung dynamischer Stromtarife bis zu 33 Prozent im Vergleich zum herkömmlichen Strompreis gespart werden. Dabei sind insbesondere am Mittag und in der Nacht die Stromtarife deutlich reduziert. Durch Nutzung dynamischer Netzentgelte kann der Strompreis insgesamt sogar um bis zu 68 Prozent reduziert werden. Voraussetzung ist jedoch die Nutzung eines Smart Meters, um den Stromverbrauch in Echtzeit messen zu können. Beim bidirektionalen Laden kann Strom von der Autobatterie zurück in den Haushalt bzw. das Stromnetz gespeist werden. Damit kann man sogar Geld verdienen, d. h. am Ende eine negative Stromrechnung realisieren.

### Reparatur- und Wartungskosten
Die Kosten von Wartung und verschleißbedingten Reparaturen sind bei Elektroautos in der Regel geringer als bei Autos mit Verbrennungsmotor.
Bei Elektroautos entfallen folgende Teile und Betriebsstoffe eines Fahrzeugs mit Verbrennungsmotor, und damit auch die zugehörigen Wartungs- und Reparaturkosten:
- Auspuffanlage samt Fahrzeugkatalysator
- Steuerkette oder Zahnriemen
- Lichtmaschine und Keilriemen samt Spannrolle
- Kupplung
- Zündkerzenwechsel und -wartung bei Fahrzeugen mit Ottomotor
- Fahrzeugkatalysator und Motorregelung (Abgasuntersuchung)
- Kraftstofffilter und Ölfilter, sowie diesbezügliche Pumpen
- Luftfilter
- Motoröl
- AdBlue bei Dieselfahrzeugen

Die folgenden Komponenten sind bei einem Elektroauto einfacher aufgebaut oder weniger beansprucht und sind daher seltener von Defekten betroffen:
- Der Viertaktmotor einschließlich seiner Peripherie enthält zahlreiche bewegliche oder thermisch hoch beanspruchte Teile und unterliegt daher hohem Verschleiß, während Elektromotoren typischerweise länger halten als das Fahrzeug und dabei nicht oder kaum gewartet werden müssen.
- Das Getriebe muss bei einem Verbrennerfahrzeug immer als Schaltgetriebe (Handschalt- oder Automatikgetriebe) ausgeführt werden und ist daher deutlich komplexer und anfälliger als die in Elektroautos üblichen Festgetriebe.
- Die Bremsen werden deutlich weniger beansprucht, da die Mehrheit der Verzögerungsvorgänge über die Rekuperation ausgeführt wird. Entsprechend müssen Bremsklötze und Bremsscheiben/-trommeln seltener gewechselt werden.

Hingegen können die Reifen von Elektroautos wegen des aus dem Stand zur Verfügung stehenden hohen Drehmoments und des hohen Fahrzeuggewichts bei entsprechender Fahrweise stärker beansprucht werden und müssen dann häufiger gewechselt werden.
Die US-amerikanische Verbraucherorganisation Consumer Reports hat in einer Analyse tatsächlicher Wartungs- und Reparaturausgaben von Autobesitzern festgestellt, dass diese bei Elektroautos nur etwa halb so hoch ausfallen, und rechnet damit, dass ein Elektroauto im Lauf seines Lebens etwa 4600 US$ weniger Wartungs- und Reparaturkosten verursacht. Vermutet wird, dass die Einsparungen aufgrund des technischen Fortschritts bei Elektroautos in Zukunft noch höher ausfallen werden.
Eine Auswertung von Vollkasko-Schadenfällen der Jahre 2018 bis 2020 des Zentrums für Technik der Allianz-Versicherung ermittelte für Elektroautos jedoch je Schadenfall ca. 10 % höhere Reparaturkosten und sogar 30 % nach Kollisionsschäden. Die Autoren sehen die Ursache bei den Herstellern und ihren Reparaturvorschriften: Mercedes schreibe beispielsweise nach jeder Airbag-Auslösung den Austausch der Fahrzeugbatterie vor. Durch Schutzummantelungen der Hochvoltkabel könnten die Hersteller die Reparaturkosten bei Marderbissen um 97 % senken.

### Versicherungskosten
Die Prämien für die Haftpflichtversicherung und Kaskoversicherung eines Elektroautos sind in Deutschland tendenziell etwas günstiger als bei Autos mit Verbrennungsmotor. Analysen der Vollkaskoprämien durch die Vergleichsportale Verivox und Check24 kamen 2020 und 2021 zu dem Ergebnis, dass die meisten Elektroautos günstiger zu versichern sind als ein vergleichbares Verbrennerfahrzeug.
Zu beachten ist, dass die Versicherung meist an der Dauerleistung bemessen wird, die bei Elektroautos in der Regel deutlich geringer ist als die Spitzenleistung.
In einigen Ländern entfallen bestimmte Steueranteile bei der Versicherung, beispielsweise in Österreich die motorbezogene Versicherungssteuer bis 1. April 2025 sowie die Normverbrauchsabgabe (NoVA).

### Gesamtkostenvergleiche
Laut Berechnungen des ADAC von 2023 sind Elektroautos häufig, aber nicht immer, in der Gesamtkostenbetrachtung günstiger als vergleichbare Autos mit Benzin- oder Dieselmotor (Annahmen: Neukauf mit fünf Jahren Haltedauer und 15.000 km pro Jahr). Dies hängt jedoch immer von den individuellen Rahmenbedingungen ab, insbesondere auch vom erzielbaren Rabatt auf den Listenpreis und den Strombezugskosten.
Im Januar 2020 veröffentlichte das Fraunhofer-Institut für System- und Innovationsforschung (ISI) eine Studie, die besagt, dass zu dieser Zeit bestimmte E-Fahrzeuge unter der Gesamtkostenbetrachtung günstiger gewesen seien. In den nächsten 5 bis 10 Jahren würden E-Fahrzeuge einen größeren Kostenvorteil zu ihren konventionellen Counterparts haben. Hauptgründe dafür seien die sinkenden Kosten der Akkumulatorenherstellung, der voraussichtlich billiger werdende Strom und der Preisanstieg von Produkten aus dem knapper werdenden Erdöl.

## Energiewirtschaftliche Aspekte

### Energiebedarf und Anteil am Gesamtstromverbrauch
In Deutschland werden bis 2030 10 Millionen E-Fahrzeuge auf deutschen Straßen prognostiziert, was die Stromnachfrage um 3–4,5 % steigern würde. Im Falle von einer Million Elektroautos, was einem Anteil von etwa 2 % aller Fahrzeuge entspricht, sind rund 3 TWh an elektrischer Energie aufzubringen, was einem halben Prozent des derzeitigen deutschen Strombedarfs entspricht. Der gesamte deutschlandweite elektrobetriebene öffentliche Nah- und Fernverkehr benötigt rund 15 TWh Strom pro Jahr, entsprechend knapp 3 % des Bruttostromverbrauchs.
Das Bundesumweltministerium schätzte 2020 den zusätzlichen Strombedarf durch eine komplette Elektrifizierung der 45 Millionen Pkw in Deutschland auf 100 TWh pro Jahr, was rund einem Sechstel der zu dieser Zeit verbrauchten Strommenge in Deutschland entspricht.

### Belastung der Stromnetze

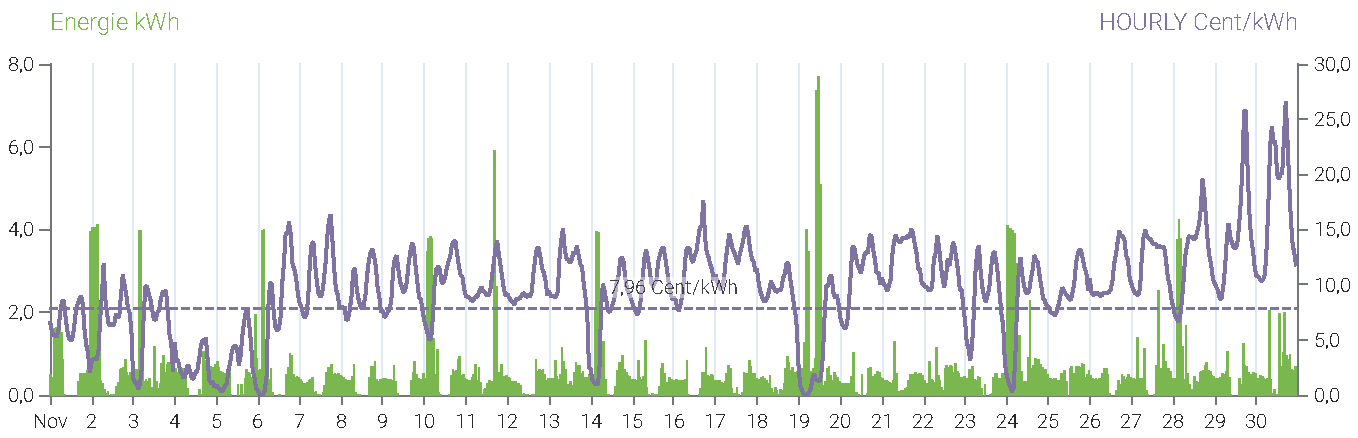
Strombezug eines Privathaushaltes mit Photovoltaik ohne Heimspeicher und Wallbox mit an Stromkosten angepassten Ladungen

Durch das gleichzeitige Aufladen von vielen Elektroautos könnte theoretisch das Stromnetz überlastet werden (siehe auch Gleichzeitigkeitsfaktor). Um dieses weitgehend ausschließen zu können, werden beispielsweise steuerbare Wallboxen eingesetzt, die die Autos nur zu bestimmten Zeiten laden (z. B. wenn der Strom günstig ist, Überkapazität). Zudem erfolgt der Ausbau der Stromnetze und der Einsatz von Engpassmanagement in den Stromnetzen, welches gezielt Lasten abschalten und mittels Redispatch Einspeiseleistungen von regelbaren Anlagen wie beispielsweise Kraft-Wärme-Kopplung anpasst. Ein anderer Weg ist, installierte Batteriespeicher zum Ausgleich von Lastspitzen zu nutzen.

#### Netzdienliches Laden
Positive Effekte im Stromnetz (Effizienz, Ökonomisch/Ökologisch) entstehen erst, wenn Elektroautos ihre Batterien in einem intelligenten Stromnetz gezielt zu Zeiten laden, an denen der Strombedarf im Netz gering ist und somit ein Zuschalten von Spitzenlastkraftwerken (zumeist Gas) nicht notwendig wird. Das Aufladen erfolgt dann zu Zeiten, in denen ein Überschuss an (regenerativ) erzeugtem Strom vorhanden ist. Dazu muss berücksichtigt werden, dass durch den bestehenden CO2-Handel die Antriebsenergie in der Stromerzeugung als neuer Player im Stromnetz auftritt – ohne dass dafür mehr Zertifikate zugeteilt werden. Mit steigender Anzahl von E-Fahrzeugen wird somit der Druck im Strommarkt zum Aufbau intelligenter Stromnetze erhöht. Jedoch ist das erst bei einem deutlich höheren Fahrzeugbestand von E-Autos überhaupt relevant, wie es das Öko-Institut in Freiburg im Auftrag des Bundesumweltministeriums in dem mehrjährig dauernden Projekt OPTUM 2011 einen Abschlussbericht mit entsprechendem Ergebnis nachgewiesen hat.
Neben der Verwendung von Heimspeichern zur Speicherung des durch eine Photovoltaikanlage generierten Stroms u. a. für das Laden von privaten Elektroautos, werden auch öffentlich zugängliche Ladestationen zunehmend mit einem eigenen Akku als Puffer ausgestattet. Dies dient vor allem zur Entlastung des bestehenden Stromnetzes. Ultra-Schnellladesäulen ermöglichen mit Pufferspeichern auch in Gebieten ohne starken Stromanschluss das Aufladen von E-Autos. So kann der interne Speicher beispw. bei Überkapazitäten im Stromnetz netzentlastend geladen werden. Diese Pufferspeicher ermöglicht auch die Nutzung von Wind- und Solarkraftanlagen in der direkten Umgebung der Ladestation. (s. a. Batterie-Speicherkraftwerk)

#### Vehicle to Grid
Das Konzept „Vehicle to Grid“ (dt.: „Fahrzeug ins Netz“) sieht vor, die Batterien von Elektro- und Plug-in-Hybriden für das öffentliche Stromnetz als Pufferspeicher nutzbar zu machen. Da auch Elektroautos mehr parken als fahren und die meiste Zeit mit einer Ladestation verbunden sein können, wäre es so möglich, die Schwankungen bei der Erzeugung von Elektrizität aus erneuerbaren Energien zu puffern oder Spitzenlasten auszugleichen. Nissan mit Leaf-to-Home in Japan und das Unternehmen e8energy mit ihrem System DIVA in Deutschland bieten bereits derartige Systeme für die Integration in einen Haus-Batteriespeicher an. Diese Betriebsweise erhöht allerdings den Akkumulatorenverschleiß, was bei einer weitergehenden externen Steuerung durch einen Energiedienstleister oder Netzbetreiber mit einem entsprechenden Abrechnungsmodell ausgeglichen werden müsste. Um damit die gesamte Pufferkapazität aller deutschen Pumpspeicherkraftwerke (etwa 37,7 GWh) zu erreichen, müssten sich etwa 3,77 Mio. Elektrofahrzeuge gleichzeitig mit je 10 kWh ihrer Batteriekapazität beteiligen. Bei oben angegebenen 15 kWh pro 100 km entspricht das ca. 65 km Reichweite. Eine Umstellung des kompletten deutschen Pkw-Bestands von ca. 42 Mio. Autos auf Elektroautos würde diese Pufferkapazität schon ergeben, wenn im Schnitt jedes Fahrzeug nur 1 kWh (entsprechend 6,5 km Reichweite) als Puffer im Netz zur Verfügung stellt.

### Energieautarkie
Fossile Energieträger und daraus erzeugte Treibstoffe zum Antrieb von Fahrzeugen müssen in vielen Ländern importiert werden. Elektrische Energie, ohne landeseigene Erzeugung in Kraftwerken, dagegen wird nur durch wenige Länder auf dieser Erde importiert. Eine autarke Energieversorgung, auch zum Betrieb einer nationalen E-Fahrzeugflotte, kann nur in den Ländern erfolgen, die eigene Vorkommen von Rohstoffen zur Energieversorgung (z. B. Erdgas, Uran) und/oder regenerative Energieträger (z. B. Sonne, Wasser) in ausreichendem Mass nutzen können. Elektrische Energie wird zumeist lokal aus einem Mix diverser Energieträger erzeugt.
Staaten wie Norwegen, die aufgrund von Erdölvorkommen und großen Wasser-/Windkraftpotentialen energieautark sind, wollen daher den im Überschuss selbst produzierten Strom eigenbedarfsorientiert auch für den öffentlichen und privaten Verkehr nutzen und subventionieren daher massiv Elektrofahrzeuge.

## Hersteller

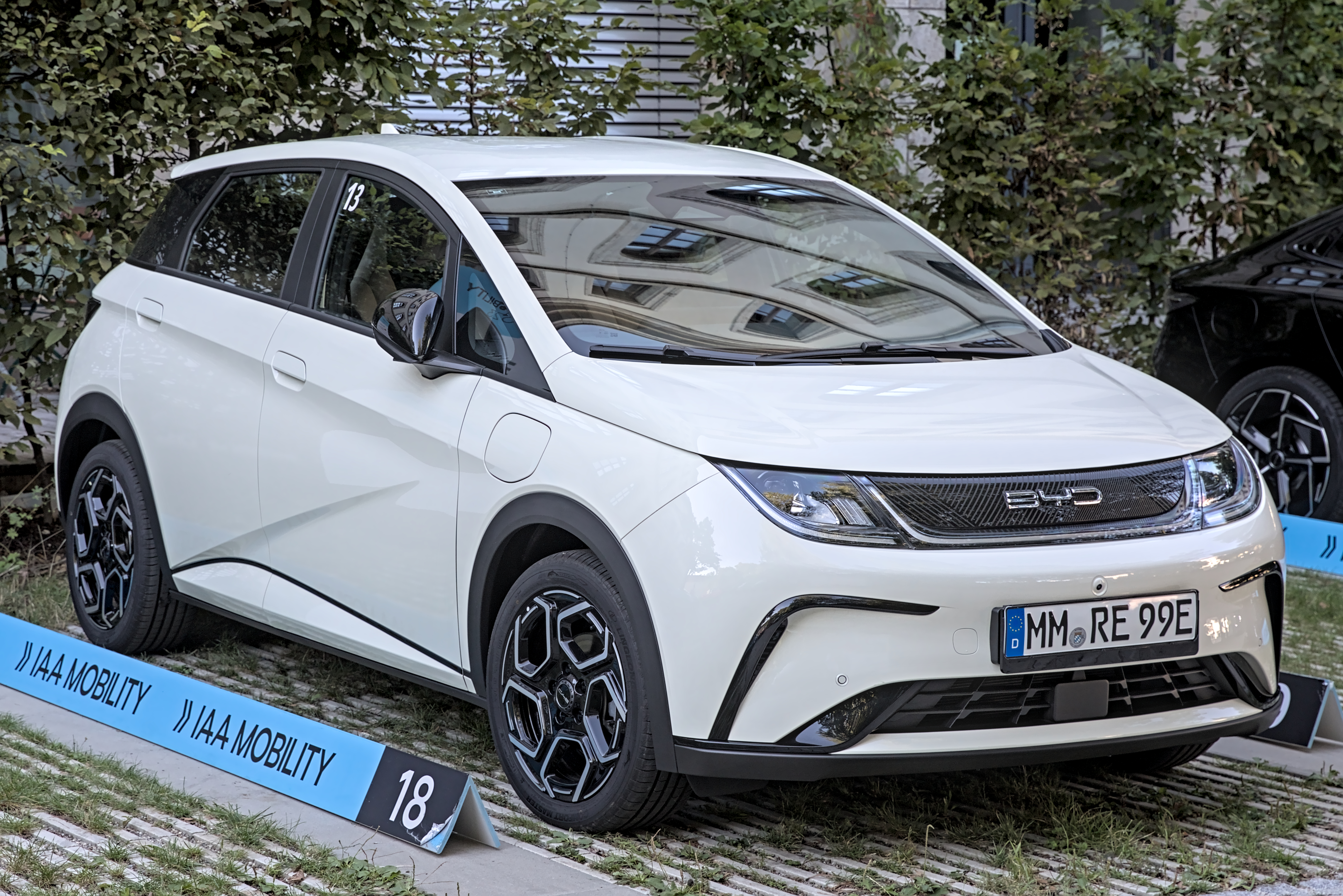
BYD Dolphin, chinesisches Elektroauto

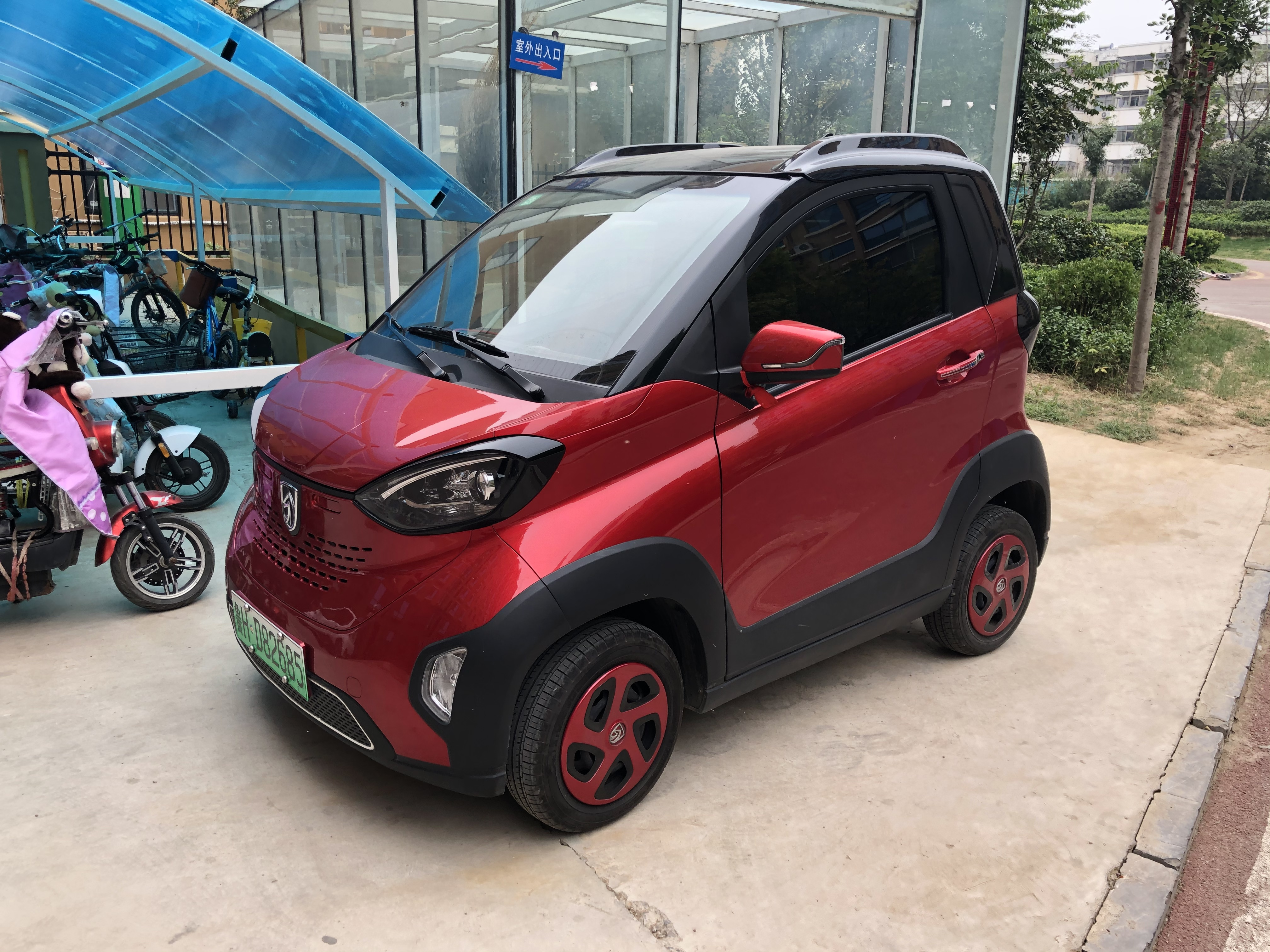
Baojun E100, chinesisches Elektroauto

### Größte Hersteller batterieelektrischer Autos
| Hersteller | 2022      | 2023      | 2024       |
| ---------- | --------- | --------- | ---------- |
| Tesla      | 1.314.000 | 1.809.000 | 1.789.226* |
| BYD        | 911.000   | 1.570.000 | 1.764.992* |
| Geely      | 381.000   | 590.000   | 832.568*   |
| SAIC       | 750.000   | 748.000   |            |
| Volkswagen | 572.000   | 743.000   | 744.800*   |

* verkaufte Fahrzeuge

### Neue Hersteller

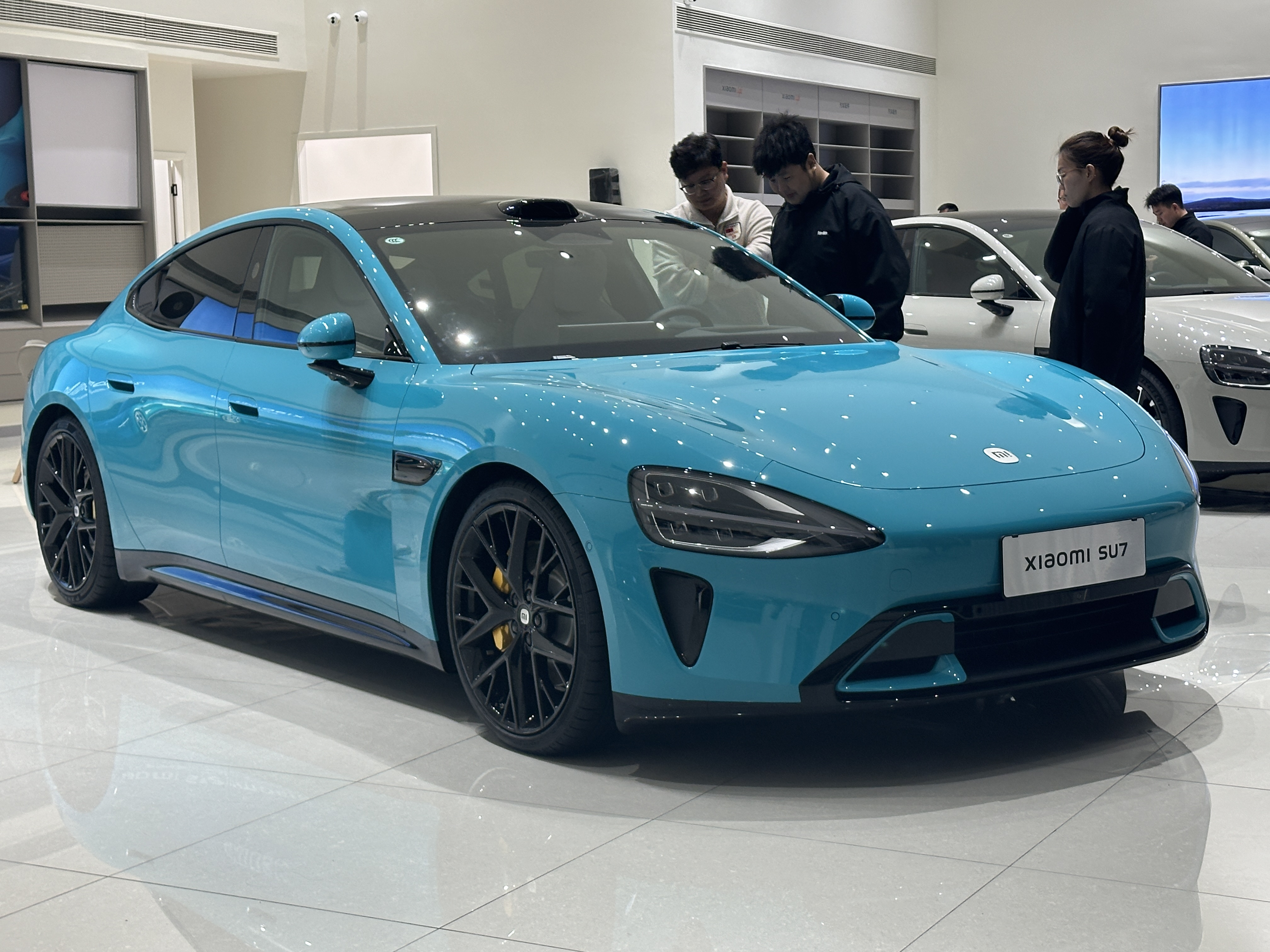
Xiaomi SU7 Elektroauto von Xiaomi

Den Wechsel vom Verbrenner zum Elektroauto nutzen manche Hersteller, um in den Automarkt einzusteigen. Elektroautos sind grundsätzlich einfacher herzustellen als Verbrenner. Zudem haben etablierte Hersteller lange gezögert, Elektroautos herzustellen. Dies hat manche Hersteller motiviert, selbst Elektroautos zu produzieren. Beispiele für neue Hersteller und neue Marken sind Tesla, Xiaomi, Togg, Nio, Xpeng, Lucid Motors, Microlino, Zeekr, Ora, Rivian oder Aiways. Einige Hersteller sind inzwischen insolvent wie beispielsweise Fisker, Sono Motors und Mia electric.

## Markt- und Bestandsentwicklung
Zur Entwicklung in einzelnen Ländern siehe Marktentwicklung von Elektroautos nach Ländern.

### Marktentwicklung
In verschiedenen Studien wird ein sogenannter Tipping-Point vorhergesagt. Das Elektroauto gilt als disruptive Technologie. In einer Studie stellte das Beratungsunternehmen McKinsey 2011 dar, welcher Fahrzeugtyp bei welchem Benzin- und Akkupreis jeweils am wirtschaftlichsten ist. Demnach wäre bei einem Kraftstoffpreis von über 1 USD pro Liter und einem Akkupreis unter 300 USD pro kWh das batterieelektrische Auto am wirtschaftlichsten. Tatsächlich lag mit Stand November 2013 der Kraftstoffpreis in vielen Ländern über 1 USD pro Liter und der Akkupreis unterhalb von 200 USD pro kWh.
Laut einer Vorhersage des deutschen Physikers Richard Randoll von 2017 wird sich die Zahl der weltweit verkauften reinen Elektroautos alle 15 Monate verdoppeln. Dieses exponentielle Wachstum werde bereits 2026 zum „endgültige(n) Aus für den Verbrennungsmotor“ führen.
Eine Hauptrolle bei der Verbreitung von Elektroautos spielt auch der Autohandel. Laut der New York Times raten Autohändler oft von der Anschaffung eines Elektroautos ab, da der Handel mehr am Service der Autos mit Verbrennungsmotoren verdiene. Laut der „National Automobile Dealers Association“ verdienen Autohändler etwa dreimal so viel mit dem Service wie mit dem Auto-Verkauf. Elektroautos bedürfen weniger Service, da sie viel weniger und fast nur wartungsfreie Bauteile enthalten. Der Handel sei ein Flaschenhals bei der Verbreitung der Elektromobilität.
Die Europäische Union verschärfte die Gesetze für den CO2-Ausstoß von Kraftfahrzeugen mit dem Ziel von 95 g/km für 2020. Die Berechnung erfolgt anhand des Flottenverbrauchs der Automobilhersteller (siehe Flottengrenzwert). Ähnliche Effekte treten auch in der US-Klimapolitik auf, siehe Corporate Average Fuel Economy.
Im Jahr 2024 wurden weltweit ca. 10,8 Millionen batterieelektrischer Autos und 6,49 Millionen Plug-in-Hybrid-Autos verkauft.
China ist mittlerweile der absolut dominante Markt für Elektroautos. 6,7 Millionen reine Elektroautos wurden dort neu zugelassen, was etwa 2/3 der weltweiten Neuzulassungen entspricht. In China sind das 20 Prozent mehr als im Vorjahr. USA war 2024 der zweitgrößte Markt mit 1,2 Millionen Neuzulassungen, gefolgt von Großbritannien mit 382.000 Neuzulassungen bei batterieelektrischen Autos. Auf Platz vier ist Deutschland mit 381.000 Neuzulassungen.
Entwicklung der weltweiten Neuverkäufe
| Jahr            | BEVs (batterieelektrischer Autos) | BEV-Anteil | PHEVs (Plug-in-Hybrid-Autos) | PHEV-Anteil | FCEVs (Brennstoffzelleautos) |
| --------------- | --------------------------------- | ---------- | ---------------------------- | ----------- | ---------------------------- |
| 2010            | 7.000                             | < 0,1 %    | 450                          | < 0,1 %     | 29                           |
| 2011            | 40.000                            | < 0,1 %    | 9.000                        | < 0,1 %     | 38                           |
| 2012            | 59.000                            | < 0,1 %    | 61.000                       | < 0,1 %     | 30                           |
| 2013            | 110.000                           | 0,1 %      | 91.000                       | 0,1 %       | 46                           |
| 2014            | 200.000                           | 0,2 %      | 130.000                      | 0,2 %       | 94                           |
| 2015            | 330.000                           | 0,4 %      | 220.000                      | 0,3 %       | 710                          |
| 2016            | 470.000                           | 0,6 %      | 290.000                      | 0,3 %       | 2.400                        |
| 2017            | 760.000                           | 0,9 %      | 420.000                      | 0,5 %       | 3.500                        |
| 2018            | 1.400.000                         | 1,6 %      | 660.000                      | 0,8 %       | 4.500                        |
| 2019            | 1.500.000                         | 1,9 %      | 580.000                      | 0,7 %       | 7.500                        |
| 2020            | 2.000.000                         | 2,8 %      | 980.000                      | 1,4 %       | 7.400                        |
| 2021            | 4.700.000                         | 6,3 %      | 1.900.000                    | 2,6 %       | 16.000                       |
| 2022            | 7.300.000                         | 10,0 %     | 2.900.000                    | 4,0 %       | 15.000                       |
| 2023            | 9.500.000                         | 12,4 %     | 4.300.000                    | 5,6 %       | 9.000                        |
| 2024            | 10.800.000                        |            | 6.490.000                    |             | 5.300                        |
| Quellen: , 2024 |                                   |            |                              |             |                              |

### Meistverkaufte Modelle

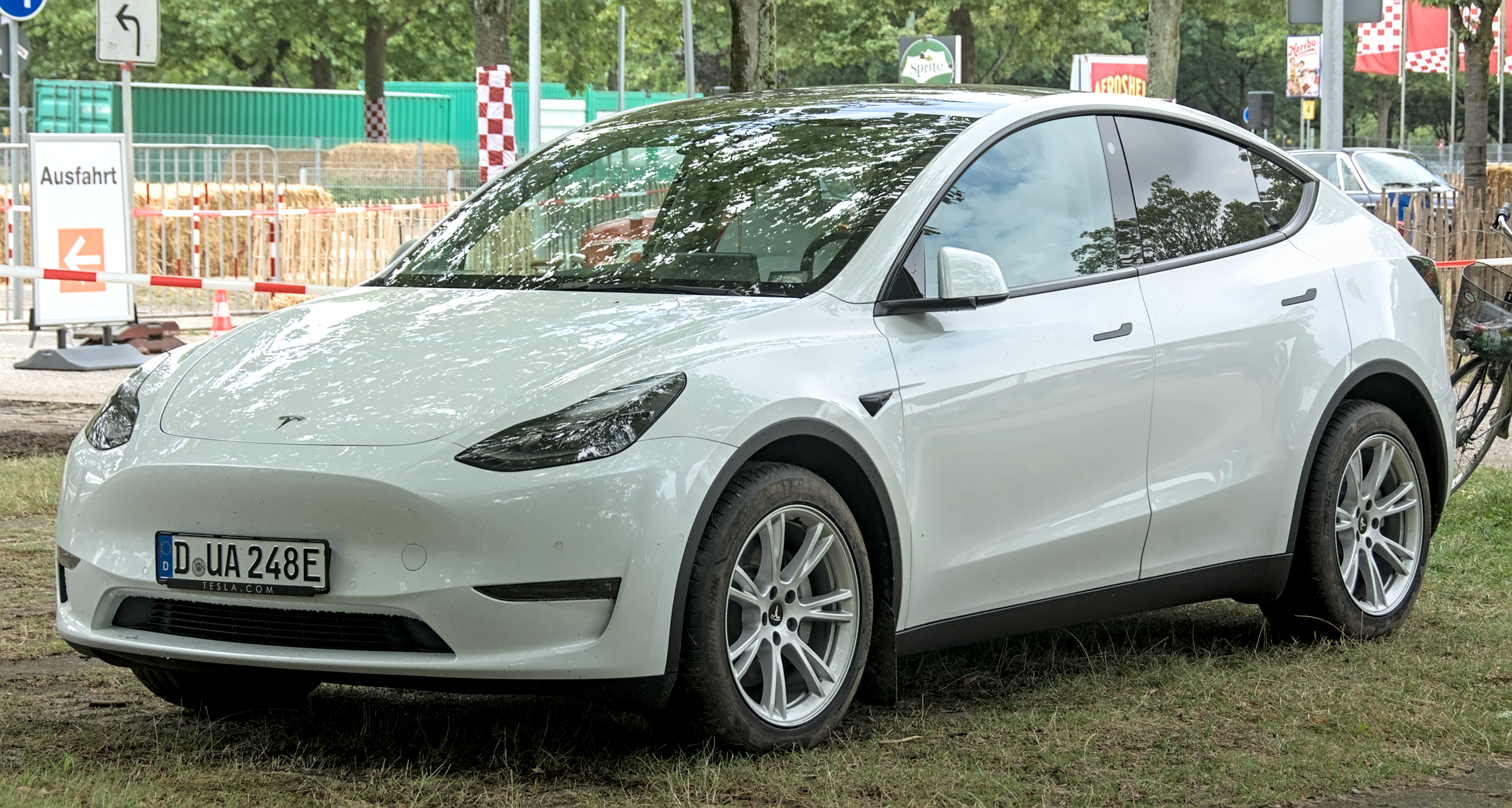
Tesla Model Y, das meistverkaufte Auto überhaupt.

In den Jahren von 2015 bis 2017 war das Tesla Model S das weltweit meistverkaufte Elektroauto. Von 2018 bis 2021 war das Tesla Model 3 an der Spitze. Seit 2022 ist das Tesla Model Y das weltweit meistverkaufte Elektroauto.
Bei den kumulierten Verkäufen führte das Tesla Model 3 mit rund 1 Million Einheiten bis Mitte 2021, bis es durch das Tesla Model Y abgelöst wurde.
Im Jahr 2023 war das Tesla Model Y über alle Antriebsarten hinweg das meistverkaufte Auto der Welt, wie auch 2024.

### Bestand
Ende 2024 waren weltweit 39 Millionen batterieelektrische Autos, 19 Millionen Plug-in-Hybrid-Autos und 70.000 Brennstoffzelleautos im Bestand.
Der geschätzte weltweite Bestand und Anteil an allen Automobilen hat sich wie folgt entwickelt:
| Jahr                                       | BEVs (batterieelektrischer Autos) | BEV-Anteil | PHEVs (Plug-in-Hybrid-Autos) | PHEV-Anteil | FCEVs (Brennstoffzelleautos) |
| ------------------------------------------ | --------------------------------- | ---------- | ---------------------------- | ----------- | ---------------------------- |
| 2010                                       | 20.000                            | < 0,1 %    | 400                          | < 0,1 %     | 45                           |
| 2011                                       | 58.000                            | < 0,1 %    | 9.500                        | < 0,1 %     | 83                           |
| 2012                                       | 120.000                           | < 0,1 %    | 70.000                       | < 0,1 %     | 110                          |
| 2013                                       | 230.000                           | < 0,1 %    | 160.000                      | < 0,1 %     | 140                          |
| 2014                                       | 410.000                           | < 0,1 %    | 300.000                      | < 0,1 %     | 210                          |
| 2015                                       | 730.000                           | < 0,1 %    | 520.000                      | < 0,1 %     | 910                          |
| 2016                                       | 1.200.000                         | 0,1 %      | 810.000                      | < 0,1 %     | 3.300                        |
| 2017                                       | 1.900.000                         | 0,2 %      | 1.200.000                    | 0,1 %       | 6.800                        |
| 2018                                       | 3.300.000                         | 0,3 %      | 1.900.000                    | 0,2 %       | 11.000                       |
| 2019                                       | 4.800.000                         | 0,4 %      | 2.400.000                    | 0,2 %       | 19.000                       |
| 2020                                       | 6.800.000                         | 0,6 %      | 3.400.000                    | 0,3 %       | 26.000                       |
| 2021                                       | 11.000.000                        | 0,9 %      | 5.300.000                    | 0,4 %       | 42.000                       |
| 2022                                       | 18.000.000                        | 1,5 %      | 8.000.000                    | 0,6 %       | 57.000                       |
| 2023                                       | 28.000.000                        | 2,2 %      | 12.000.000                   | 1,0 %       | 66.000                       |
| 2024                                       | 39.000.000                        |            | 19.000.000                   |             | 70.000                       |
| Quelle: Internationale Energieagentur 2025 |                                   |            |                              |             |                              |

## Staatliche Förderprogramme
In vielen Ländern gibt es zahlreiche Förderungen, um den Wechsel von Autos mit Verbrennungsmotor hin zu Autos mit Elektromotor zu begünstigen. Eine Art der Förderung sind Subventionen beim Neuwagenkauf. Eine weitere Art sind steuerliche Begünstigungen. Eine weitere Art ist es, Autos mit Verbrennungsmotor zu benachteiligen. So werden für diese höhere Steuern beim CO2 fällig (siehe CO2 Zertifikate in der EU, CO2-Steuer, CO2-Preis). Es gibt Tempolimits wie Tempo 100 km/h auf manchen Autobahnen in Österreich, von denen Elektroautos ausgenommen sind (siehe Umwelt-Tempolimit). Auch gibt es Fahrverbote wie ein Dieselfahrverbot in manchen Innenstädten in Deutschland. Zudem setzen einige Länder ein Datum fest, ab dem dann keine Neuwagen mit Verbrennungsmotor mehr verkauft werden dürfen (siehe Verbrennerverbot). In der EU darf der Flottenverbrauch eines Herstellers einen bestimmten CO2-Wert nicht mehr überschreiten, was die Hersteller dazu veranlasst, Elektroautos zu verkaufen (siehe Flottengrenzwert).

## Wettbewerbe und Rekorde

### Formel E

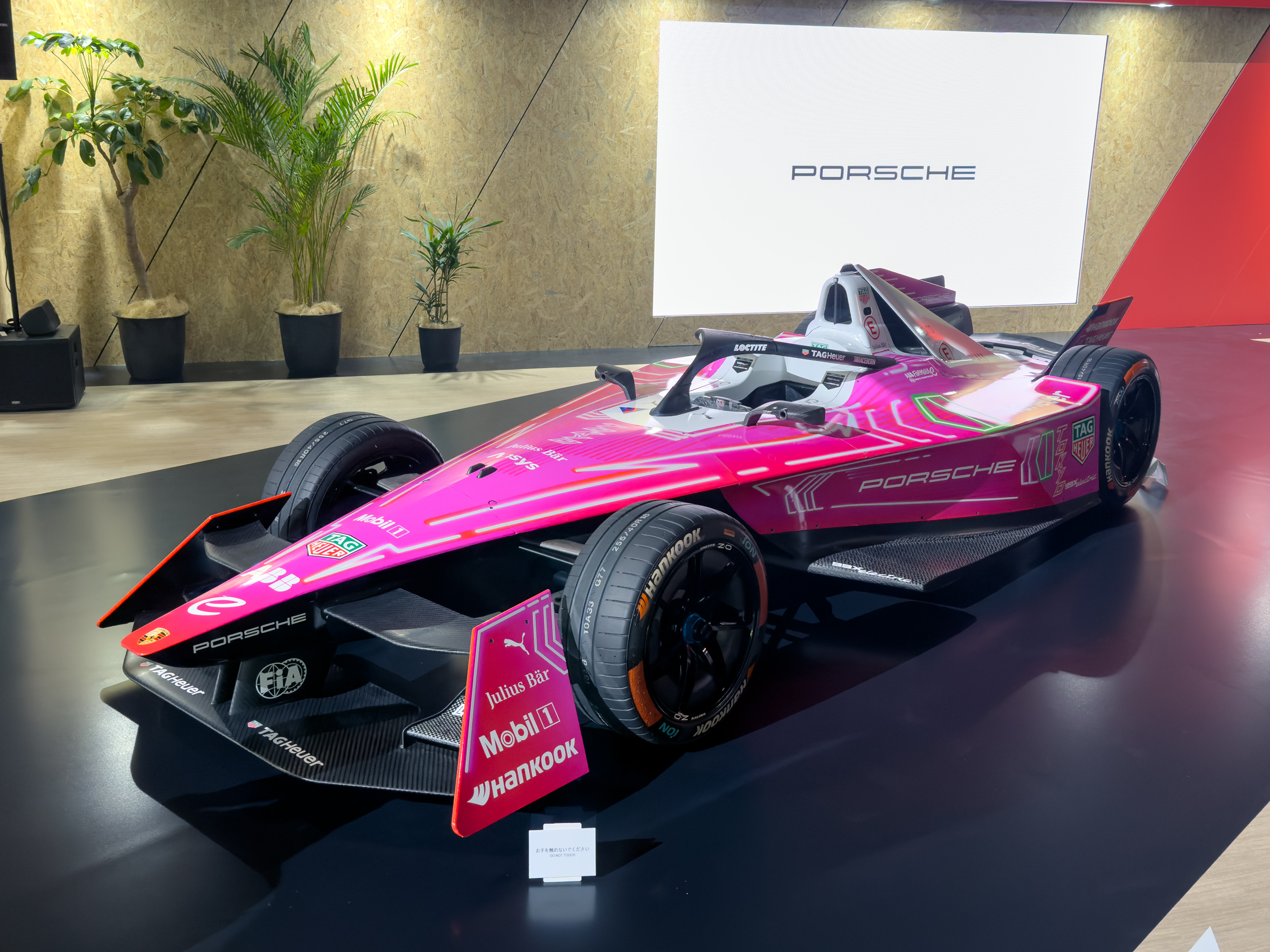
Formel-E-Rennwagen der 3. Generation

Die Formel E nahm 2014 den Rennbetrieb auf und nutzt vor allem Stadtkurse. Seit der Saison 2020/21 ist sie, neben der Formel 1, eine von zwei FIA-Monoposto-Weltmeisterschaft. Die aktuelle Fahrzeuggeneration Gen3 Evo leistet 350 kW, kann 600 kW rekuperieren bzw. laden und besitzt Allradantrieb.

### Formula Student
In der Formula SAE, auch bekannt als Formula Student, nehmen Elektrofahrzeuge bereits seit 2010 teil. Ein Elektroauto dieser Klasse hielt den Rekord für die schnellste Beschleunigung eines Autos von 0 auf 100 km/h: Das Fahrzeug Grimsel der ETH Zürich und der Hochschule Luzern benötigte dafür im Juni 2016 auf dem Schweizer Militärflugplatz Dübendorf 1,513 Sekunden. Der unterdessen gebrochene Rekord, wurde 2023 mit einem neuen Wagen und einer Zeit von 0,956 Sekunden zurückgeholt.

### Pikes Peak International Hill Climb
Beim Pikes-Peak-Bergrennen war 2013 erstmals ein Elektromotorrad (Lightning Electric Superbike) mit einer Zeit von 10:00,694 Minuten Sieger in der Gruppe aller Motorräder. Am 28. Juni 2015 konnte am Pikes Peak erstmals ein Elektroauto das Rennen über alle Klassen gewinnen. Auch der zweite Platz wurde von einem Elektroauto errungen. Bereits im Jahr 2014 hatten Elektroautos die Plätze 2 und 3 erreicht. 2018 stellte Volkswagen mit Romain Dumas einen neuen Streckenrekord unter 8 min auf, welcher bis heute gilt. 2024 gewann er erneut mit einem Elektroauto, dem Ford F-150 Lightning Supertruck, dieses Rennen.

### Nordschleife

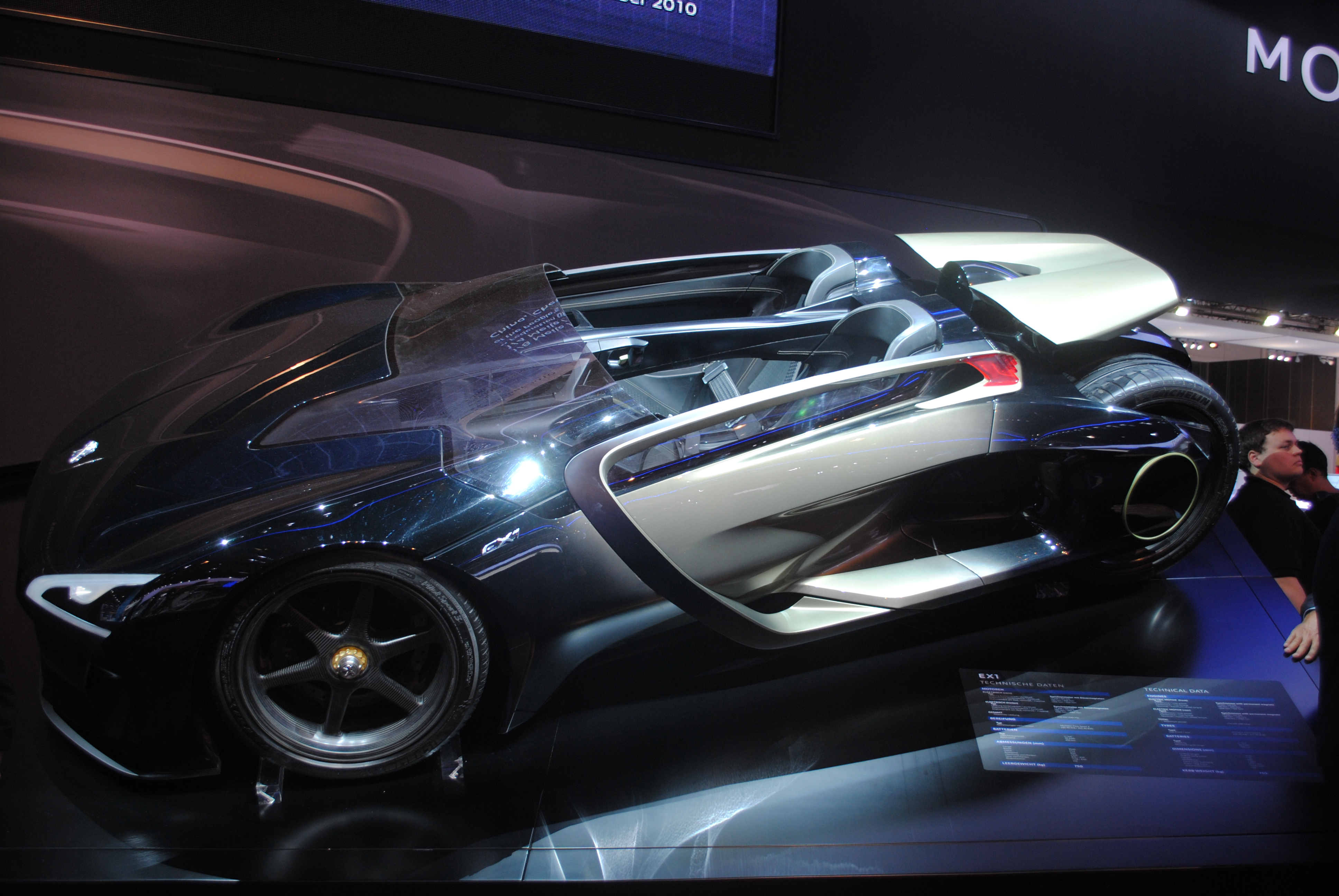
Peugeot EX1

Das schnellste Elektroauto auf der Nordschleife des Nürburgringes ist aktuell der VW ID.R mit im Jahr 2019 gefahrenen 6:05,336 Minuten.
Weitere Elektroautos mit einer Rundenzeit von unter 8 Minuten:
| Datum        | Zeit         | Auto                                 | Fahrer          | Anmerkung                   |
| ------------ | ------------ | ------------------------------------ | --------------- | --------------------------- |
| Juni 2019    | 6:05,336 min | VW ID.R                              | Romain Dumas    | Prototyp                    |
| Aril 2024    | 6:24,04 min  | Lotus Elvija X                       |                 | Prototyp auf Serienfahrwerk |
| Mai 2017     | 6:45,9 min   | Nio EP9                              | Peter Dumbreck  | [ 238 ]                     |
| Oktober 2024 | 6:46,874 min | Xiaomi SU7 Ultra                     |                 | Seriennaher Prototyp        |
| August 2023  | 7:05:298 min | Rimac Nevera                         |                 |                             |
| Januar 2024  | 7:07,55 min  | Porsche Taycan Turbo GT              |                 |                             |
| 2012         | 7:22,32 min  | Toyota TMG EV P002                   | Jochen Krumbach | Prototyp                    |
| 2023         | 7:25,2 min   | Tesla Model S Plaid Track Pack       |                 |                             |
| 2022         | 7:33,3 min   | Porsche Taycan Turbo S               |                 |                             |
| 2021         | 7:35,5 min   | Tesla Model S                        |                 |                             |
| 2019         | 7:42,3 min   | Porsche Taycan                       |                 |                             |
| 2015         | 7:44,8 min   | Electric RaceAbout                   |                 | Prototyp                    |
| Januar 2024  | 7:45,59 min  | Hyundai Ioniq 5 N                    |                 |                             |
| August 2011  | 7:47,794 min | Toyota TMG EV P001                   |                 | Prototyp                    |
| 2013         | 7:56,2 min   | Mercedes-Benz SLS AMG Electric Drive |                 |                             |

### Tour de Sol
Weiterhin gibt es Wettbewerbe für elektrische Fahrzeuge, bei denen die Alltagstauglichkeit und Reichweite im Vordergrund stehen. So fand in der Schweiz von 1985 bis 1993 jährlich die Tour de Sol als Demonstration für die Leistungsfähigkeit der Solartechnik und Elektromobilität statt. In Deutschland ist die eRUDA („elektrisch Rund um den Ammersee“) die größte Elektro-Rallye, sie fand 2013 zum ersten Mal statt. Seit 2018 findet in Deutschland alljährlich der E-Cannonball statt.

### Rally Dakar
Im Januar 2017 nahm ein Elektroauto an der Rallye Paris-Dakar teil und bewältigte die gesamte Strecke von 9000 km durch Argentinien, Paraguay und Bolivien. Das Auto war eigens für das Rennen konzipiert und gebaut worden. Es verfügte über einen 250-kW-Motor (340 PS) und einen 150-kWh-Akku. Der Akku bestand aus mehreren Modulen. Jedes Modul konnte extra per Stromkabel aufgeladen werden, um so den Ladevorgang zu beschleunigen.

### Höhenrekorde
Einen vorläufigen Höhenrekord für Elektroautos stellte am 18. Mai 2022 Rainer Zietlow mit einem VW ID.4 auf. Er fuhr in Bolivien am Vulkan Uturuncu bis auf eine Höhe von 5.816 Meter und kam damit in das Guinness-Buch der Rekorde.
Im Dezember 2023 fuhren drei Schweizer mit einem Aebi-Prototypen in Chile bis auf 6500 Meter am Vulkan Nevado Ojos del Salado.

### 24h-Reichweiten-Rekorde
Im Ausdauerbereich über 24 Stunden inklusive Nachladen erzielten zunächst Tesla-Fahrer auf Autobahnen in Deutschland Mitte/Ende der 2010er Jahre mit Serienfahrzeugen Rekorde, die in den 2020er Jahren auf Rennstrecken, insbesondere durch Prototypen, überboten wurden.
| Datum          | Auto           | Distanz  | Strecke                                                | Anmerkung      |
| -------------- | -------------- | -------- | ------------------------------------------------------ | -------------- |
| Juni 2016      | Tesla Model S  | 2.424 km | A8                                                     | Serienfahrzeug |
| November 2018  | Tesla Model 3  | 2.644 km | A8                                                     | Serienfahrzeug |
| Juli 2019      | Tesla Model 3  | 2.781 km | A20                                                    | Serienfahrzeug |
| August 2019    | Porsche Taycan | 3.425 km | Pista di Nardò                                         | Prototyp       |
| August 2019    | Tesla Model 3  | 2.785 km |                                                        | Serienfahrzeug |
| September 2019 | Tesla Model 3  | 2.842 km | A4 bei Gotha                                           | Serienfahrzeug |
| Juni 2021      | Porsche Taycan | 3.037 km | Lausitzring                                            | Serienfahrzeug |
| November 2024  | Mercedes CLA   | 3.717 km | Pista di Nardò                                         | Prototyp       |
| Juli 2025      | Xiaomi YU7     | 3.944 km | China Automotive Technology & Research Center Yancheng | Prototyp       |

Seit 2022 richtet der ADAC auf dem Hockenheimring die E-Competition aus. Dies sind jährlich zwei Ausdauerrennen über 18 bzw. 24 Stunden. Hierbei treten Serienfahrzeuge an und es wird mit einer Ladeleistung von 19 kW geladen. Entsprechend sind die hierbei erreichten Strecken deutlich geringer als die oben genannten 24-Sunden-Weltrekorde.

### Reichweiten-Rekord mit einer Batterieladung
Der Guinness World Record für die längste Strecke mit einer einzigen Batterieladung beträgt 1.205 km und wurde von einem Lucid Air Grand Touring Anfang Juli 2025 zwischen St. Moritz und München aufgestellt.

## Trivia

### Elektrische Supersportwagen

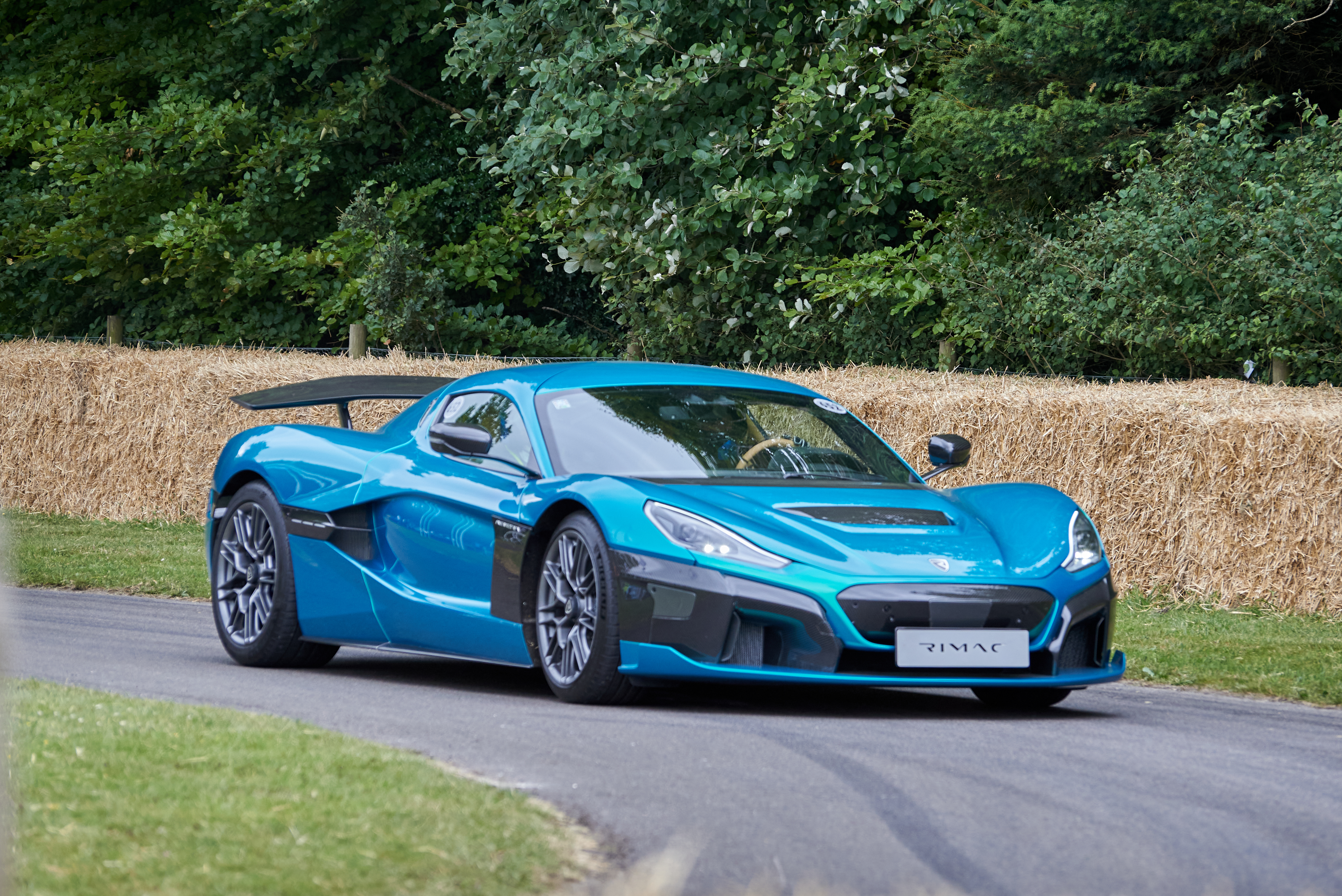
Rimac Nevera

Es gibt auch Supersportwagen, die rein elektrisch betrieben werden, wie etwa der Rimac Concept One oder der aktuelle Rimac Nevera. Der Nevera verfügt über 1408 kW (1914 PS) und hat eine Höchstgeschwindigkeit von 412 km/h. Der Akku hat eine Kapazität von 120 kWh, was nach NEFZ für eine Reichweite von 650 km ausreichen soll. Der Akku kann innerhalb von 22 Minuten von leer auf 80 Prozent aufgeladen werden.
Weitere elektrische Supersportwagen sind beispielsweise Aion Hyper SSR, Aspark Owl, Nio EP9 und Pininfarina Battista.

### Retrodesign

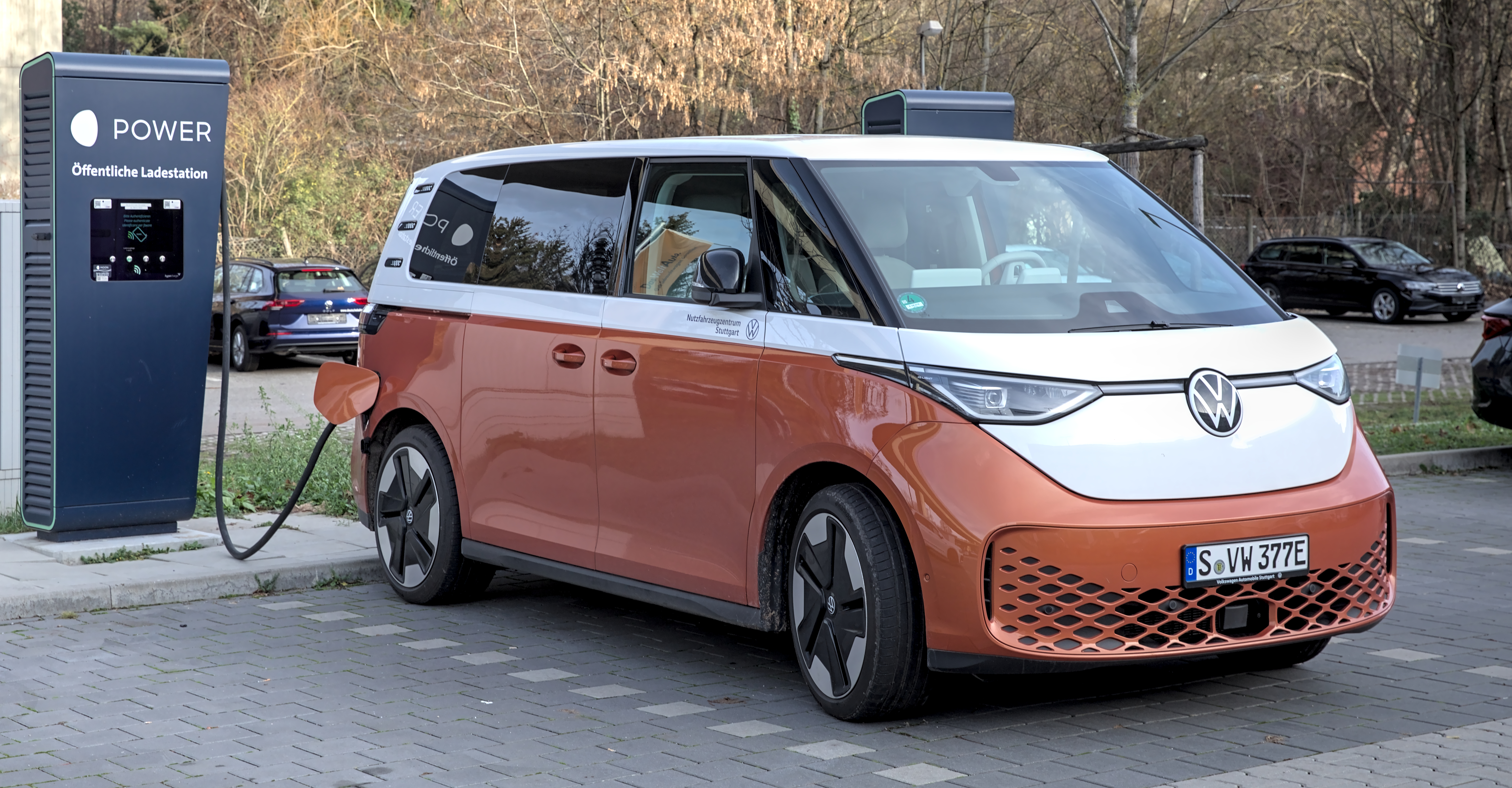
VW ID. Buzz mit Retrodesign

Bei manchen Elektroautos wird ein Retrodesign verwendet. Dabei werden im neuen Design meist Automodelle aus der Vergangenheit nachempfunden. Beispiele sind Honda e, Renault 5 E-Tech, VW ID. Buzz, Microlino, Fiat Grande Panda, Fiat 500, Ford Capri, Opel Manta Elektromod, Ora Baleimao oder Mini J01.

### Spielzeug und Modellbau
Funkferngesteuerte Modellautos werden seit Langem als Spielzeug verkauft und erfreuen sich großer Beliebtheit, weil elektrisch betriebene Fahrzeuge gefahrlos in geschlossenen Räumen betrieben werden können, keine Schmierstoffe benötigen, längere Strecken als Spielzeuge oder Modelle mit Federaufzugantrieb fahren können und sich bei kleinen Abmessungen leichter realisieren lassen als Fahrzeuge mit Dampfantrieb oder mit Verbrennungsmotor. Bei diesen Autos kann es sich sowohl um maßstäblich verkleinerte Modelle echter Autos mit mehr oder minder großer Detailtreue handeln als auch um Fantasieprodukte.
Es werden auch Rennen mit ferngesteuerten Elektroautos durchgeführt.